# Deutsche Fußballnationalmannschaft
Die deutsche Fußballnationalmannschaft der Männer ist die Auswahlmannschaft des Deutschen Fußball-Bundes (DFB), die den Fußballsport in Deutschland auf internationaler Ebene bei Länderspielen gegen Mannschaften anderer nationaler Verbände repräsentiert. Den Kader nominiert der Bundestrainer des DFB. Bei seiner Auswahl stehen ihm alle Fußballspieler mit deutscher Staatsangehörigkeit zur Verfügung, die (im Falle einer doppelten Staatsangehörigkeit oder vor der Einbürgerung) weniger als vier Spiele für die A-Nationalmannschaft eines anderen Fußballverbandes bestritten haben.
Die DFB-Auswahlmannschaft zählt weltweit zu den erfolgreichsten Nationalmannschaften. Sie wurde bisher viermal Weltmeister (1954, 1974, 1990 und 2014), dreimal Europameister (1972, 1980 und 1996) sowie einmal Konföderationen-Pokal-Sieger (2017). Hinzu kommen zahlreiche Halbfinal- und Finalteilnahmen bei Welt- und Europameisterschaften. Die Fußballnationalmannschaft wurde zehnmal zu Deutschlands Mannschaft des Jahres gewählt und ist in dieser Statistik führend.

## Geschichte

### Von den Anfängen bis zum Ersten Weltkrieg (1898–1914)
Bereits von 1898 bis 1901 wurden sieben Spiele gegen französische und englische Mannschaften ausgetragen. Organisator dieser Begegnungen war Walther Bensemann, der als einer der wichtigsten Pioniere des Fußballs in Deutschland gilt. Der DFB erkennt diese inoffiziellen Vergleiche jedoch nicht als Länderspiele an und bezeichnet sie vielmehr als Ur-Länderspiele.
Obwohl die Bildung einer „ständigen Bundesmannschaft“ bei der Gründung des Deutschen Fußball-Bundes im Jahr 1900 zum Ziel erklärt worden war, gelang es vor allem auf Grund der Probleme bei Finanzierung und Organisation in den folgenden Jahren jedoch nicht, eine nationale Auswahl aufzustellen und Länderspiele abzuhalten. Der Verband wollte aber der gewachsenen Popularität des Fußballsports Rechnung tragen und beschloss den Aufbau einer Mannschaft, die am olympische Fußballturnier 1912 teilnehmen sollte.

Spieler und Funktionäre des DFB unmittelbar vor der Länderspielpremiere am 5. April 1908 in Basel

Am 5. April 1908 wurde das erste offizielle Fußballländerspiel in der Geschichte des deutschen Fußballs ausgetragen. Die Nationalauswahl des Deutschen Reiches trat dabei im Landhof-Stadion zu Basel gegen die Schweiz an, welche das als „freundschaftlichen Länderkampf“ bezeichnete Spiel mit 5:3 gewann. Für die Eidgenossen war es der erste Sieg im dritten Länderspiel; in den beiden vorherigen Partien waren sie jeweils Frankreich unterlegen gewesen.
Die Schweiz wurde im Lauf der Geschichte traditionell der „erste Gegner“ der deutschen Nationalmannschaft: Sowohl nach beiden Weltkriegen als auch nach der Auflösung des DFV der DDR infolge der deutschen Wiedervereinigung war sie jeweils die erste Nation, die gegen Deutschland spielte. Gegen die Schweiz gelang auch der erste Sieg der deutschen Mannschaft: Am 4. April 1909 besiegte sie die Eidgenossen in Karlsruhe vor 7000 Zuschauern mit 1:0. Auch das Jubiläumsspiel zum 100. Jahrestag des ersten Länderspiels des DFB am 26. März 2008, das zugleich das 800. Länderspiel einer deutschen Mannschaft war, wurde gegen die Schweiz bestritten; Deutschland gewann mit 4:0.
Bereits vor dem ersten Länderspiel gab es Streit zwischen dem DFB-Spielausschuss und dem DFB-Bundesvorstand um das Spielerauswahlverfahren. Auf einem außerordentlichen DFB-Bundestag entschloss man sich schließlich, nur Spieler aus „jenen Teilen Deutschlands einzuladen, in denen bereits geordnet Fußball gespielt wird“. Dabei durften die Landesverbände eine ihnen zugeschriebene Anzahl von Spielern nominieren, weshalb die Auswahl nicht zentral vorgenommen wurde. So wurde den Landesverbänden sogar mitgeteilt, auf welchen Positionen sie Spieler nominieren sollten, wodurch ein guter Torhüter zum Beispiel keine Chance hatte, für die Nationalelf aufzulaufen, wenn sein Landesverband keinen Torhüter nominieren durfte. Zu diesem Auswahlverfahren kamen auch noch von vielen Spielern als „chaotisch“ empfundene Umstände hinzu. So berichteten Spieler, dass sie von ihrer Nominierung aus der Zeitung erfuhren, bevor sie die offizielle Einladung des DFB als Brief erhielten, und dass sich die Anreise zu den Länderspielen oft als sehr schwierig erwies. Da viele Spieler unter diesen Umständen lieber für ihre Vereine aufliefen, sagten immer mehr ihre Teilnahme an Länderspielen ab. So wurde den Spielern zuerst mit Strafen für Absagen gedroht, bis man sogar die Regelung einführte, dass Vereine, die ein Spiel verloren hatten, während ein Spieler abgestellt war, das Spiel wiederholen durften. Da man mit dem festgelegten Auswahlverfahren wenig erfolgreich war, kam man auf die Idee, an einem Tag zwei Spiele durchzuführen, um 22 Spieler nominieren zu können und so den heftigen Diskussionen um die Nominierung aus dem Weg zu gehen. Zum ersten Mal wurden auf den 4. April 1909 zwei Länderspiele angesetzt. An diesem Tag kam man mit dem 1:0 gegen die Schweizer Fussballnationalmannschaft in Karlsruhe zum ersten Länderspielsieg. Dieser Sieg ist unter anderem darauf zurückzuführen, dass man eine Mannschaft mit ausschließlich süddeutschen Spielern aufstellte, während in Budapest Spieler aus Nord- und Mitteldeutschland spielten, die gegen Ungarn immerhin ein 3:3-Unentschieden erreichten. Da sich die Spieler aus den jeweiligen Gebieten kannten, waren diese Nationalmannschaften deutlich besser eingespielt.
Die Organisation der Länderspiele wurde trotz des ersten Sieges weiter infrage gestellt. So achtete der DFB bei der Ansetzung der Spiele nicht auf wichtige Ereignisse im Vereinsfußball. 1910 fand sogar nur einen Tag nach dem Finale um die deutsche Meisterschaft in Köln ein Länderspiel gegen Belgien in Duisburg statt. Da die Spieler aus dem Meisterschaftsendspiel abgesagt hatten, waren eine Stunde vor Anpfiff nur sieben Spieler zusammengekommen, weshalb man sogar Fußballer aus dem Duisburger Publikum als Nationalspieler aufstellte. Zudem hatte auch der angesetzte Leipziger Schiedsrichter Max Grafe tags zuvor noch das Endspiel um die Meisterschaft geleitet.

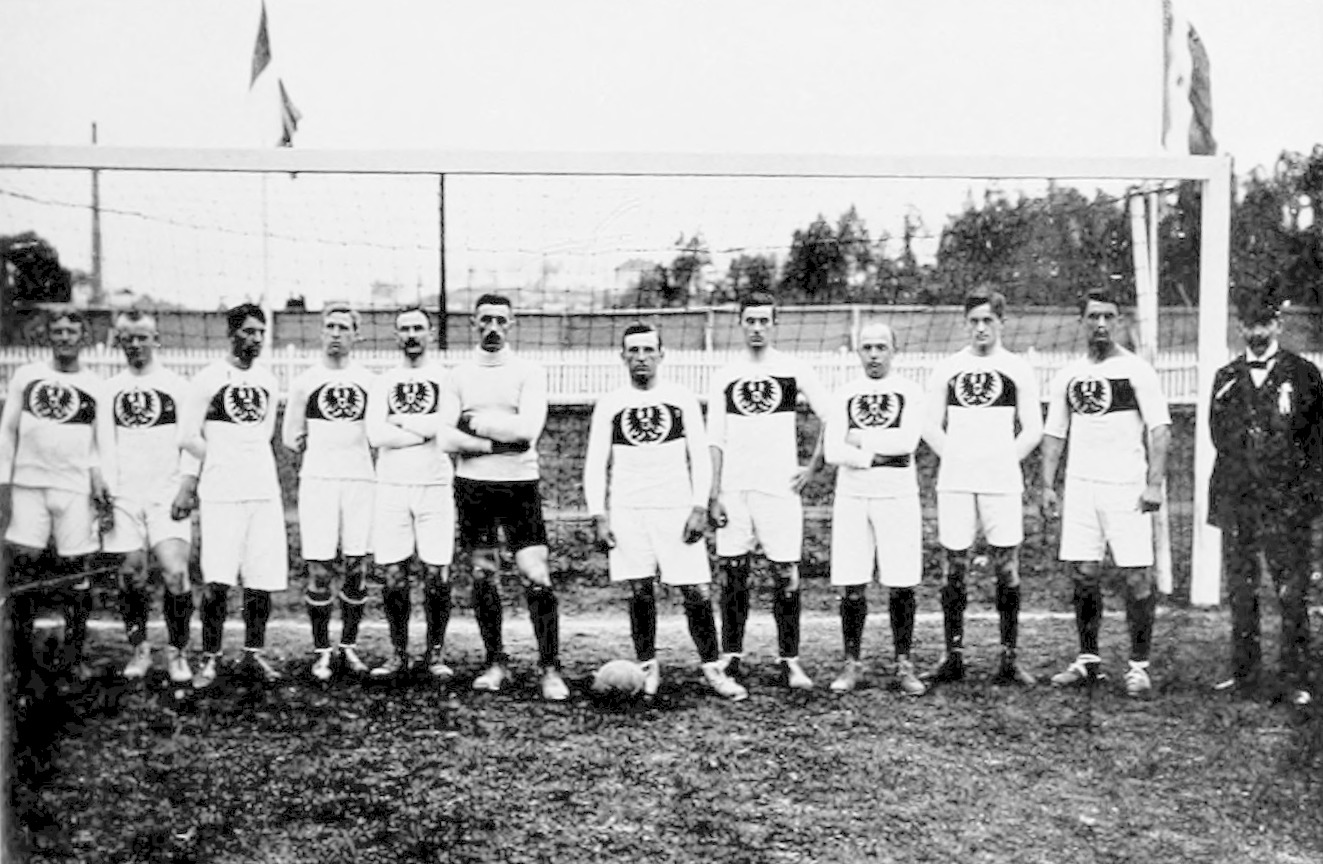
Die deutsche Nationalmannschaft am 1. Juli 1912 vor dem Rekordsieg gegen Russland

Die ersten großen Fußballturniere fanden bei den Olympischen Spielen statt, zunächst 1900 und 1904 als Demonstrationssportart, 1908 als offizielle olympische Sportart. Deutsche Mannschaften nahmen an diesen Turnieren noch nicht teil. Bei den Olympischen Spielen 1912 in Stockholm trat Deutschland gegen Österreich, Russland und Ungarn an. Während gegen die russische Fußballnationalmannschaft mit 16:0 der höchste Sieg der deutschen Länderspielgeschichte gelang, bei dem Gottfried Fuchs allein zehn Tore schoss, gab es gegen die beiden K.-u.-k.-Länder jeweils Niederlagen: 1:5 gegen Österreich und 1:3 gegen Ungarn.
Für 1914 waren zahlreiche Länderspiele angesetzt, die jedoch durch den Ausbruch des Ersten Weltkriegs hinfällig waren. Man hatte sich zudem große Ziele für die Olympischen Spiele in Berlin gesetzt, die für 1916 geplant waren. Während des Krieges wurden keine Länderspiele ausgetragen. 12 Nationalspieler starben während des Ersten Weltkriegs, davon 11 als Soldaten an der Front (siehe auch: Während des Ersten und Zweiten Weltkriegs bzw. als Folge dieser und als Opfer nationalsozialistischer Verbrechen gestorbene Nationalspieler).

### Weimarer Republik (1918–1933)
Durch die erheblichen Umwälzungen der politischen Beziehungen in Europa, die der Erste Weltkrieg verursacht hatte, und die politische Isolierung Deutschlands nach Kriegsende drückte auch der Fußball die Konflikte zwischen den Nationen Europas aus. Als die Schweizer Fussballnationalmannschaft, die schon während des Krieges 1917 Deutschland vergeblich zu einem Freundschaftsspiel eingeladen hatte, sich 1920 als erste Nationalmannschaft nach dem Krieg zu einem Länderspiel gegen Deutschland bereit erklärte, drohten Großbritannien, Frankreich und Belgien den Schweizern mit einem Fußballboykott. Als die Schweiz sich dadurch nicht einschüchtern ließ, beantragte England bei der FIFA den Ausschluss Deutschlands. Nachdem der Antrag abgelehnt worden war, trat England aus der FIFA aus. Da die Schweiz versuchte, Politik und Fußball zu trennen, trat sie 1922 erneut gegen Deutschland an, worauf Belgien ein Spiel gegen die Schweiz absagte. Politik und Ideologie wurden immer mehr Teil des europäischen Fußballs. So schrieb die österreichische Zeitschrift Das illustrierte Sportblatt 1922, dass man in den deutschen Spielern die Vertreter des mit Österreich stammesgleichen deutschen Volkes sehe. 1923 trat Italien als erster der vorherigen Kriegsgegner gegen die Deutschen an, deren Beispiel erst 1929 mit Schottland die zweite Mannschaft folgte. Bis dahin spielte man nur gegen neutrale Staaten wie die Niederlande, Schweden und Norwegen. 1924 erklärte man, dass die österreichische Nationalmannschaft aus „ethischen Gründen“ mit einem Länderspielboykott belegt würde, weil die Österreicher den Profifußball eingeführt hatten. Dieser Boykott wurde erst im Februar 1930 aufgehoben, nachdem es bereits 1928 durch FIFA-Präsident Jules Rimet zu einer Lockerung des Boykotts gekommen war. Erster Reichstrainer der Nationalmannschaft wurde 1926 Otto Nerz, der schon bald darauf das englische WM-System einführte.

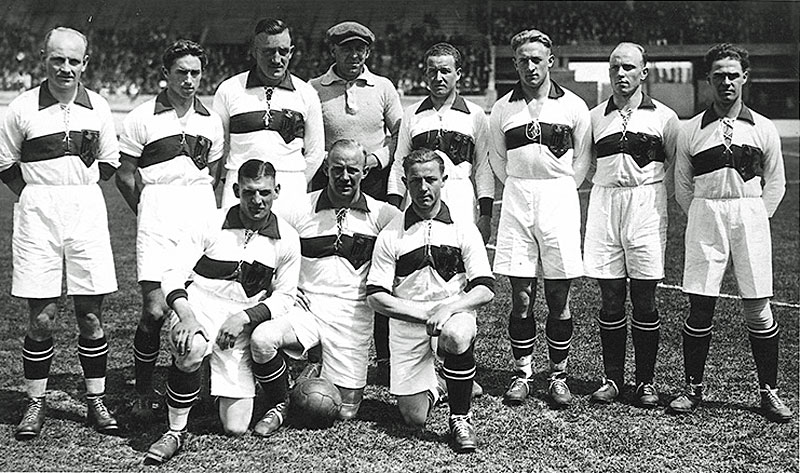
Das deutsche Fußballteam bei den Olympischen Spielen 1928

Nach dem Ersten Weltkrieg war Deutschland erst 1928 wieder bei Olympischen Spielen zugelassen. Bei den Olympischen Spielen 1928 in Amsterdam konnte zunächst die Mannschaft aus der Schweiz mit 4:0 besiegt werden, ehe gegen den späteren Olympiasieger Uruguay nach einem 1:4 für die deutsche Mannschaft das Turnier beendet war. Nachdem zwei deutsche Spieler und ein Spieler aus Uruguay vom Platz gestellt worden waren, verbreitete die deutsche Presse eine negative Stimmung gegen die Mannschaft aus Uruguay.
1931 trug man das erste Länderspiel gegen die französische Fußballnationalmannschaft aus, was erst nach dem Ende der französischen Rheinlandbesetzung möglich wurde. Die Beziehungen zwischen beiden Nationen waren durch den Ersten Weltkrieg und seine Folgen noch immer belastet, so wurden die deutschen Spieler in der französischen Presse mit Sturmsoldaten verglichen.
Wie einige andere europäische Nationen sagte der DFB die Teilnahme an der ersten Fußball-Weltmeisterschaft 1930 in Uruguay wegen des hohen Aufwandes – allein die Anreise der vier teilnehmenden europäischen Mannschaften auf dem Seeweg dauerte über zwei Wochen – und der damit verbundenen Kosten ab. Allerdings gab der DFB keine offizielle Begründung für die Absage bekannt.
In der Zeit von 1920 bis 1933 kam die Mannschaft zu 23 Siegen, 13 Unentschieden und 19 Niederlagen. Die eher mäßigen Leistungen lassen sich durch die Zersplitterung im deutschen Fußball begründen. Man nominierte Nationalspieler auch in dieser Zeit nicht nur nach Spielstärke. Die einflussreichen Vertreter der verschiedenen Landesverbände im Spielausschuss wollten immer noch Spieler aus den eigenen Reihen in der Nationalmannschaft sehen.
Zweimal, 1923 und 1933, fanden Spiele am Neujahrstag statt, in beiden Fällen war Italien in Mailand beziehungsweise Bologna der Gegner.

### Zeit des Nationalsozialismus (1933–1945)
Am 5. März 1933, dem Tag der letzten Reichstagswahlen, zu denen noch andere Parteien als die NSDAP zugelassen waren, sollte das erste Heimspiel der Nationalmannschaft gegen Frankreich stattfinden. Die Franzosen fürchteten um die Sicherheit der eigenen Spieler und der mitgereisten Fans in einem von den Nationalsozialisten beherrschten Land. Dank der Fürsprache von Jules Rimet, des damaligen Vorsitzenden der FIFA und des französischen Fußballverbandes, fand das Spiel schließlich am 19. März 1933 statt. Durch einen feierlichen Empfang gelang es den Nationalsozialisten, von den wahren Vorgängen im Land abzulenken. So lobte Jules Rimet laut einem Zitat aus dem Völkischen Beobachter nach dem Spiel (Endstand 3:3) die „vorbildliche Ruhe und Ordnung“, die seiner Meinung nach „für den hohen Kulturstand des deutschen Volkes den allerbesten Beweis“ liefere. Auch im Inland wurde das Spiel für Propagandazwecke genutzt. So wurde im Völkischen Beobachter die Preissenkung der Stehplatzkarten und die Ausgabe von Erwerbslosenkarten hervorgehoben.
Eine Besonderheit der Zeit vor und während des Zweiten Weltkriegs war, dass es, wie bereits am 4. April 1909, an manchen Tagen zwei Länderspiele gab. So traten deutsche Nationalmannschaften am 15. September 1935 in Breslau und in Stettin an, am 27. September 1936 spielten Mannschaften in Prag und in Krefeld, am 21. März 1937 in Stuttgart und in Luxemburg, am 20. März 1938 in Nürnberg und in Wuppertal, am 26. März 1939 in Florenz und in Luxemburg und am 5. Oktober 1941 in Stockholm und Helsinki. Die Aufstellungen und die Gegner lassen aber die Vermutung zu, dass am zweiten Ort – mit Ausnahme des Spiels am 4. April 1909 – jeweils eine B-Mannschaft angetreten war.

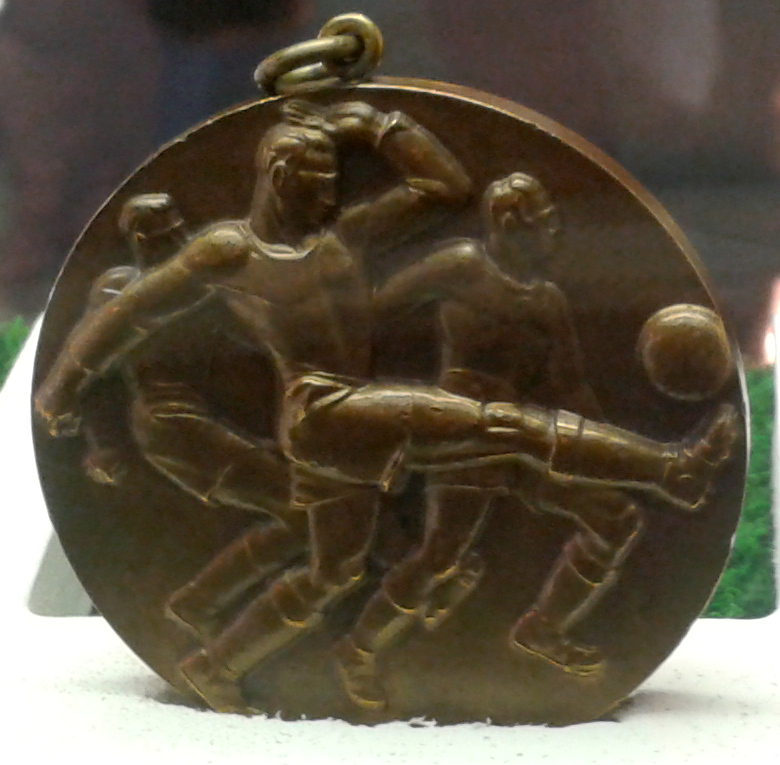
Bronzemedaille der WM 1934 (hier Exemplar von Otto Siffling in einer Ausstellung)

1934 qualifizierte sich die deutsche Nationalmannschaft erstmals für eine Fußball-Weltmeisterschaft. Bei der in Italien ausgetragenen Endrunde, die komplett im K.-o.-System durchgeführt wurde, erreichte die deutsche Mannschaft das Halbfinale. Beim 5:2 gegen Belgien gelang Edmund Conen der erste „lupenreine“ Hattrick der WM-Geschichte. Im Viertelfinale gewannen die Deutschen mit 2:1 gegen Schweden. Begünstigt durch mehrere Fehler des deutschen Torwarts Willibald Kreß setzte sich die Tschechoslowakei im Halbfinale mit 3:1 gegen die deutsche Mannschaft durch, die mit einem 3:2 gegen Österreich WM-Dritter wurde.
1935 trug die Nationalmannschaft 17 Freundschaftsspiele aus, darunter auch das Fußballländerspiel England – Deutschland 1935 (3:0), das erste offizielle Länderspiel gegen die englische A-Nationalmannschaft. Das Deutsche Reich wollte gute internationale Beziehungen vortäuschen, wobei man versuchte, möglichst gegen schwächere Gegner anzutreten, um mit einer guten Bilanz für „kollektive Erfolgserlebnisse“ zu sorgen und das „nationale Selbstbewusstsein“ zu stärken.
Nachdem Fußball 1932 nicht zum Programm der Olympischen Spiele gehört hatte, startete der WM-Dritte bei den Olympischen Spielen 1936 in Berlin mit einem 9:0 gegen Luxemburg in das Turnier, musste dann aber nach einem 0:2 gegen Norwegen die Hoffnungen auf den Olympiasieg aufgeben. Für das Ansehen des Fußballs bei den NS-Führern war diese Niederlage katastrophal, da die durch die Ausrichtung der Spiele erwünschte Propagandawirkung deutlich nachließ. Zudem war es das erste Fußballländerspiel in Anwesenheit von Adolf Hitler. Es war das letzte Olympiaturnier der deutschen A-Nationalmannschaft.
Nach den Olympischen Spielen suchte man einen Verantwortlichen für die Enttäuschung und machte den Reichstrainer Otto Nerz für die Niederlage gegen Norwegen verantwortlich, obwohl es DFB-Präsident Felix Linnemann war, der gefordert hatte, die Stammspieler in diesem Spiel zu schonen. Sepp Herberger löste Nerz als Reichstrainer ab. Die Oberaufsicht wollte Nerz jedoch beibehalten. In diese Zeit fiel der 8:0-Sieg der sog. Breslau-Elf am 16. Mai 1937 gegen Dänemark. Der entstandene Machtkampf zwischen Herberger und Nerz wurde 1938 entschieden, als Nerz zurücktrat; zuletzt hatte er die Funktion des Referenten für die Nationalmannschaft inne. Herberger gelang mit drei Siegen gegen Estland, Finnland und Schweden die Qualifikation für die Fußball-Weltmeisterschaft 1938 in Frankreich.
Nach dem Anschluss Österreichs an das Deutsche Reich im März 1938 wurde ein sog. „Anschlussspiel“ zwischen den beiden Nationalmannschaften ausgetragen. Österreich gewann das Spiel mit 2:0, und es wurde beschlossen, dass in der neuen „großdeutschen“ Nationalmannschaft je zur Hälfte Deutsche und Österreicher spielen sollten. Das Verhältnis zwischen den österreichischen Profispielern und den deutschen Amateurspielern war jedoch von Abneigung und Misstrauen geprägt.
Kurze Zeit nach der Vereinigung zur „großdeutschen“ Nationalelf schied die Mannschaft bei der Weltmeisterschaft 1938 bereits in der ersten Runde, d. h. im Achtelfinale, gegen die Schweiz aus. Reichte es im ersten Spiel noch zu einem 1:1 nach Verlängerung, musste sich die deutsche Mannschaft fünf Tage später im Wiederholungsspiel – Elfmeterschießen waren damals noch nicht in das Reglement eingeführt – mit 2:4 geschlagen geben, was bis zum WM-Turnier 2018 (Aus in der Vorrunde) das schlechteste Abschneiden bei einer Weltmeisterschaft bedeutete.
Die nationalsozialistische Rassenpolitik machte auch vor aktiven und früheren Fußballnationalspielern nicht Halt. Jüdische Spieler wurden vom Spielbetrieb ausgeschlossen und aus vielen deutschen Fußballstatistiken gelöscht, ehemalige Nationalspieler wie Gottfried Fuchs mussten das Land verlassen oder wurden, wie beispielsweise Julius Hirsch, Opfer des Holocaust. Der DFB zögerte bis in die 1970er Jahre, diesen Aspekt seiner Geschichte aufzuarbeiten. So wurde Sepp Herbergers Vorschlag, den in Kanada lebenden Rekordtorschützen Fuchs, den Herberger als „sein Fußballidol“ bezeichnete, 1972 zur Einweihung des Münchner Olympiastadions einzuladen, mit fragwürdiger Begründung abgelehnt.
Obwohl die politische Lage sich immer mehr zuspitzte, trat die Mannschaft 1939 bei 15 Länderspielen an. Noch in der Vorbereitungsphase für die Olympischen Spiele 1940 in Helsinki brach der Zweite Weltkrieg aus, der Großteil der Spieler musste in die Wehrmacht einrücken. Das NS-Regime wollte mit der Einberufung von Nationalspielern auch dem Volk verdeutlichen, dass sich unabhängig von der gesellschaftlichen Position jeder in den Dienst der Nation stellen müsse. Die Bildung einer starken Nationalmannschaft erschien somit vorerst unwahrscheinlich.
Allerdings wollte man die Nationalelf weiterhin zur Propaganda in neutralen Staaten nutzen; darum fanden dennoch zahlreiche Länderspiele statt. So sollte die Mannschaft des besetzten Dänemarks nicht gegen Deutschland antreten, weil der dänische König ein Sportverbot verhängt hatte, da man ein Spiel der dänischen Nationalmannschaft gegen Deutschland als eine Geste der Unterwerfung betrachtete. Doch im November 1940 fand trotzdem ein solches Länderspiel statt. Durch eine Nominierung für die Nationalmannschaft konnte man nun dem Kriegseinsatz entrinnen. Auch im Fußballsport sollte die in der nationalsozialistischen Ideologie verankerte Überlegenheit der „arischen Rasse“ demonstriert werden. Doch nachdem am Geburtstag von Adolf Hitler 1941 in Bern das Spiel gegen die Schweiz verloren worden war, schrieb Propagandaminister Joseph Goebbels in einem Brief an den Reichssportführer, es dürfe „vor allem kein Sportaustausch gemacht werden, wenn das Ergebnis im geringsten zweifelhaft“ sei.
Im Juni 1941 wurde vom Reichssportführer verfügt, alle Spiele abzusagen, weil man für den Überfall auf die Sowjetunion die Kräfte bündeln wollte. Beendet wurde die Sportsperre bereits im Oktober 1941 durch einen direkten Befehl Hitlers, da er von einem schnellen Sieg der Wehrmacht im Osten ausging. 1942 legte Sepp Herberger dem NS-Regime eine Liste mit 20 Spielern vor, die bereits einberufen waren. Da Herberger angab, die meisten Spieler hätten bereits Orden wie das Eiserne Kreuz oder das Sturmabzeichen erhalten, wurden diese Spieler schließlich für unabkömmlich erklärt und mussten nicht mehr fürchten, einberufen zu werden. Nach einer Niederlage gegen Schweden in Berlin verbot Goebbels Länderspiele in Berlin. Goebbels hielt es für unsinnig, Länderspiele auszutragen, die das Volk nur vom Krieg ablenkten. So wollte er 1942 schließlich jeglichen internationalen Sportverkehr beenden und begründete dies mit dem „totalen Krieg“. Am 22. November 1942 fand das letzte Länderspiel Deutschlands statt, das es mit 5:2 gegen die Slowakei gewann. Noch im selben Jahr wurde Deutschland aus der FIFA ausgeschlossen.

### Neubeginn nach dem Krieg und das „Wunder von Bern“ (1945–1964)

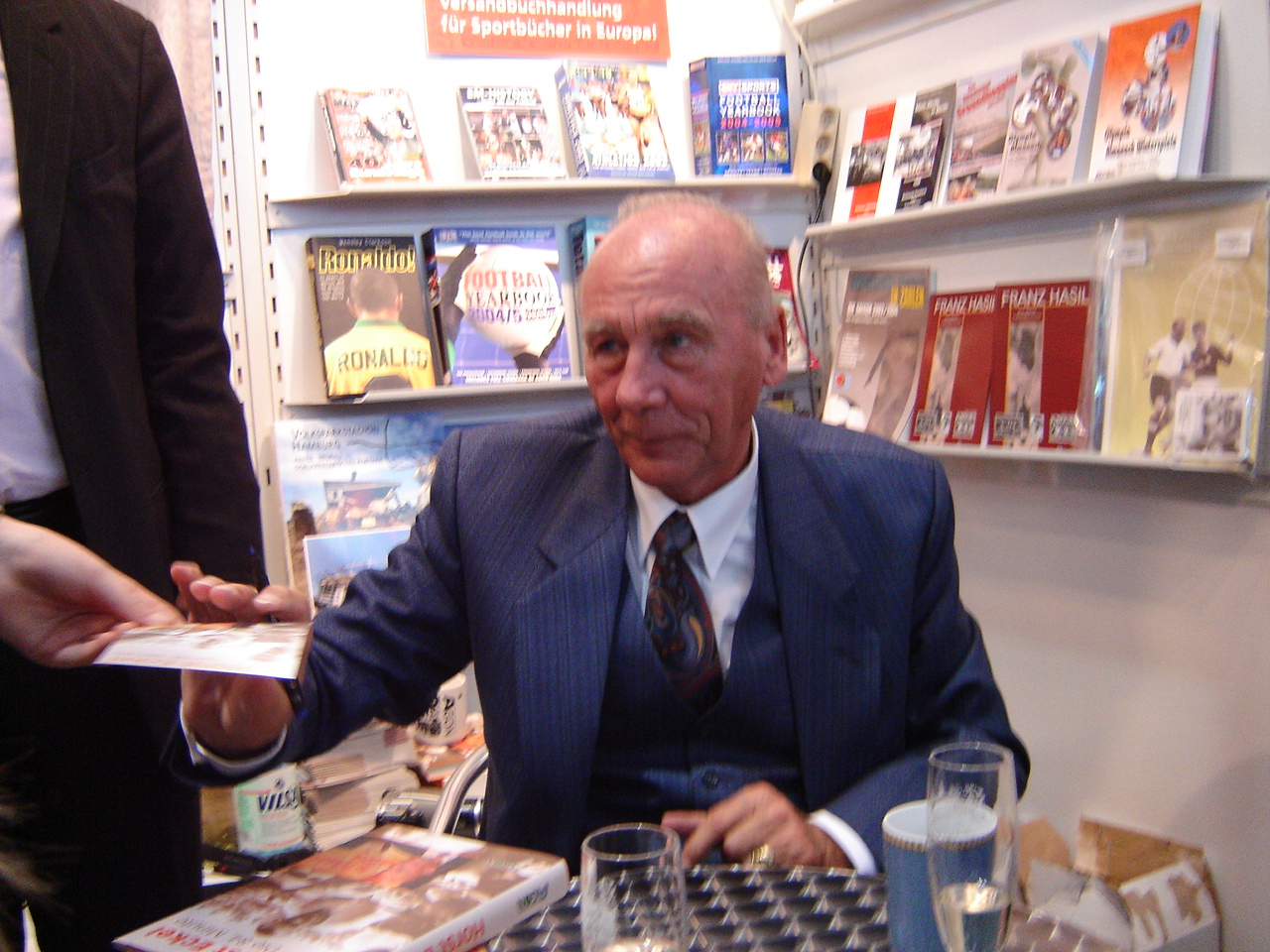
Horst Eckel, Weltmeister 1954, auf der Buchmesse in Frankfurt am Main 2004

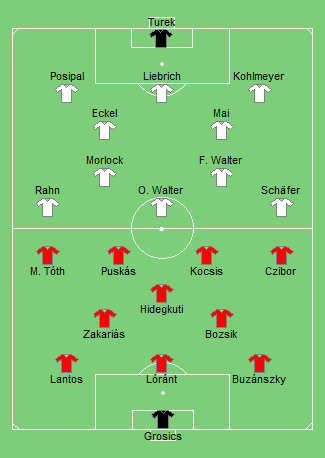
Endspielaufstellungen 1954

Auf der ersten Sitzung des Exekutivkomitees nach Ende des Zweiten Weltkrieges vom 10. bis 12. November 1945 in Zürich beschloss die FIFA, die Sportbeziehungen im Sinne der FIFA-Statuten zu Deutschland (wie auch zu Japan) und damit zur Nationalmannschaft und allen Verbänden abzubrechen und verfügte gleichzeitig ein Verbot an alle Mitgliedsverbände, Sportbeziehungen zu Deutschland zu unterhalten. Eine Teilnahme des (ohnehin 1940 aufgelösten) DFB und seiner Verbände an internationalen Wettbewerben war daher in den Nachkriegsjahren nicht mehr möglich.
Die Schweiz versuchte 1948 den deutschen Antrag auf Wiederaufnahme in die FIFA zu unterstützen. Der Antrag wurde jedoch abgelehnt. So trug man drei Stadtspiele zwischen deutschen und Schweizer Vereinsmannschaften in Deutschland aus. Diese Spiele provozierten heftige Reaktionen im Ausland; die FIFA drohte den Schweizern sogar mit Strafe, der die Schweizer nur entgingen, weil der Schweizerische Fußballverband gegen die Organisatoren dieser Spiele Strafen verhängte. Erst im Mai 1949 wurden internationale Vereinsspiele erlaubt.
1949 beantragte der englische Fußballverband bei der FIFA eine Wiederzulassung Deutschlands zum internationalen Spielverkehr, woraufhin die FIFA das Spielverbot gegen alle deutschen Mannschaften am 7. Mai 1949 aufhob. Sie verlangte aber, dass vor jedem internationalen Spiel die jeweilige Militärregierung, in deren Besatzungszone ein internationales Spiel ausgetragen werden sollte, ihre Zustimmung erteilte.
Nach Gründung der Bundesrepublik Deutschland wurde auch der DFB am 21. Januar 1950 wiedergegründet; zur selben Zeit entstand in der Deutschen Demokratischen Republik der Deutsche Fußball-Verband (DFV). Bereits zwei Jahre zuvor hatte sich der Saarländische Fußballverband gebildet, der im Frühjahr 1950 in die FIFA aufgenommen wurde. Der DFB folgte nach einer Tagung im September, der DFV wurde erst 1952 aufgenommen und nahm bis 1990 mit einer eigenen Auswahl an internationalen Wettkämpfen teil. Am 22. November 1950 fand schließlich nach genau acht Jahren gegen die Schweiz in Stuttgart unter Bundestrainer Sepp Herberger das erste Länderspiel statt, das durch ein Tor von Herbert Burdenski mit 1:0 gewonnen wurde. Für neun Spieler war dies das erste Länderspiel, von denen Torhüter Toni Turek damit bis zum 19. November 2013 der älteste Torhüter-Debütant blieb. Nur Kapitän Andreas Kupfer (44. Spiel), Jakob Streitle (9. Spiel) und Torschütze Herbert Burdenski (4. Spiel), waren schon vor und während des Zweiten Weltkriegs zum Einsatz gekommen. Lediglich für Fritz Balogh, der drei Monate später starb, blieb es das einzige Länderspiel und auch Andreas Kupfer kam zu keinem weiteren Einsatz. Neben Turek standen mit Max Morlock und Ottmar Walter noch zwei spätere Weltmeister in dieser ersten Nachkriegsmannschaft und mit Bernhard Klodt und Richard Herrmann zwei weitere Spieler aus dem späteren 54er WM-Kader. Beim Rückspiel am 15. April 1951 kam auch Herbergers Lieblingsschüler Fritz Walter wieder zum Einsatz, seinem bis dahin 25. Länderspiel.
Zunächst trat die Mannschaft nur gegen neutrale Staaten oder ehemalige Verbündete an. Im Oktober 1952 fand zum ersten Mal ein Spiel gegen eine Nationalmannschaft der Alliierten des Zweiten Weltkriegs statt. Gegen Frankreich verlor die Mannschaft in Paris mit 1:3. Herberger hielt an seiner Haltung fest, Legionäre nicht zu nominieren. So kam zum Beispiel Torhüter Bert Trautmann zu keinem einzigen Länderspieleinsatz.

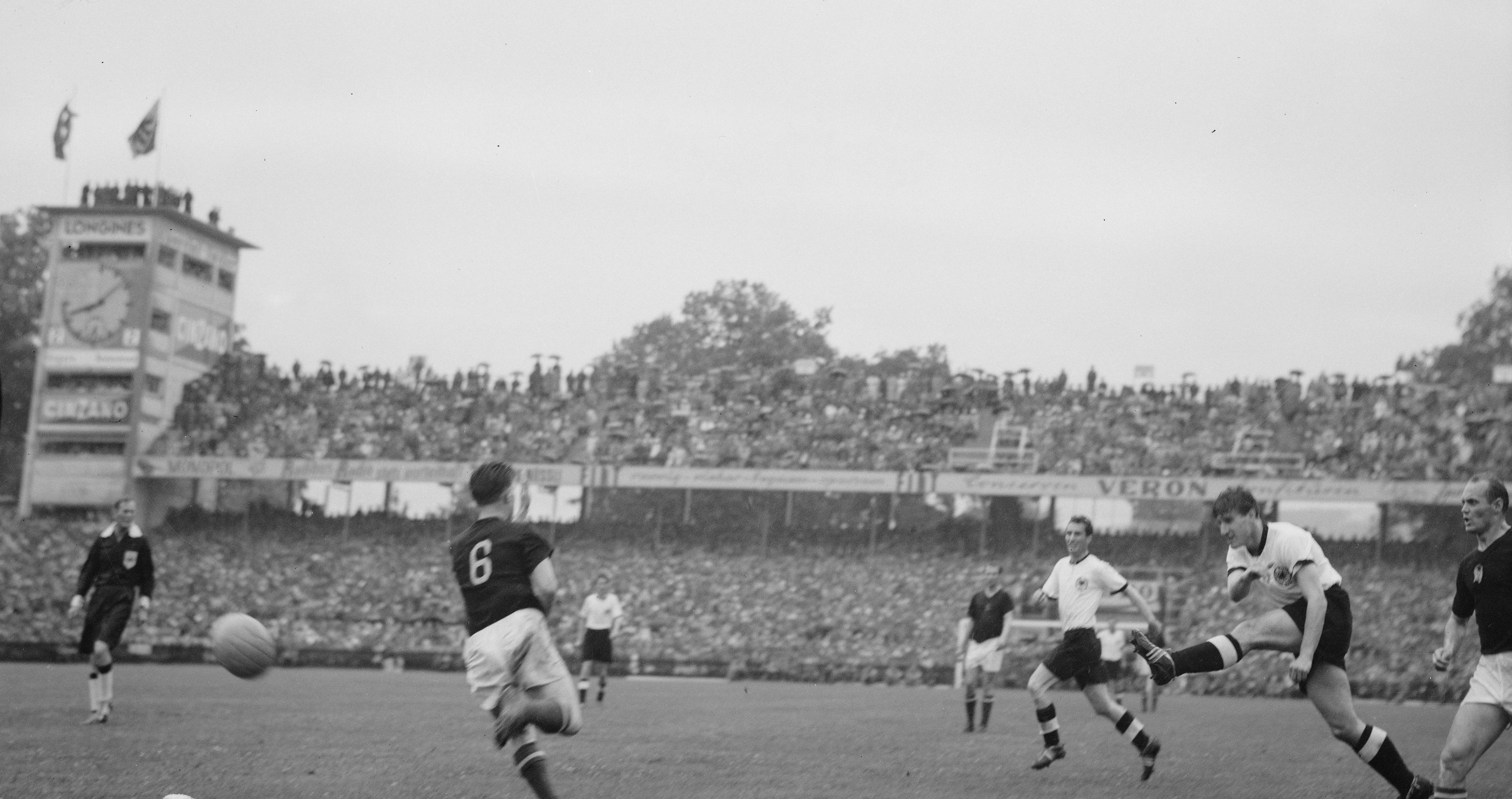
WM-Finale 1954 gegen Ungarn, Torschuss von Hans Schäfer

Für die Weltmeisterschaft 1950 in Brasilien war die Nationalmannschaft der Bundesrepublik Deutschland noch ausgeschlossen. Erstmals nahm sie an der Qualifikation zur Weltmeisterschaft 1954 teil. Dort konnte sie sich gegen das Saarland und Norwegen durchsetzen. Im Turnier war die Mannschaft in der Gruppe mit den gesetzten Mannschaften der Türkei, die sich in der Qualifikation nach Losentscheid gegen Spanien durchgesetzt hatte, und Ungarns nicht gesetzt und trat somit nur gegen die beiden gesetzten Teams und nicht gegen das ebenfalls nicht gesetzte Südkorea an. Nach dem Auftaktsieg gegen die Türkei stellte der Bundestrainer die Mannschaft für das Spiel gegen Ungarn auf vielen Positionen um und verlor 3:8. Nach der Niederlage – bis heute die höchste Pflichtspielniederlage der Nationalelf – wurde Herberger heftig kritisiert, während später die Schonung einiger Stammspieler in diesem Spiel ihm als Genialität zugeschrieben werden sollte. Im folgenden Entscheidungsspiel gegen die Türkei, die Südkorea bezwungen hatte, gewann die Mannschaft mit 7:2 und qualifizierte sich für das Viertelfinale, in dem sie gegen Jugoslawien gewann.
„Turek, du bist ein Teufelskerl – Turek, du bist ein Fußballgott. […] Sechs Minuten noch im Wankdorf-Stadion in Bern. Keiner wankt. Der Regen prasselt unaufhörlich hernieder. Es ist schwer, aber die Zuschauer, sie harren nicht aus – wie könnten sie auch! Eine Fußballweltmeisterschaft ist alle vier Jahre, und wann sieht man ein solches Endspiel, so ausgeglichen, so packend, jetzt Deutschland am linken Flügel durch Schäfer, Schäfers Zuspiel zu Morlock wird von den Ungarn abgewehrt, und Bozsik, immer wieder Bozsik, der rechte Läufer der Ungarn am Ball. Er hat den Ball verloren diesmal, gegen Schäfer – Schäfer nach innen geflankt – Kopfball – abgewehrt – aus dem Hintergrund müsste Rahn schießen – Rahn schießt! – Tooooor! Tooooor! Tooooor! Tooooor! … Tor für Deutschland – Linksschuss von Rahn, Schäfer hat die Flanke nach innen geschlagen, Schäfer hat sich gegen Bozsik durchgesetzt. Drei zu zwei für Deutschland fünf Minuten vor dem Spielende. Halten Sie mich für verrückt, halten Sie mich für übergeschnappt, ich glaube, auch Fußballlaien sollten ein Herz haben, sollten sich an der Begeisterung unserer Mannschaft und an unserer eigenen Begeisterung mit freuen und sollten jetzt Daumen halten. Viereinhalb Minuten Daumen halten in Wankdorf. […] Aus! Aus! Aus! – Aus! – Das Spiel ist aus! Deutschland ist Weltmeister! Schlägt Ungarn mit drei zu zwo Toren im Finale in Bern!“
Im Halbfinale konnte auch Österreich bezwungen werden, und dann folgte das sogenannte „Wunder von Bern“, der Gewinn der Weltmeisterschaft 1954 durch einen 3:2-Endspielsieg gegen die favorisierte Ungarische Fußballnationalmannschaft. Da die Mannschaft in der Vorrunde gegen Ungarn mit 3:8 verloren hatte, wurde von vielen ein Sieg für unmöglich gehalten. Nach acht Minuten lag die Mannschaft auch bereits mit 0:2 zurück, doch Deutschland glich bis zur Pause aus – und in der 84. Minute konnte Helmut Rahn den entscheidenden Treffer erzielen. Ungarns „goldene Mannschaft“, die 1952 Olympiasieger geworden war, galt damals als unschlagbar: in 32 Spielen seit Mai 1950 hatte sie bis zum Endspiel in Bern nicht ein einziges Mal verloren und nur viermal nicht gewonnen. In Deutschland wurden die Helden von Bern zu Legenden: Spieler wie Toni Turek (Tor), Fritz Walter oder Helmut Rahn sind heute noch in guter Erinnerung. Bei der WM 1954 in der Schweiz wurde die bundesdeutsche Mannschaft mit den Spielern Toni Turek, Jupp Posipal, Werner Kohlmeyer, Horst Eckel, Werner Liebrich, Karl Mai, Helmut Rahn, Max Morlock, Ottmar Walter, Fritz Walter, Hans Schäfer Fußballweltmeister. Dass die deutschen Fans die erste Strophe des Deutschlandliedes sangen, sorgte im In- und Ausland für Empörung. Allerdings kannten zu dieser Zeit viele den Text der dritten Strophe gar nicht; erst zwei Jahre zuvor war festgelegt worden, dass bei offiziellen Anlässen die dritte Strophe gesungen wird. Die Mannschaft wurde bei ihrer Ankunft mit dem Sondertriebwagen Roter Blitz triumphal gefeiert, allein in München von über 400.000 Menschen. Die Nationalmannschaft gewann durch den ersten Weltmeistertitel hohes Prestige in der Bundesrepublik, die unter den Folgen des Zweiten Weltkriegs litt. Einige Publizisten betrachten den Sieg von Bern im Rückblick als das „wahre Gründungsdatum der Bundesrepublik“ (Hans Werner Kilz 2004). Allerdings hat der Historiker Franz-Josef Brüggemeier gezeigt, dass trotz der massenhaften Begeisterung in den ersten Tagen nach dem Turnier Politik und Presse sich schnell anderen Themen zuwandten und keineswegs zeitgenössisch eine „Wir sind wieder wer“-Stimmung in den Quellen erfasst werden kann. Die Folgen des WM-Siegs seien daher eher in langfristigen, erst deutlich später sichtbaren Veränderungen zu fassen; das Ereignis werde in den aktuellen Medien also fehlgedeutet. Als einige Spieler und auch Sepp Herberger nach der WM an Gelbsucht erkrankt waren, kamen Doping-Vorwürfe gegen die Weltmeister-Mannschaft auf, die nie vollständig aufgeklärt werden konnten. Weil der ungarische Nationalspieler Ferenc Puskás in einem Interview diese Vorwürfe bestätigte, verbot der DFB Länderspiele gegen Mannschaften, in denen Puskás spielte. Erst nachdem sich der Ungar 1960 schriftlich beim DFB entschuldigt hatte, wurde das Verbot aufgehoben.
In den folgenden Jahren konnte die Weltmeisterelf zunächst nicht an diesen Erfolg anknüpfen. So verloren sich die Spieler von 1954 bald aus den Augen und es kamen neue Spieler wie der „Einarmige“, Robert Schlienz, zum Einsatz. 1955 gab es zwei politisch brisante Spiele gegen die Fußballnationalmannschaft der UdSSR, gegen die man erstmals nach dem Krieg antrat. Vor dem Hinspiel in Moskau kam sogar der Vorwurf „mangelnden Nationalbewusstseins“ auf, weil man gegen eine Mannschaft eines Landes antrat, in dem es zu jener Zeit noch deutsche Kriegsgefangene gab. Kurze Zeit später kam es zur „Heimkehr der Zehntausend“.
Bei der Weltmeisterschaft 1958 in Schweden setzte sich die deutsche Mannschaft als automatisch qualifizierter Titelverteidiger in der Vorrunde gegen Nordirland, Argentinien und die Tschechoslowakei durch. Dabei gelang im Spiel gegen Argentinien der erste Sieg gegen eine außereuropäische Mannschaft. Im Viertelfinale bezwang die Mannschaft Jugoslawien. Im Halbfinale im „Hexenkessel“ von Göteborg (→ Schlacht von Göteborg) mit zuletzt nur noch neun Spielern (Juskowiak erhielt einen Platzverweis, Fritz Walter wurde verletzt) wurde die Mannschaft von den Schweden mit 3:1 geschlagen und verlor anschließend auch das Spiel um den dritten Platz gegen Frankreich mit 3:6. Nach der Niederlage gegen Schweden kam in Deutschland eine „Anti-Schweden-Stimmung“ auf. Den schwedischen Fans, die ihre Mannschaft enthusiastisch mit Heja-Sverige!-Rufen unterstützten, wurde Gehässigkeit gegenüber den Deutschen vorgeworfen. DFB-Präsident Peco Bauwens sprach sogar von einer „Hetze“ gegen die deutsche Mannschaft. Das Kicker-Sportmagazin hingegen versuchte die Situation neutraler zu bewerten und stellte fest, dass das schwedische Publikum seine Mannschaft immer so enthusiastisch anfeuere. Dennoch wurde Schweden von nun an in Deutschland das Leben schwer gemacht. Zur Verärgerung der FIFA traten die deutschen Spieler und Funktionäre bereits vor dem Endspiel und dem darauf folgenden Abschlussbankett die Heimreise an. Viele sahen später darin den Grund, dass England und nicht Deutschland den Zuschlag für die Austragung der WM 1966 bekam. Auch dem Schiedsrichter aus Ungarn wurden Fehlentscheidungen vorgeworfen, die mit der Endspielniederlage Ungarns 1954 in Verbindung gebracht wurden.
Am 28. Dezember 1958 trat die Nationalmannschaft in Kairo erstmals außerhalb Europas zu einem Länderspiel an, das sie gegen die Auswahl Ägyptens mit 1:2 verlor.
Die Qualifikation zur Weltmeisterschaft 1962 in Chile gegen Nordirland und Griechenland gelang mit vier Siegen. Kurz vor dem Turnier ersetzte Herberger Stammtorhüter Tilkowski durch den jungen Ulmer Wolfgang Fahrian. In Chile schied die deutsche Mannschaft bereits im Viertelfinale durch ein 0:1 gegen Jugoslawien aus. In der Vorrunde konnte noch der Gruppensieg errungen werden, unter anderem durch ein 2:0 gegen den bereits für das Viertelfinale qualifizierten Gastgeber und späteren Dritten Chile. Es war das letzte Turnier, bei dem Sepp Herberger als Bundestrainer die Verantwortung trug. Nach der Weltmeisterschaft wurde Herberger für die defensive Taktik und das Festhalten am überholten WM-System kritisiert. Die meisten anderen Nationen spielten schon mit dem 4-2-4- oder 4-3-3-System. Herberger hatte sogar versucht, den 41-jährigen Fritz Walter zu reaktivieren. Das relativ schlechte Abschneiden forcierte die Einführung der von Herberger geforderten Fußball-Bundesliga, die die Landesverbände lange abgelehnt hatten. Am 23. November 1963 teilte der DFB in einer Presseerklärung den Rücktritt Herbergers als Bundestrainers zum Saisonende 1963/64 mit. Sein Nachfolger wurde sein Assistent Helmut Schön. Herberger hätte lieber Fritz Walter als seinen Nachfolger gesehen.

### Wembley-Tor und „Jahrhundertspiel“ (1964–1970)

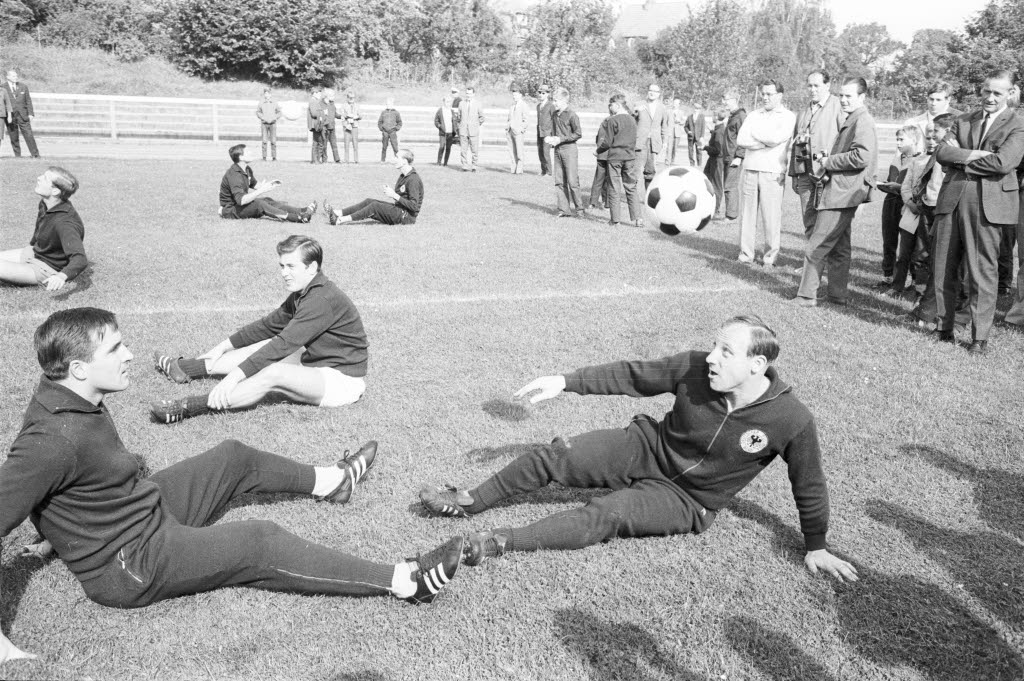
Trainingslager in der Sportschule Malente, September 1965

Endspielaufstellungen 1966

Mit Helmut Schön begann eine neue erfolgreiche Ära. Mit dem ersten Sieg in Schweden nach dem Zweiten Weltkrieg gelang ihm die Qualifikation für die Weltmeisterschaft 1966. Bei der Weltmeisterschaft in England startete die deutsche Mannschaft mit einem 5:0-Sieg gegen die Schweiz in das Turnier. Dabei brillierte vor allem das 20-jährige Mittelfeldtalent Franz Beckenbauer, der sich ebenso wie Italien-Legionär Helmut Haller mit zwei Toren neben Sigfried Held in die Torschützenliste eintragen konnte. Das zweite Gruppenspiel der DFB-Elf gegen Argentinien, das durch wenige Torchancen, aber eine Vielzahl von Fouls gekennzeichnet war, endete 0:0. Beim 2:1-Sieg gegen Spanien im letzten Vorrundenspiel gelang Lothar Emmerich ein schier unmögliches Tor. Der Linksaußen vollbrachte das Kunststück, nahezu von der Torauslinie aus den Ball am spanischen Torhüter Iribar vorbei ins lange Eck unters Lattenkreuz zu schießen. Durch einen 4:0-Viertelfinalsieg gegen Uruguay und ein 2:1 im Halbfinale gegen die Sowjetunion gelang der bundesdeutschen Mannschaft zum zweiten Mal nach 1954 der Einzug in ein Endspiel einer Fußballweltmeisterschaft. Sie verlor das Finale gegen England durch das legendäre Wembley-Tor mit 2:4 nach Verlängerung.
Deutschland nahm 1968 erstmals an der Qualifikation für eine Fußball-Europameisterschaft teil. Nach einem 6:0 gegen Albanien, einem 0:1 in Jugoslawien und einem 3:1 gegen die Jugoslawen war am 17. Dezember 1967 in Tirana ein Sieg gegen Albanien erforderlich, da Jugoslawien dort gewonnen hatte. Obwohl Bundestrainer Schön mit Peter Meyer den damals besten Stürmer der Bundesliga aufbot, reichte es nur zu einem 0:0, wodurch zum ersten und bislang einzigen Mal eine Qualifikation für ein großes Turnier verpasst wurde.
In der Qualifikation für die Weltmeisterschaft 1970 hatte sich Deutschland insbesondere mit der schottischen Nationalmannschaft auseinanderzusetzen, gegen die Deutschland bis dahin noch nie gewonnen hatte. Das Hinspiel in Glasgow endete 1:1 und im letzten Heimspiel am 22. Oktober 1969 in Hamburg gelang mit einem 3:2 der erste Sieg.
Beim Turnier in Mexiko tat sich die deutsche Mannschaft zunächst schwer. Im ersten Gruppenspiel lag sie gegen den Außenseiter Marokko nach 21 Minuten mit 0:1 zurück. Zum einen ging Schöns Taktik mit zwei Mittelstürmern (Uwe Seeler und Gerd Müller) zunächst nicht auf, zum anderen konnte Helmut Haller nicht an seine Leistung bei der WM in England anknüpfen. Es war sein letztes Länderspiel für Deutschland, zur Pause wurde er ausgewechselt. Seeler und Müller fanden schließlich aber immer besser zusammen und sorgten durch ihre Tore in der 56. und 80. Minute noch für den 2:1-Erfolg. Seeler hatte die eigentliche Mittelstürmerposition Müller überlassen und sich ins Mittelfeld zurückfallen lassen. Auf den Außenpositionen sorgten abwechselnd Grabowski, Libuda und Löhr für Druck. So wurden auch die beiden folgenden Spiele gegen Bulgarien und Peru gewonnen, womit Deutschland der bis dahin beste Start bei einer WM gelang.
Das Viertelfinalspiel gegen England wurde zu einem ganz außergewöhnlichen Spiel. In der Neuauflage des Endspiels von 1966 führten die Engländer bis zur 69. Minute 2:0, ehe die Deutschen in der regulären Spielzeit noch den 2:2-Ausgleich erzielten. Seeler gelang dabei ein kurioses Tor mit dem Hinterkopf. In der Verlängerung erzielte dann Müller das entscheidende Tor zum 3:2.
Im Halbfinale gab es gegen Italien eine 3:4-Niederlage in einem dramatischen Spiel, dem sogenannten Jahrhundertspiel. Die Italiener gingen bereits in der 8. Minute in Führung, erst in der Schlussminute erzielte der beim AC Mailand spielende Karl-Heinz Schnellinger mit seinem einzigen Länderspieltor für Deutschland das 1:1. In der Verlängerung fielen dann noch fünf Tore. Nach dieser Niederlage erreichte die Mannschaft von Bundestrainer Helmut Schön durch einen 1:0-Sieg gegen Uruguay den dritten Platz. Torschützenkönig des Turniers wurde mit zehn Treffern Gerd Müller.

### Zwei große Titel und die „Schmach von Córdoba“ (1970–1978)
1972 wurde die nach der Meinung vieler bis heute beste deutsche Elf erstmals Europameister. Nachdem sie sich in der Qualifikation gegen Polen, die Türkei und (wieder) Albanien durchgesetzt hatte, stand im Viertelfinale die Revanche von León gegen England an. Am 29. April 1972 kam es zu einem denkwürdigen Spiel im Londoner Wembley-Stadion. Durch Tore von Uli Hoeneß, Günter Netzer und Gerd Müller gewann die Mannschaft mit 3:1 erstmals ein Auswärtsspiel gegen England, siehe Wembley-Elf (1972). Selbst die englische Boulevardpresse, die seinerzeit eher deutschlandkritisch eingestellt war, war von dem Spiel der deutschen Mannschaft begeistert. Im Rückspiel in Berlin reichte dann ein 0:0 zum Einzug in die Endrunde. Dorthin reisten sie dann als Favorit, auch weil sie am 26. Mai 1972 zur Einweihung des Olympiastadions in München die Sowjetunion schon mit 4:1 besiegt hatten. Bei der EM-Endrunde gelangen dann Siege gegen den Gastgeber Belgien (2:1) und die Sowjetunion (3:0), wobei insbesondere im Finale ein gutes Spiel gezeigt wurde. Erstmals fielen bei diesem Turnier Anhänger der deutschen Mannschaft negativ auf, als sie randalierend durch Brüssel zogen.

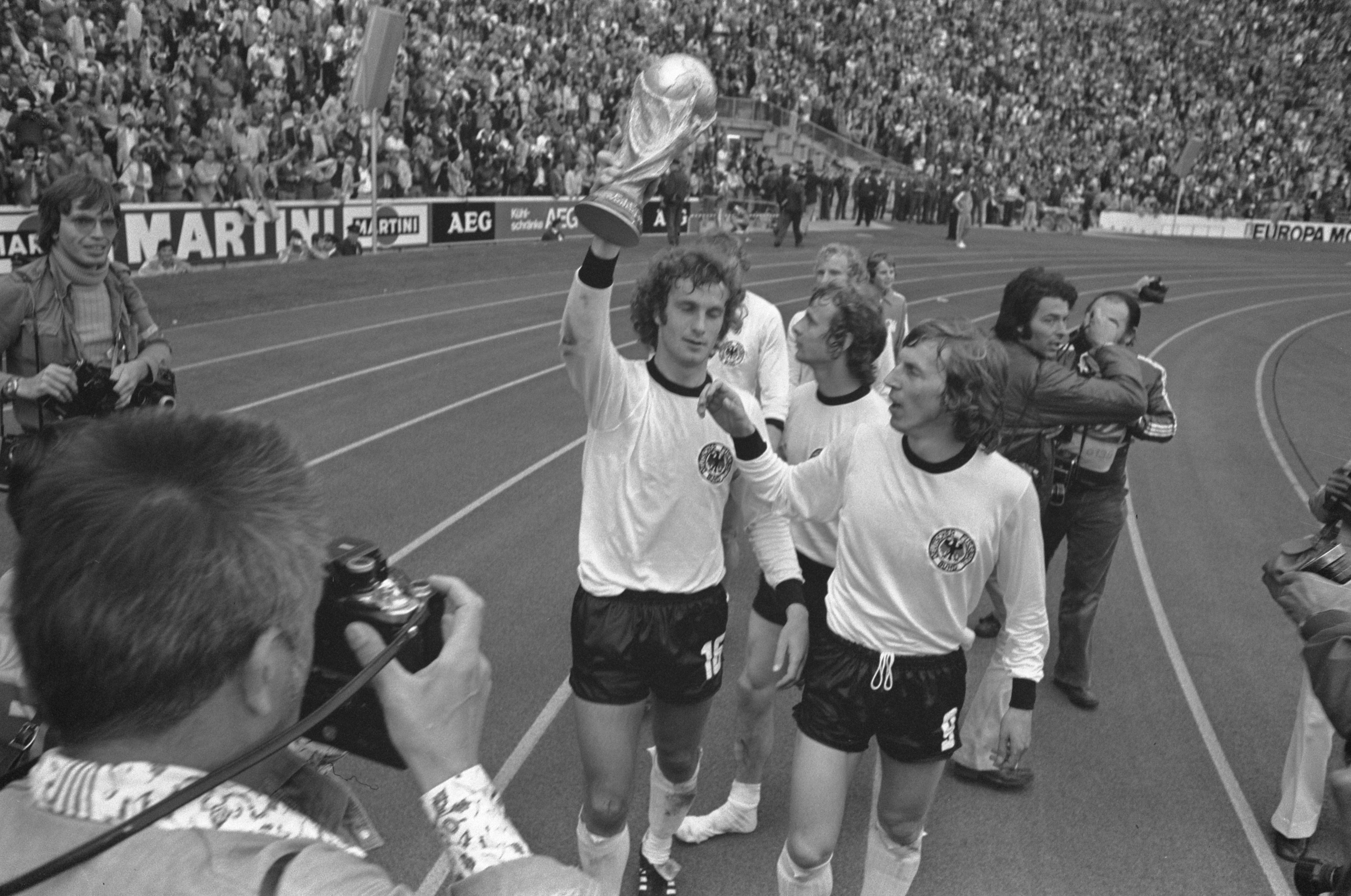
Ehrenrunde mit WM-Pokal nach dem Finalsieg gegen die Niederlande

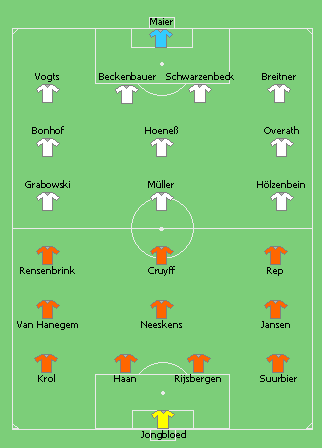
Endspielaufstellungen 1974

Mit der Weltmeisterschaft 1974 in Deutschland gewann die Nationalmannschaft zum zweiten Mal den Weltmeistertitel. In der Vorrunde des Turniers gelang der Fußballnationalmannschaft der DDR durch ein Tor von Jürgen Sparwasser ein 1:0-Sieg gegen den späteren Weltmeister, der in die Fußballgeschichte einging. Dieses Spiel am 22. Juni 1974 war das einzige Aufeinandertreffen der beiden deutschen A-Nationalmannschaften. Nach dem 2:1-Sieg im Endspiel gegen die Niederländer bedankten sich die Westdeutschen bei der DDR-Auswahl für die Niederlage, da diese zum Auslöser für eine mannschaftsinterne Revolte gegen den als unentschlossen und zögerlich geltenden Bundestrainer Helmut Schön wurde, mit der die Mannschaft unter Führung von Kapitän Beckenbauer ihre taktischen Vorstellungen durchsetzen konnte. Bis heute wird von den Akteuren behauptet, dass der Titelgewinn ohne diese Niederlage kaum möglich gewesen wäre. Zudem konnte die DFB-Mannschaft als Gruppenzweiter in die mit Polen, Schweden und Jugoslawien vermeintlich leichtere Zwischenrundengruppe einziehen – die DDR bekam als Gruppenerster dagegen die Niederlande, Brasilien und Argentinien als Gegner. Durch diesen Titelgewinn gelang es den Deutschen als erster Mannschaft, nach einem Kontinentalmeisterschaftstitel auch die darauf folgende Weltmeisterschaft zu gewinnen.
Bundestrainer Helmut Schön setzte während des Turniers 18 Spieler ein: Sepp Maier im Tor, Franz Beckenbauer, Paul Breitner, Horst-Dieter Höttges, Georg Schwarzenbeck und Berti Vogts in der Abwehr; Rainer Bonhof, Bernhard Cullmann, Heinz Flohe, Uli Hoeneß, Günter Netzer, Wolfgang Overath sowie Herbert Wimmer im Mittelfeld und Jürgen Grabowski, Dieter Herzog, Jupp Heynckes, Bernd Hölzenbein und Gerd Müller im Sturm.
1976 wurde die Endrunde der Europameisterschaft letztmals mit vier Mannschaften ausgetragen, und wieder hatte sich die deutsche Mannschaft qualifiziert. Nach dem WM-Sieg 1974 war neben anderen der WM-Rekordtorschütze Gerd Müller zurückgetreten, und trotzdem erreichte die Mannschaft auch bei der Europameisterschaft 1976 in Jugoslawien das Finale. In Belgrad ging es zunächst gegen Jugoslawien im Halbfinale, in dem die Mannschaft nach 32 Minuten bereits mit 0:2 zurücklag. Durch Tore des eingewechselten Heinz Flohe (46. Minute), der in der 65. Minute den Anschlusstreffer erzielte, und Dieter Müller (79. Minute), der in der 80. Minute mit seinem ersten Ballkontakt in seinem ersten Länderspiel zum 2:2 traf, wurde die Verlängerung erreicht. In dieser gelangen Dieter Müller zwei weitere Tore zum 4:2-Sieg, durch den die deutsche Mannschaft wie vier Jahre zuvor im Finale stand. Gegen die Tschechoslowakei lag die Nationalelf wie im Halbfinale schnell mit 0:2 zurück, allerdings gelang Dieter Müller mit seinem vierten EM-Tor schnell der Anschluss, es dauerte aber bis zur 90. Minute, ehe Bernd Hölzenbein den 2:2-Ausgleich erzielte, womit es erneut zu einer Verlängerung kam. Diese endete torlos, so dass erstmals in der Geschichte der großen Turniere ein Elfmeterschießen die Entscheidung bringen musste. Nachdem die ersten vier tschechoslowakischen und die ersten drei deutschen Spieler jeweils ihren Elfmeter verwandelt hatten, trat Uli Hoeneß an, der schon zwei Jahre zuvor im Spiel gegen Polen einen Elfmeter verschossen hatte. Er geriet in Rücklage und schoss den Ball über das Tor. Anschließend erzielte Antonín Panenka mit einem in die Mitte geschossenen Elfmeter den entscheidenden Treffer (Begründung des „Panenka-Hebers“) – der fünfte deutsche Schütze musste nicht mehr antreten. Mit vier Toren wurde Dieter Müller Torschützenkönig des Turniers.
Im Oktober 1977 konnte die deutsche Mannschaft zum ersten Mal seit 1939 ein Spiel gegen die italienische Mannschaft gewinnen, als die „Squadra Azzurra“ im Berliner Olympiastadion mit 2:1 besiegt wurde.
Bei der Weltmeisterschaft 1978 in Argentinien kam es zur „Schmach von Córdoba“, als Deutschland als Titelverteidiger überraschend Österreich mit 2:3 unterlag und in der Zwischenrunde der letzten acht Mannschaften ausschied. Die deutsche Mannschaft hatte nach zwei Unentschieden gegen Italien und die Niederlande vor dem Österreich-Spiel in der Vierergruppe mit 2:2 Punkten auf Platz drei gestanden. Der Gruppensieger wäre in das WM-Finale eingezogen, der Gruppenzweite hätte um den dritten Platz gespielt. Italien und die Niederlande (je 3:1 Punkte) mussten unentschieden spielen, damit Deutschland mit einem deutlichen Sieg gegen Österreich überhaupt noch eine Chance auf den Gruppensieg gehabt hätte. Da die Niederländer aber Italien zur selben Zeit mit 2:1 schlugen, hätte der DFB-Elf auch ein Sieg nichts genutzt. Mit der Niederlage wurde aber die Chance auf Platz drei verspielt. Helmut Schön trat nach der WM, wie lange zuvor angekündigt, als Bundestrainer zurück.

### Zweiter EM-Titel und erstmaliges Ausscheiden in einer Gruppenphase (1978–1984)
Nach der WM 1978 trat Jupp Derwall Schöns Nachfolge an. Unter seiner Leitung verlor die deutsche Mannschaft bis zur EM 1980 kein Spiel. Sie ging daher als Mitfavorit ins Turnier. Bei der erstmals mit acht Mannschaften und einer Gruppenphase ausgetragenen Fußballeuropameisterschaft in Italien kam es im ersten Spiel zur Revanche für das verlorene Finale von Belgrad mit einem 1:0-Sieg gegen die Tschechoslowakei. Im Spiel gegen die Niederlande führte die deutsche Mannschaft nach 66 Minuten durch drei Tore von Klaus Allofs mit 3:0, ehe es Rep (80./Elfmeter) und Willy van de Kerkhof (86.) noch einmal spannend machten. Die deutsche Mannschaft konnte das 3:2 aber über die Zeit bringen. Im abschließenden Gruppenspiel reichte ein 0:0 gegen Griechenland zum Gruppensieg, der direkt ins Finale führte. Gegen Belgien, das sich überraschend gegen England, Spanien und Gastgeber Italien durchgesetzt hatte, gelang Horst Hrubesch bereits nach zehn Minuten das 1:0. René Vandereycken glich in der 72. Minute per Elfmeter aus und erst in der 89. Minute war es erneut Hrubesch, der mit einem Kopfball den Siegtreffer erzielte und so Deutschland den zweiten EM-Titel bescherte. Der Torschützenkönig kam wieder aus Deutschland – diesmal reichten Klaus Allofs die drei Tore aus dem Spiel gegen die Niederlande.
Auch nach der EM blieb die deutsche Mannschaft zunächst ohne Niederlage. Erst bei der Mundialito mussten nach der Rekordserie von 23 Spielen gleich zwei Niederlagen hingenommen werden. Beim 1:2 gegen Argentinien am Neujahrstag 1981 waren noch neun Spieler aus dem EM-Finale dabei. Das anschließende 1:4 gegen Brasilien bedeutete dann die höchste Niederlage seit dem verlorenen Spiel um Platz 3 bei der WM 1958. Trotzdem zählte Deutschland zu Beginn der Weltmeisterschaft 1982 zu den Favoriten, denn die Mannschaft hatte sich mit acht Siegen in acht Spielen problemlos qualifiziert. Überraschend unterlag Deutschland bereits im Auftaktspiel gegen Algerien mit 1:2. Das Weiterkommen konnte durch Siege gegen Chile und Österreich jedoch gesichert werden. Dabei ging die Partie gegen Österreich als „Nichtangriffspakt von Gijón“ und Skandalspiel in die Fußballgeschichte ein. Weil beiden Mannschaften nach der Partie zwischen Algerien und Chile ein knapper Sieg Deutschlands zur Qualifikation für die Zwischenrunde genügte, begnügten sich beide Mannschaften nach dem 1:0 für Deutschland durch Hrubesch in der 11. Minute damit, den Ball im Mittelfeld hin und her zu spielen, ohne dem gegnerischen Tor bedrohlich nahezukommen. Als Konsequenz werden seit diesem Spiel bei allen Turnieren die Partien des letzten Gruppenspieltags zeitgleich ausgetragen.
In der Zwischenrunde reichte Deutschland ein torloses Remis gegen England und ein Sieg gegen Gastgeber Spanien für den Einzug ins Halbfinale, da sich England und die bereits ausgeschiedenen Spanier anschließend ebenfalls torlos getrennt hatten. Dort wartete mit der französischen Mannschaft um Giresse, Tigana und Platini ein starker Kontrahent. Die deutsche Führung in der 18. Spielminute glichen die Franzosen bereits in der 26. Minute aus. Da beiden Mannschaften in der regulären Spielzeit kein weiteres Tor gelang, musste das Spiel verlängert werden. Zuvor hatte der deutsche Torhüter Toni Schumacher den auf sein Tor zulaufenden Patrick Battiston aus vollem Lauf mit der Hüfte erwischt. Der Franzose verlor das Bewusstsein sowie drei Zähne und brach sich außerdem den Halswirbel. In der Verlängerung führten die Franzosen schnell mit 3:1, Deutschland glich jedoch durch Rummenigge und Fischer aus, dessen Fallrückzieher später zum Tor des Jahres gewählt wurde. Im ersten Elfmeterschießen einer WM verschoss erst Stielike für Deutschland, ehe nach dem Scheitern von Didier Six und Maxime Bossis ein Elfmeter von Hrubesch für die Entscheidung sorgte.
Im Finale in Madrid musste Deutschland sich gegen Italien bewähren, das zuvor in der Zwischenrunde Weltmeister Argentinien mit 2:1 und den WM-Favoriten Brasilien mit 3:2 sowie im Halbfinale Polen mit 2:0 bezwungen hatte. Die letzten fünf Tore erzielte der spätere Torschützenkönig Paolo Rossi, dem auch in der zweiten Halbzeit der erste Treffer der Partie gelang; zuvor hatte Italien bereits einen Elfmeter vergeben. Nach weiteren Treffern von Tardelli und Altobelli war Breitners Anschlusstreffer zum 3:1-Endstand nur noch Ergebniskosmetik. Deutschland hatte nach 1966 zum zweiten Mal ein WM-Finale verloren.
Die Europameisterschaft 1984 in Frankreich bescherte der deutschen Mannschaft erstmals bei einem großen Turnier das Aus in der Gruppenphase, nachdem zuvor schon die Qualifikation mühevoll verlaufen war. Nach einer 0:1-Heimniederlage im vorletzten Spiel gegen Nordirland brauchte Deutschland im letzten Spiel gegen Albanien einen Sieg, um sich durch die bessere Tordifferenz zu qualifizieren. Durch das einzige Länderspieltor von Gerd Strack in der 84. Minute konnten die in diesem Spiel favorisierten Deutschen nur knapp mit 2:1 gewinnen. In den Gruppenspielen des Turniers hätte nach einem 0:0 gegen Portugal und einem 2:1-Sieg gegen Rumänien ein erneutes Remis gegen Spanien zum Einzug ins Halbfinale gereicht, aber durch eine 0:1-Niederlage nach einem Tor von Antonio Maceda in der Nachspielzeit waren das Turnier und die Amtszeit von Jupp Derwall beendet.

### Der „Kaiser“ holt den dritten WM-Titel (1984–1990)
Derwalls Nachfolger wurde Franz Beckenbauer. Da dieser keine Trainerlizenz besaß, wurde die Funktion „Teamchef“ eingeführt und Beckenbauer ein Trainer mit Lizenz als Assistent zur Seite gestellt. Dies war zunächst Horst Köppel und ab 1987 Holger Osieck. Die Qualifikation für die Fußball-Weltmeisterschaft 1986 in Mexiko stand bereits nach sechs Spielen fest, von denen die ersten fünf gewonnen wurden.

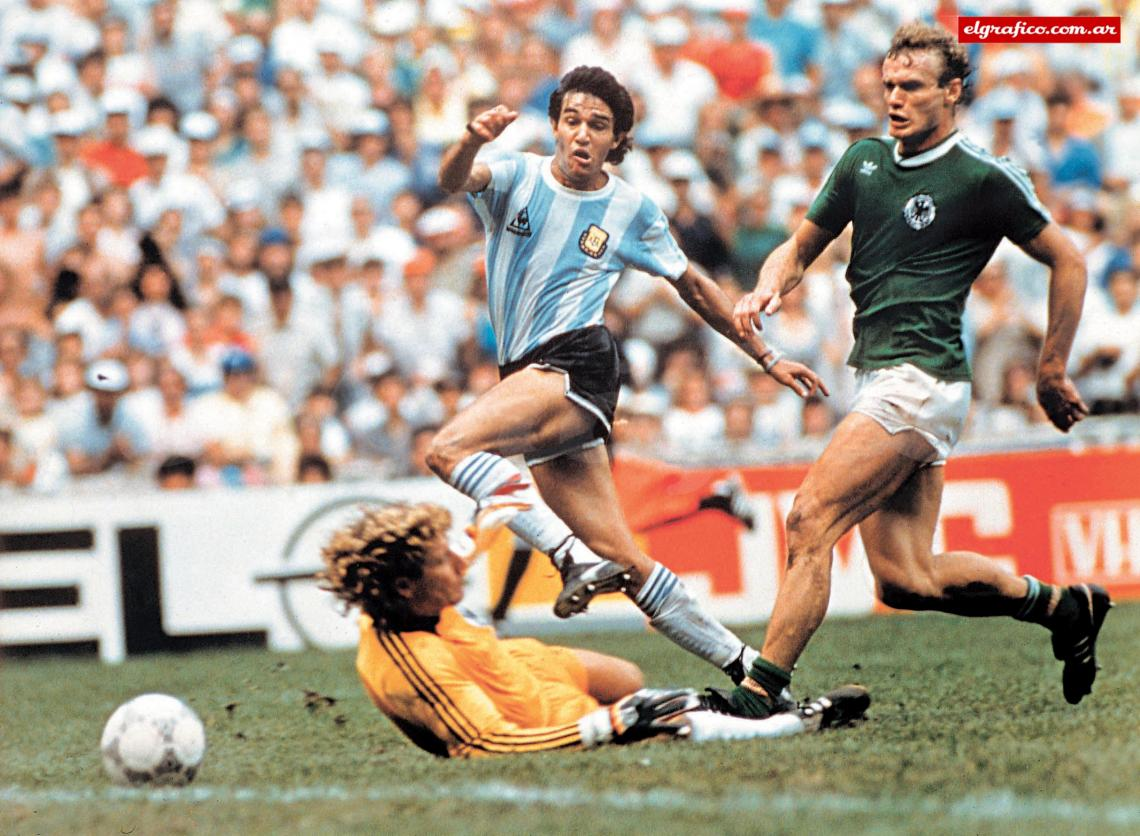
WM-Finale 1986: Burruchaga entwischt Briegel und erzielt das entscheidende 3:2

Beim Turnier in Mexiko wurde die Mannschaft der Bundesrepublik unter der Führung des Teamchefs Franz Beckenbauer erneut Vizeweltmeister und die argentinische Fußballnationalmannschaft durch einen 3:2-Sieg gegen die deutsche Elf zum zweiten Mal Weltmeister. Mit Uli Stein wurde erstmals ein Spieler während des Turniers vorzeitig nach Hause geschickt, nachdem er Beckenbauer als „Suppenkasper“ bezeichnet hatte. Überzeugen konnte die deutsche Mannschaft erst im Halbfinale, das wie vier Jahre zuvor gegen Frankreich gewonnen wurde. In der Gruppenphase hatte Deutschland nach einem Remis gegen Uruguay, einem Sieg gegen Schottland und einer Niederlage gegen Dänemark nur den zweiten Platz belegt. Die Achtelfinalpartie gegen Marokko, das sich in seiner Gruppe gegen das stärker eingeschätzte Portugal durchgesetzt hatte, wurde erst in der 88. Minute durch ein Freistoßtor von Lothar Matthäus entschieden und das Viertelfinalspiel gegen Mexiko erst in einem Elfmeterschießen gewonnen, bei dem Schumacher zwei Elfmeter halten konnte.
Die Europameisterschaft 1988 im eigenen Land sollte dem Teamchef nach der Vizeweltmeisterschaft zwei Jahre zuvor den ersten Titel bescheren, aber nach einem 1:1 gegen Italien in der Vorrunde und zwei 2:0-Siegen gegen Dänemark und Spanien war im Halbfinale gegen die Niederlande Endstation. Deutschland war zwar durch einen von Lothar Matthäus in der 55. Minute verwandelten Strafstoß in Führung gegangen, den Niederländern gelang aber in der 74. Minute der Ausgleich durch einen weiteren Elfmeter. Als sich beide Mannschaften schon auf eine Verlängerung eingestellt hatten, nutzte Marco van Basten eine Unaufmerksamkeit von Jürgen Kohler zum 2:1-Siegtreffer. Das Finale in München gewannen die Niederländer und wurden Europameister.

Endspielaufstellungen 1990

Die Qualifikation zur Weltmeisterschaft 1990 führte Deutschland und die Niederlande erneut zusammen. Beide Spiele endeten remis und da Deutschland in Wales nur ein 0:0 gelang, war im letzten Spiel ein Sieg gegen die Waliser erforderlich, um sich als einer der beiden besten Gruppenzweiten qualifizieren zu können. Die Waliser gingen zwar in der 11. Minute in Führung, Rudi Völler in der 25. und Thomas Häßler in der 48. Minute sorgten aber für die glückliche Qualifikation.
Bei der Weltmeisterschaft 1990 in Italien startete Deutschland erfolgreich mit einem 4:1 gegen Jugoslawien und einem 5:1 gegen die Vereinigten Arabischen Emirate. Im dritten Spiel gegen Kolumbien fiel das 1:0 erst in der 88. Minute, durch eine Unachtsamkeit in der Schlussminute wurde der Sieg aber noch verspielt. Im Achtelfinale kam es zum erneuten Aufeinandertreffen mit den Niederländern. Die Partie begann hektisch, in der 22. Minute wurden Frank Rijkaard und Rudi Völler wegen Unsportlichkeiten vom Platz gestellt. Jürgen Klinsmann erzielte in der 51. Minute das 1:0. Nach einem Tor von Andreas Brehme in der 85. Minute gelang trotz eines 1:2-Anschlusstreffers in der 89. Minute der Einzug ins Viertelfinale gegen die Tschechoslowakei, das durch ein Elfmetertor von Matthäus entschieden wurde. Mit einem 4:3 nach Elfmeterschießen gegen England im Halbfinale stand die deutsche Elf als erste Mannschaft zum dritten Mal hintereinander in einem WM-Finale. Erneut hieß der Endspielgegner Argentinien und Deutschland konnte das Finale durch einen von Brehme verwandelten Foulelfmeter für sich entscheiden. Deutschland gelang mit seinem dritten WM-Titel als erster europäischer Mannschaft ein Finalsieg gegen eine südamerikanische Mannschaft. Damit gelang es Franz Beckenbauer als bisher einzigem deutschen und nach Mário Zagallo zweitem Spieler, in zwei Funktionen (als Spieler und Trainer) Fußballweltmeister zu werden. Dies gelang allerdings später ebenfalls Didier Deschamps, der mit Frankreich sowohl als Trainer als auch als Spieler den WM-Titel gewann.

### Integration der Spieler aus der DDR und Europameister in England (1990–1998)
Nach der Weltmeisterschaft trat Beckenbauer als Teamchef zurück. Sein Nachfolger wurde Berti Vogts, der zuvor DFB-Nachwuchs- bzw. Jugendtrainer war und von 1986 bis 1990 zu Beckenbauers Trainerstab gehörte. Seine erste Aufgabe war die Qualifikation für die Europameisterschaft 1992 in Schweden, bei der erstmals eine gesamtdeutsche Mannschaft antrat, die sich in der Qualifikation gegen Wales durchsetzen konnte. Die DDR war zuvor in dieselbe Qualifikationsgruppe wie die DFB-Elf gelost worden. Das Qualifikationsspiel der DDR gegen Belgien war das letzte Spiel der DDR-Nationalmannschaft. Es wurde nach der Wiedervereinigung und dem Rückzug der DDR-Nationalmannschaft aus der Wertung genommen. Ein ursprünglich als „Fest des deutschen Fußballs“ geplantes „Vereinigungsspiel“ der DFB-Mannschaft gegen die DFV-Auswahl am Tag der Wiedervereinigung wurde nach Gewaltandrohungen von Hooligans und wegen des schlechten baulichen Zustandes des Leipziger Zentralstadions abgesagt. Am 19. Dezember 1990 in Stuttgart trat bei einem Spiel gegen die Schweiz erstmals eine gesamtdeutsche Mannschaft an.
Nach eher mäßigen Leistungen in der EM-Vorrunde, unter anderem einem 1:3 gegen die Niederlande, erreichte die deutsche Mannschaft nach ihrem besten Spiel gegen Gastgeber Schweden zum vierten Mal das Finale einer Europameisterschaft. Sie ging als Favorit ins Finale, verlor aber überraschend mit 0:2 gegen Außenseiter Dänemark. Immerhin konnte sich Karl-Heinz Riedle mit drei anderen Spielern die Torjägerkrone teilen, alle vier hatten je drei Tore geschossen.
Im Juni 1993 gewann die deutsche Mannschaft den U.S. Cup. Bei dem Einladungsturnier setzten sich die Deutschen gegen den Gastgeber USA sowie Brasilien und England durch. Jürgen Klinsmann war mit vier Treffern bester Torschütze des Turniers, Karl-Heinz Riedle erzielte drei Treffer.
Bei der Weltmeisterschaft 1994 in den USA, für die Deutschland als Titelverteidiger qualifiziert war, gewann die deutsche Mannschaft erstmals als amtierender Weltmeister das Eröffnungsspiel, wobei zum Sieg gegen Bolivien ein 1:0 reichte. Nach einem 1:1-Unentschieden gegen Spanien wurde Südkorea knapp mit 3:2 bezwungen und die Mannschaft Gruppenerster. Stefan Effenberg wurde während des Turniers von Bundestrainer Vogts aus der Mannschaft ausgeschlossen, weil er in diesem Spiel Provokationen von deutschen Fans mit dem ausgestreckten Mittelfinger quittiert hatte. Im Achtelfinale kam es gegen Belgien zu einem weiteren 3:2. Anschließend verlor Deutschland im Viertelfinale gegen Bulgarien, das zuvor noch bei keiner WM über das Achtelfinale hinausgekommen war, nach anfänglicher Führung mit 1:2. Die deutsche Mannschaft kam somit erstmals seit der WM 1978 nicht unter die besten Vier einer WM-Endrunde.
Bei der Qualifikation zur EM 1996 trafen Deutschland und Bulgarien erneut aufeinander. Das Hinspiel in Sofia gewannen wieder die Bulgaren, diesmal mit 3:2. Mit dem für die Qualifikation bedeutungslosen Rückspiel gelang Deutschland mit 3:1 die Revanche und der Gruppensieg.
Bei der Europameisterschaft 1996 in England gewann die Mannschaft unter Berti Vogts dank des ersten Golden Goals der EM-Geschichte durch Oliver Bierhoff zum dritten Mal eine Europameisterschaft und erreichte als erste Mannschaft zum fünften Mal das Finale. Das Turnier in England wurde erstmals mit 16 Mannschaften ausgetragen. Die Vorrunde beendete Deutschland mit einem 2:0 gegen Tschechien, einem 3:0 gegen Russland und einem torlosen Unentschieden gegen Italien, bei dem Andreas Köpke einen Elfmeter hielt, ohne Gegentor. Im Viertelfinale konnte die Auswahl Kroatiens mit 2:1 besiegt werden, ehe es im Halbfinale zum Elfmeterschießen gegen England kam, welches die deutsche Mannschaft gewann. Im Finale kam es zum erneuten Aufeinandertreffen mit Tschechien. Deren Mannschaft ging in der 59. Minute durch einen Strafstoß in Führung und es dauerte bis zur 73. Minute, ehe dem vier Minuten zuvor eingewechselten Bierhoff der Ausgleich gelang. Sein zweites Tor in der Verlängerung beendete das Spiel vorzeitig und brachte Deutschland den dritten EM-Titel ein.
Die direkte Qualifikation zur WM 1998 gelang erst am letzten Spieltag durch ein dramatisches 4:3 gegen Albanien, das durch ein Eigentor von Kohler in der 55. Minute in Führung gegangen war und die zwischenzeitlichen Führungen durch Helmer, Bierhoff und Marschall immer wieder ausgleichen konnte. Erst in der 90. Minute gelang Oliver Bierhoff der 4:3-Siegtreffer.
Als amtierender Europameister trat Deutschland bei der Weltmeisterschaft 1998 in Frankreich an. In einer politisch brisanten Gruppe mit Jugoslawien, den USA und Iran wurde Deutschland Gruppenerster. Auf das 2:0 gegen die USA folgten ein 2:2 (nach 0:2-Rückstand) gegen Jugoslawien und ein 2:0 gegen den Iran. Das zweite Spiel wurde von Ausschreitungen deutscher Hooligans in Lens überschattet, bei denen der französische Polizist Daniel Nivel lebensgefährlich verletzt wurde. Ein Ausschluss Deutschlands vom Turnier stand zur Debatte. Nach einem hart erkämpften 2:1 gegen Mexiko traf Deutschland im Viertelfinale wie bereits bei der vorhergegangenen Europameisterschaft auf Kroatien. Nach einem Platzverweis gegen Christian Wörns verlor die deutsche Mannschaft mit 0:3. Es war die höchste Endrundenniederlage seit dem 3:6 gegen Frankreich bei der WM 1958.

### Zweimaliges Ausscheiden nach der EM-Gruppenphase, WM-Finale und Sommermärchen (1998–2006)
Weil die verjüngte Nationalelf im September 1998 in zwei Testspielen gegen die Auswahlen Maltas und Rumäniens nicht überzeugen konnte, trat Berti Vogts von seinem Posten zurück. Sein Nachfolger Erich Ribbeck war der erste und bislang einzige Bundestrainer, der die Mannschaft bei keiner WM betreute. Ribbecks erste Amtshandlung bestand darin, Lothar Matthäus trotz seines fortgeschrittenen Alters für die Nationalmannschaft zu reaktivieren, da er für die Position des Abwehrchefs keine gleichwertige Alternative sah.
Der FIFA-Konföderationen-Pokal – der aus dem König-Fahd-Pokal hervortrat – war für den Deutschen Fußball-Bund zunächst wenig interessant, passte den meisten Bundesligavereinen doch die Terminierung bei einer zunehmenden Belastung durch internationale Wettbewerbe nicht ins Konzept. Daher hatte der DFB 1997 auf die Teilnahme verzichtet, obwohl die Nationalmannschaft als amtierender Europameister qualifiziert gewesen wäre. Bei der Austragung im Jahr 1999 sah man es im Zuge der Bewerbung für die Fußball-Weltmeisterschaft 2006 als notwendig an, als Europameister des Jahres 1996 an dem in Mexiko stattfindenden Turnier teilzunehmen. Die DFB-Auswahl reiste allerdings ohne große Vorbereitung und mit zahlreichen Ergänzungsspielern an. Im ersten Spiel gegen Brasilien erlitt die Mannschaft eine 0:4-Niederlage. Das zweite Spiel gegen den Ozeanienmeister Neuseeland wurde zwar 2:0 gewonnen, das dritte Spiel gegen die USA jedoch mit 0:2 verloren, so dass Deutschland erstmals seit 1984 bei einem Turnier in der Vorrunde ausschied.
Die Qualifikation für die Europameisterschaft 2000 begann mit einer 0:1-Niederlage in der Türkei, da aber die folgenden sechs Qualifikationsspiele gewonnen wurden, reichte zur direkten Qualifikation im letzten Spiel ein 0:0 gegen die Türkei. Dabei bestritt die Nationalmannschaft zwar ein Spiel auf heimischem Boden, jedoch ergab sich die ungewöhnliche Situation, dass im Münchener Olympiastadion mehr türkische als deutsche Zuschauer anwesend waren.
Nach Unstimmigkeiten zwischen den Spielern und Erich Ribbeck erfolgte ein eher mäßiger Start in die Europameisterschaft 2000. Gegen den Außenseiter der Gruppe, Rumänien, erreichte die Mannschaft lediglich ein 1:1-Unentschieden. Im Spiel gegen England steigerte sich die Mannschaft, jedoch verlor sie aufgrund eines Treffers von Alan Shearer mit 0:1. Als letzter Gruppengegner in der Vorrunde stand Portugal auf dem Programm. Ein Weiterkommen wäre nur bei einem deutschen Sieg bei einem gleichzeitigen Unentschieden der Rumänen gegen England möglich gewesen. Als Rumänien dann gewann und Deutschland einer mit zahlreichen Ersatzspielern angetretene portugiesische Elf mit 0:3 unterlag, endete das Turnier für Deutschland nach der Vorrunde. Die Niederlage besiegelte das Ende der Amtszeit von Erich Ribbeck, den einige als den Totengräber des deutschen Fußballs bezeichneten. Mit der Niederlage gegen Portugal endete auch die Karriere von Lothar Matthäus in der Nationalmannschaft, für die er als einziger mehr als 20 Jahre gespielt hat. Erich Ribbeck war in der deutschen Öffentlichkeit während seiner Amtszeit stets umstritten gewesen, zudem war es um den deutschen Nachwuchs zu dieser Zeit schlecht bestellt. Daher wurde ein Nachwuchskonzept ausgearbeitet, das alle Bundesligisten dazu verpflichtete, ein Nachwuchsleistungszentrum zu errichten und was eine deutschlandweite Einführung von DFB-Stützpunkten mit dem Ziel der Talentförderung zur Folge hatte.
Nach Ribbecks Rücktritt übernahm Rudi Völler den Posten des Teamchefs der deutschen Nationalmannschaft. Weil Völler selbst keine Trainerlizenz besaß, assistierte ihm Michael Skibbe formal als Bundestrainer. Zunächst sollte Völler nur übergangsweise für den noch bei Bayer 04 Leverkusen unter Vertrag stehenden Christoph Daum die Nationalmannschaft betreuen, wegen Daums Kokain-Affäre blieb Völler Teamchef.
Völler gelang ein verheißungsvoller Auftakt: im ersten Spiel gegen die noch in der Saisonvorbereitung steckende spanische Mannschaft gelang ein 4:1, gegen England im letzten Spiel im alten Wembley-Stadion ein 1:0-Sieg. Für die Qualifikation zur Weltmeisterschaft 2002 musste die Mannschaft dennoch in die Relegation gegen die Ukraine, da nach der 1:5-Heimniederlage gegen England und einem 0:0 im letzten Spiel gegen Finnland wegen der schlechteren Tordifferenz in der Gruppe nur der zweite Platz belegt wurde.
Bei der Weltmeisterschaft 2002 erreichte die Mannschaft das Endspiel, in dem erstmals die beiden Nationalmannschaften aufeinander trafen, die bis dahin die meisten WM-Spiele und die meisten Finalteilnahmen aufzuweisen hatten: Brasilien und Deutschland. Dabei konnten die Deutschen die Erwartungen, die das 8:0 im Auftaktspiel gegen Saudi-Arabien auslöste, lediglich durch die Ergebnisse erfüllen. Diesem höchsten Sieg einer deutschen Mannschaft bei einer Weltmeisterschaft folgten ein hart umkämpftes 1:1 gegen Irland und ein 2:0 gegen Kamerun. Deutschland zog mit drei 1:0-Siegen in der K.-o.-Runde gegen Paraguay, die USA und Südkorea ins Finale ein. Großen Anteil am siebten Finaleinzug hatte der überragende Torhüter Oliver Kahn, der mit dem Lew-Jaschin-Preis für den besten Torhüter (seit 2010 Goldener Handschuh) und dem Goldenen Ball für den besten Spieler des Turniers ausgezeichnet wurde. Ohne den wegen einer zweiten Gelben Karte gesperrten Michael Ballack machte die deutsche Mannschaft im Finale ihr bestes Spiel der K.-o.-Runde. In der 67. Minute nutzte Ronaldo einen Fehler von Kahn zum 1:0. Ein weiteres Ronaldo-Tor in der 79. Minute entschied das Spiel.
Für den FIFA-Konföderationen-Pokal 2003 war sie als Vizeweltmeister ebenfalls qualifiziert, verzichtete aber erneut auf die Teilnahme.

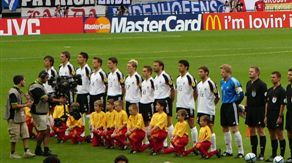
Die deutsche Nationalmannschaft mit Einlaufkindern vor dem EM-Gruppenspiel gegen Tschechien am 9. Juni 2004

In der Qualifikation für die EM 2004 traf Deutschland auf die vom ehemaligen Bundestrainer Berti Vogts betreuten Schotten. Das erste Spiel in Glasgow endete 1:1, durch ein 2:1 am vorletzten Spieltag in Dortmund gegen Schottland war die Qualifikation perfekt, während die Schotten in der Relegation gegen die Niederlande unglücklich ausschieden. Bei der Europameisterschaft 2004 in Portugal musste die Mannschaft wieder früh die Heimreise antreten. Hatten die deutschen Anhänger nach dem Unentschieden gegen die Niederlande noch Hoffnung, besiegelten schwache Leistungen bei einem 0:0 gegen Lettland und der Niederlage gegen Tschechien das vorzeitige Aus. Rudi Völler trat anschließend zurück.
Der überraschende Rückzug zwei Jahre vor der Weltmeisterschaft im eigenen Land stellte den DFB vor die schwierige Aufgabe, einen passenden Nachfolger zu finden. Die eigens gebildete „Trainerfindungskommission“ handelte sich viele Absagen ein, unter anderem von Ottmar Hitzfeld, Morten Olsen und Arsène Wenger. Nach wochenlanger Suche übernahm den Posten schließlich Jürgen Klinsmann, der von Berti Vogts empfohlen worden war.
Da der Confed Cup in den Jahren vor der Weltmeisterschaft zum Testturnier für die WM aufgewertet worden war, war Deutschland verpflichtet, den FIFA-Konföderationen-Pokal 2005 auszurichten. Klinsmann hatte die von Rudi Völler übernommene Mannschaft stark verjüngt und ihr ein neues, sehr offensives Konzept gegeben, das bei diesem Turnier erstmals in Pflichtspielen zur Anwendung kam. Dies führte dann gegen Australien zu einem 4:3-Sieg für die deutsche Mannschaft. Gegen Tunesien gelang es beim 3:0 dann sogar, ohne Gegentreffer zu bleiben. Gegen die spielstarke, aber nicht in Bestbesetzung angetretene argentinische Fußballnationalmannschaft reichte es zu einem 2:2, was den Gruppensieg einbrachte. Das Halbfinale war eine Neuauflage des WM-Finales 2002, das Brasilien mit 3:2 erneut für sich entscheiden konnte. Das Spiel um Platz 3 gewann Deutschland dann gegen Mexiko mit 4:3.
Vor Beginn der Heim-WM 2006 wurden die Erfolgsaussichten des DFB-Teams in der Öffentlichkeit eher pessimistisch beurteilt, nicht zuletzt aufgrund schwacher Testspiele wie einer 1:4-Niederlage gegen Italien oder einem hart erkämpften 2:2 gegen Japan. Davon unbeeindruckt erklärte Klinsmann den Weltmeistertitel im eigenen Land zum Ziel.
Beim offiziellen Eröffnungsspiel gegen Costa Rica zeigte die deutsche Mannschaft über weite Strecken den vom Bundestrainer anvisierten Angriffsfußball, offenbarte aber beim 4:2-Sieg auch die bekannten Schwächen in der Abwehr. Gegen die auf ein Unentschieden spekulierende polnische Mannschaft wollte lange Zeit kein Tor fallen, erst kurz vor Schluss erzielte der zuvor eingewechselte Oliver Neuville nach einer Flanke des ebenfalls eingewechselten David Odonkor den Siegtreffer. Dieser erste Erfolg über eine europäische Mannschaft in einem Turnier seit 1996 und die Umstände seines Entstehens lösten in Deutschland eine Begeisterungswelle aus. Nach dem klaren 3:0-Erfolg gegen Ecuador hatte die deutsche Nationalelf die erfolgreichste Vorrunde seit der WM 1970 absolviert.
Die Achtelfinalpartie gegen Schweden gewann Deutschland durch zwei frühe Tore mit 2:0. Im Viertelfinale traf es auf Argentinien, das mit seinem Spielmacher Juan Román Riquelme und starken Leistungen imponiert hatte. Die DFB-Elf setzte sich nach einem 1:1, so stand es auch nach Verlängerung, dank zweier Paraden von Jens Lehmann am Ende mit 4:2 nach Elfmeterschießen durch. Danach kam es zu einem Gerangel zwischen Spielern und Betreuern, aufgrund dessen Torsten Frings für das Halbfinale gegen Italien gesperrt wurde. Deutschland verpasste mit einem 0:2 nach Verlängerung gegen Italien den Einzug ins WM-Finale. Mit einem 3:1-Sieg gegen Portugal sicherte sich die Mannschaft Platz drei. Mit Miroslav Klose wurde zum zweiten Mal nach Gerd Müller bei der WM 1970 ein deutscher Spieler Torschützenkönig einer WM-Endrunde. Eine weitere Auszeichnung erhielt Kloses Sturmpartner Lukas Podolski, der zum besten Nachwuchsspieler der WM gewählt wurde.
Die deutsche Mannschaft wurde anschließend von der internationalen Presse für ihre Leistung gewürdigt. Im eigenen Land wurde sie als „Weltmeister der Herzen“ bezeichnet, auch weil sie wegen ihrer Spielfreude in einem ansonsten von Defensive geprägten Turnier die Zuschauer begeistern konnte. Vor und während des Turniers begleitete ein Filmteam um den Regisseur Sönke Wortmann die Mannschaft und veröffentlichte anschließend den Dokumentarfilm Deutschland. Ein Sommermärchen.

### Immer vorne dabei, doch nie ganz oben (2006–2012)
Trotz des Erfolges verlängerte Klinsmann seinen auslaufenden Vertrag nicht, der bisherige Co-Trainer Joachim Löw wurde sein Nachfolger. Unter Löw qualifizierte sich die deutsche Mannschaft bereits nach neun Partien als erstes Team für die Europameisterschaft 2008. Allerdings verlor die Mannschaft das folgende Heimspiel gegen Tschechien und wurde am Ende der Qualifikation mit zwei Punkten Rückstand Zweiter der Qualifikationsgruppe D. In der Qualifikation erzielte die Mannschaft die meisten Tore aller Teilnehmer. Prestigeträchtig war ferner ein 2:1-Auswärtserfolg im Freundschaftsspiel gegen England.
Bei der Europameisterschaft besiegte die deutsche Mannschaft in der Vorrunde zunächst Polen, unterlag dann Kroatien mit 1:2 und zog schließlich durch ein 1:0 gegen Österreich als Gruppenzweiter ins Viertelfinale ein. Dort traf sie auf Portugal und erreichte mit einem 3:2-Sieg zum siebten Mal das Halbfinale einer EM. Am 25. Juni besiegte sie auch die Türkei mit 3:2 und stand damit zum sechsten Mal in einem EM-Finale, das sie gegen die Auswahl Spaniens mit 0:1 verlor. Währenddessen wurde Matthias Sammer DFB-Sportdirektor und war in dieser Funktion für die Nachwuchsförderung sowie für die Nachwuchskoordination verantwortlich. Zwischen 2008 und 2009 wurden drei verschiedene DFB-Nachwuchsteams Europameister in ihren jeweiligen Altersklassen.
Mit dem 1:0-Sieg in Moskau gegen die Auswahl Russlands am 10. Oktober 2009 qualifizierte sich die deutsche Nationalmannschaft als Gruppensieger vorzeitig für die Weltmeisterschaft 2010 in Südafrika. Da Michael Ballack verletzungsbedingt fehlte, übernahm Philipp Lahm die Rolle des Spielführers während der WM. Durch den Ausfall von Ballack, der zu diesem Zeitpunkt noch beim FC Chelsea unter Vertrag stand, war der Kader für Südafrika der erste Kader einer DFB-Auswahl seit der WM 1978, der ohne Auslandsakteure auskam. War die deutsche Nationalmannschaft während der Europameisterschaft 2000 in den Niederlanden und Belgien weitestgehend homogen zusammengesetzt – im damaligen Aufgebot gab es, abgesehen vom eingebürgerten Brasilianer Paulo Rink, mit dem gebürtigen Polen Dariusz Wosz und Mehmet Scholl, dessen Vater aus der Türkei kam, lediglich zwei Spieler mit ausländischen Wurzeln –, gehörten zum deutschen Kader für die Weltmeisterschaft in Südafrika, abgesehen von dem Brasilianer Cacau, der Anfang 2009 die deutsche Staatsangehörigkeit bekam, gleich zehn Akteure, die im Ausland geboren sind oder mindestens einen ausländischen Elternteil haben (neben den gebürtigen Polen Klose und Podolski zum Beispiel der türkischstämmige Mesut Özil oder Jérôme Boateng, dessen Vater aus Ghana kommt), weshalb in der deutschen Berichterstattung häufig das Wort Multikulti verwendet wurde. Mit Mesut Özil und Jérôme Boateng sowie Manuel Neuer, Dennis Aogo und Sami Khedira gehörten fünf Spieler aus der U-21-Europameistermannschaft von vor einem Jahr zum WM-Kader. Die deutsche Mannschaft startete mit einem 4:0 gegen Australien, unterlag dann im zweiten Spiel Serbien mit 0:1. Das dritte und entscheidende Spiel gegen Ghana gewann Deutschland mit 1:0 und zog als Gruppenerster ins Achtelfinale ein. Dort schlug es England mit 4:1 und bescherte damit der englischen Elf die höchste Niederlage bei einer Weltmeisterschaft. Das Viertelfinale gewann Deutschland mit 4:0 gegen Argentinien – der höchste Sieg gegen Argentinien überhaupt. Im Halbfinale wurde der Siegeszug von der spanischen Auswahl (0:1) gestoppt. Mit dem anschließenden Sieg Spaniens im WM-Finale wurde zum dritten Mal in Folge die Mannschaft Weltmeister, die Deutschland ausgeschaltet hatte. Im Spiel um Platz 3 traf man wie 1970 auf Uruguay, das mit 3:2 besiegt wurde. Damit belegte Deutschland zum vierten Mal Platz drei. Mit Thomas Müller gewann zum dritten Mal und erstmals bei zwei aufeinanderfolgenden Weltmeisterschaften ein deutscher Spieler den Goldenen Schuh für den besten Torschützen. Entscheidend dafür waren neben den fünf Toren, die auch drei andere Spieler erzielt hatten, drei Torvorlagen von Müller. Zudem erhielt er den Preis für den besten Nachwuchsspieler und trat damit die Nachfolge von Lukas Podolski an, der diesen Preis 2006 bekam. Ferner gelangen Miroslav Klose vier Tore, der damit als erster Spieler bei drei Weltmeisterschaften mindestens vier Tore erzielte und außerdem zu Gerd Müller in der ewigen Bestenliste aufschloss.

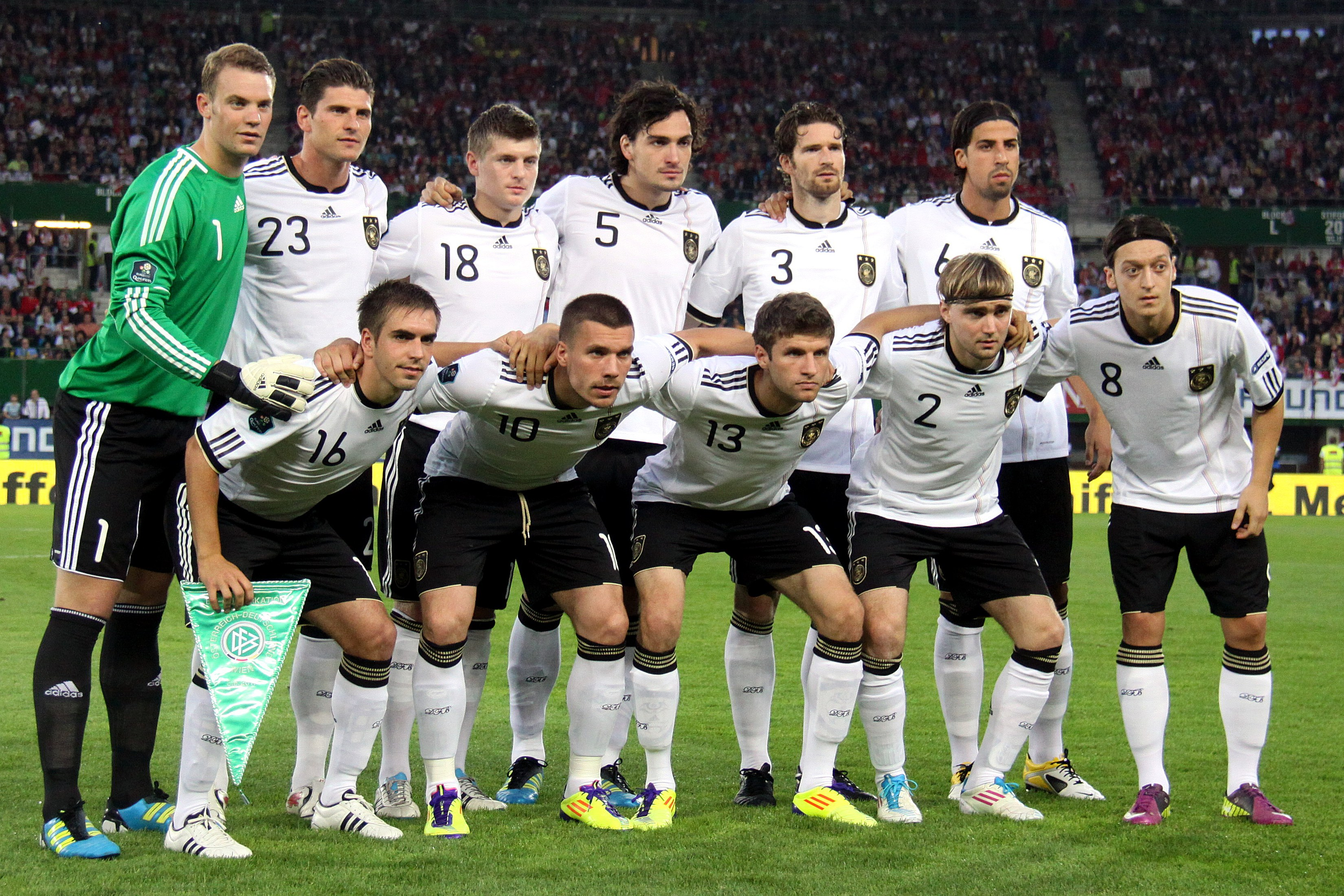
Die deutsche Nationalmannschaft vor dem 2:1-Sieg in Wien im EM-Qualifikationsspiel gegen Österreich am 3. Juni 2011

Für die Europameisterschaft 2012 in Polen und der Ukraine wurde die deutsche Mannschaft in eine Qualifikationsgruppe mit Belgien, Aserbaidschan, der Türkei, Kasachstan und Österreich gelost. Unmittelbar nach der Weltmeisterschaft hatte Löw bestätigt, dass Ballack Kapitän der Mannschaft bleibt, ihm aber wegen der anhaltenden Verletzung noch keinen Stammplatz in Aussicht gestellt. Auch nach Ballacks Genesung und Lob vonseiten der Presse für seine Leistungen bei Bayer 04 Leverkusen blieb eine Nominierung des nominellen Kapitäns weiter aus. Nach zwei Vier-Augen-Gesprächen 2011 gab der DFB schließlich bekannt, dass Löw nicht mehr mit Michael Ballack plane, so dass Philipp Lahm 2011 offiziell Kapitän der Nationalelf wurde. Ballack nahm dies missbilligend zur Kenntnis, da ihm in den Gesprächen mit Löw die Chance zum Comeback vermittelt worden sei. Er lehnte auch das vonseiten des DFB angebotene Abschiedsspiel gegen Brasilien ab, da es sich um ein schon lange geplantes Freundschaftsspiel und kein eigentliches Abschiedsspiel handelte.
In der Qualifikation schaffte Deutschland als einzige Mannschaft zehn Siege in zehn Spielen, was zuvor nur Tschechien in der Qualifikation für die EM 2000 gelungen war. Mit neun Toren belegte Klose den zweiten Platz in der Torschützenliste der Qualifikation. Zwischenzeitlich gelangen zudem wertvolle Siege in den Freundschaftsspielen gegen Uruguay, Brasilien und die Niederlande. Gegen die „Seleçao“ war das 3:2 im August 2011 der erste Sieg seit 1993, gegen die Niederlande war der 3:0-Erfolg der erste Sieg gegen „Oranje“ seit einem 1:0 in Rotterdam 1996. Gegen Italien wurde der erste Sieg seit knapp 16 Jahren verpasst, als man sich im Februar 2011 in Dortmund mit einem 1:1-Unentschieden trennte.
In der Vorrunde der Europameisterschaft 2012 traf die deutsche Mannschaft in der Ukraine auf Portugal, die Niederlande und Dänemark. Die deutschen Medien sprachen nach der Auslosung einhellig von einem Ende des für Deutschland typischen Losglücks. Die als Titelfavorit zum Turnier angereiste deutsche Mannschaft erreichte – was ihr bei einer EM noch nie gelungen war – mit drei Siegen (1:0 gegen Portugal, 2:1 gegen die Niederlande und 2:1 gegen Dänemark) und 9 Punkten das Viertelfinale. Dort traf sie in Danzig auf die griechische Mannschaft, die in Gruppe A das entscheidende Spiel gegen Russland gewonnen hatte. Durch ein 4:2 wurde das Halbfinale erreicht und mit dem 15. Pflichtspielsieg in Serie ein neuer Weltrekord aufgestellt. Gegen Italien wurde das Halbfinale mit 1:2 verloren, nach zwei Treffern von Mario Balotelli gelang Mesut Özil nur noch der Anschlusstreffer. Mario Gómez verpasste nur knapp die Auszeichnung als bester EM-Torschütze, da Spaniens Fernando Torres bei ebenso vielen Toren und Vorlagen weniger Einsatzzeit hatte.

### Krönung in Rio, erneutes EM-Halbfinale und Confed-Cup-Sieg (2012–2017)

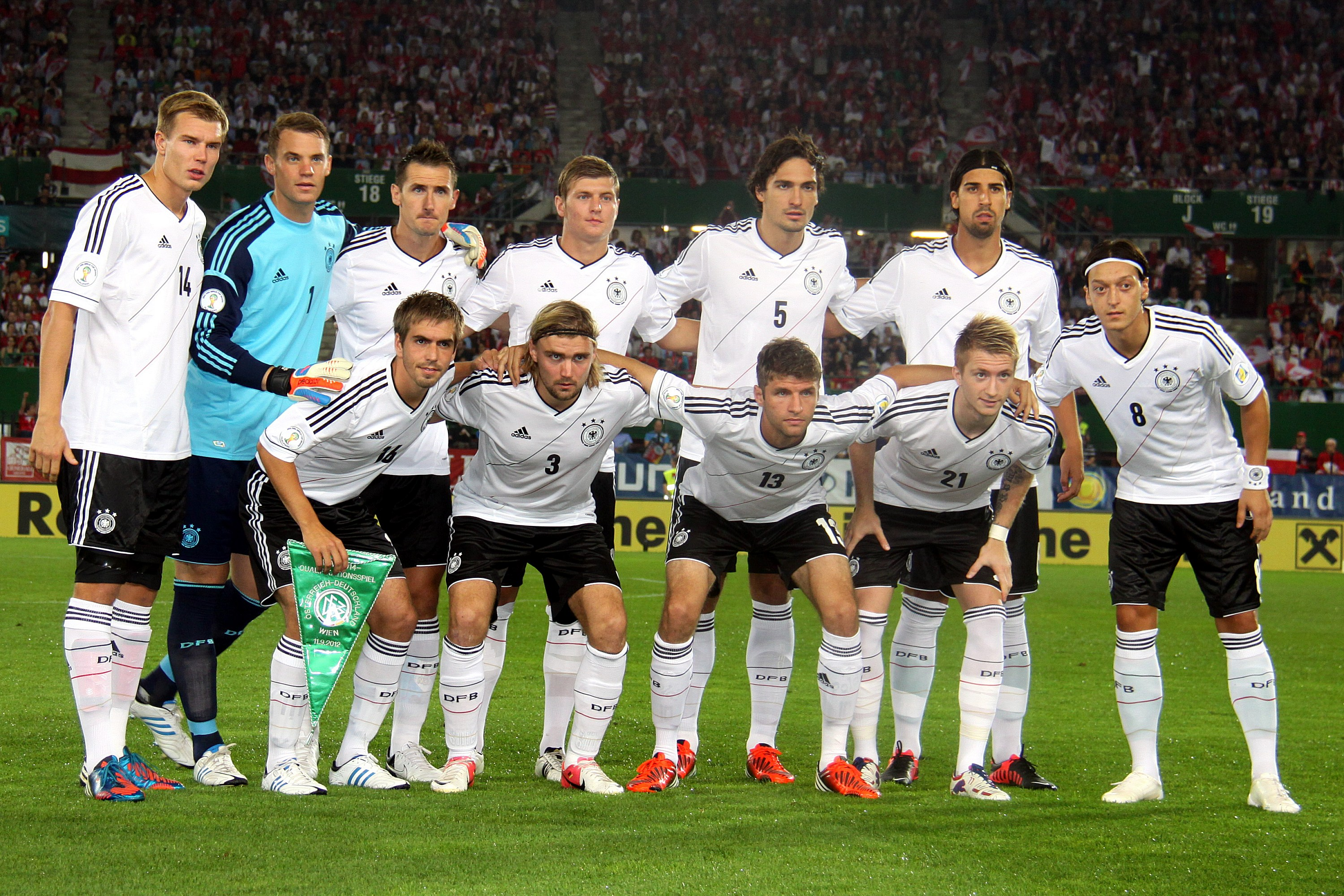
Die deutsche Nationalmannschaft vor dem 2:1-Sieg in Wien gegen Österreich am 11. September 2012

Mannschaftsaufstellungen im WM-Finale 2014

In der Qualifikation zur Weltmeisterschaft 2014 traf die Mannschaft auf Schweden, die Färöer, erneut auf Österreich und Irland sowie abermals auf Kasachstan. In die Qualifikation startete die Mannschaft Löws mit drei Siegen gegen die Färöer, Österreich und Irland. Am 16. Oktober 2012 endete das Spiel gegen Schweden in Berlin mit 4:4, nachdem Deutschland bis zur 62. Minute 4:0 geführt hatte. Die darauffolgenden Qualifikationsspiele gegen Kasachstan (3:0 und 4:1), Österreich (3:0, inklusive des 68. Länderspieltors von Miroslav Klose, der nun gemeinsam mit Gerd Müller Rekordtorschütze war), die Färöer (3:0) und Irland (3:0) wurden jeweils mit drei Toren Vorsprung gewonnen. Somit konnte der deutschen Nationalelf der erste Gruppenplatz, der zur Teilnahme an der Fußball-Weltmeisterschaft 2014 in Brasilien berechtigte, nicht mehr genommen werden. Das letzte Gruppenspiel, das Rückspiel am 15. Oktober 2013 in Schweden, in dem erneut acht Tore fielen (5:3 für Deutschland), war damit bedeutungslos.

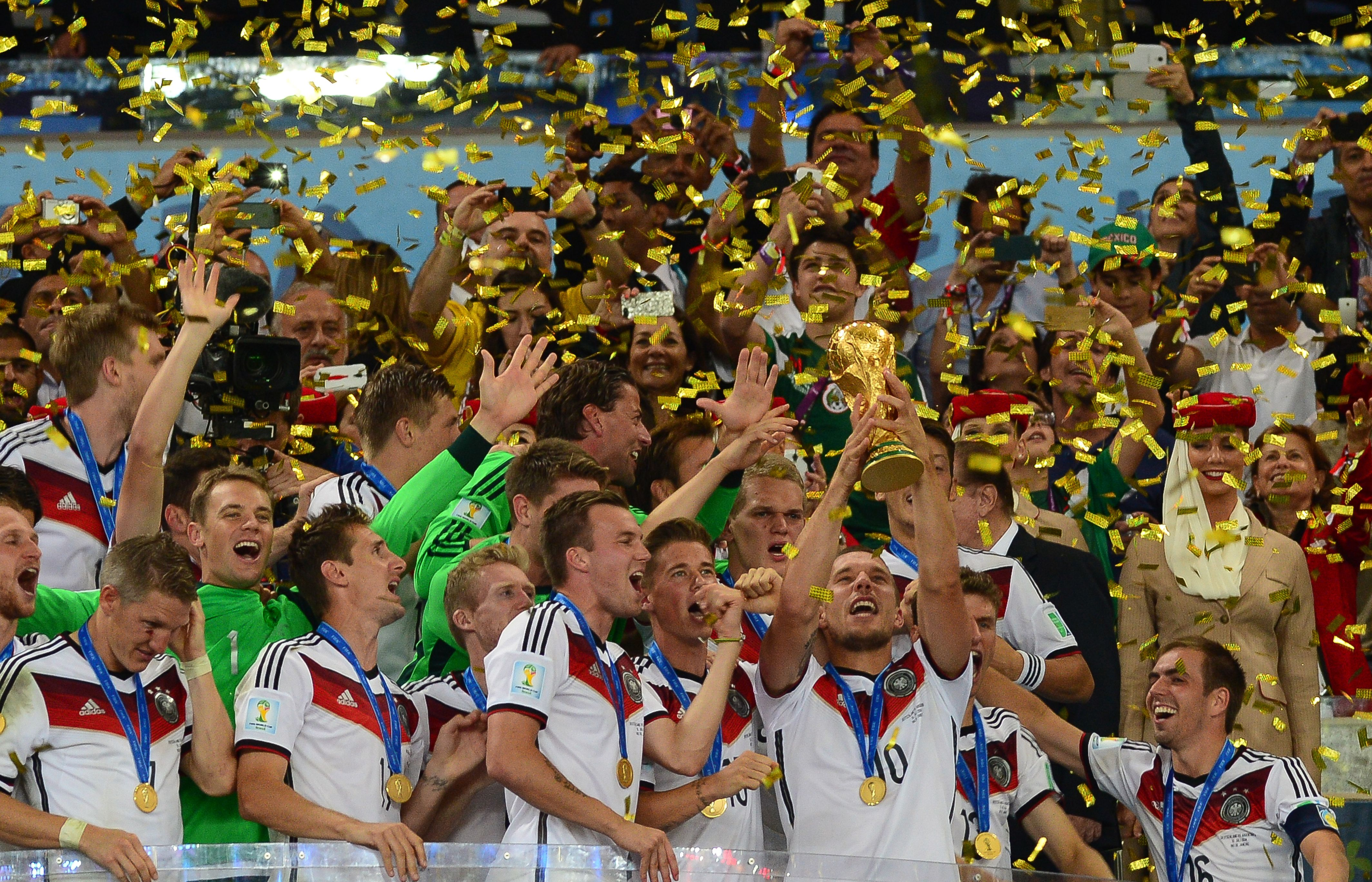
Die deutsche Nationalmannschaft nach Erhalt des WM-Pokals 2014

Das WM-Jahr 2014 begann am 5. März in Stuttgart mit einem 1:0-Sieg in einem Freundschaftsspiel gegen die Auswahl Chiles, das bewusst als Kontrahent ausgesucht worden war, um die Spielweise eines möglichen südamerikanischen Gegners bei der WM zu testen. Da für das Freundschaftsspiel gegen Polen etliche Leistungsträger wegen Pflichtspielterminen mit ihren Vereinen ausfielen, kamen bei dem torlosen Unentschieden zwölf Spieler zu ihrem Länderspieldebüt. Von ihnen wurden einige in den noch 27 Spieler umfassenden, erweiterten WM-Kader nominiert. Das folgende Vorbereitungsspiel am 1. Juni 2014 in Mönchengladbach gegen das von Volker Finke trainierte Kamerun endete 2:2. Am Tag darauf wurde der endgültige WM-Kader bekanntgegeben. Das letzte Vorbereitungsspiel gegen Armenien wurde mit 6:1 gewonnen. Miroslav Klose hatte in diesem Spiel das Tor zum 4:1 erzielt und wurde mit seinem 69. Länderspieltor alleiniger Rekordtorschütze der Nationalmannschaft. Marco Reus verletzte sich kurz vor der Halbzeitpause am Sprunggelenk und musste einen Tag später seine Teilnahme an der WM absagen. Für ihn wurde Shkodran Mustafi nachnominiert.
In der Gruppenphase der WM 2014 traf die deutsche Mannschaft wie bei der EM 2012 auf den Dritten der FIFA-Weltrangliste Portugal, wie bei der WM 2010 auf Ghana und auf die Vereinigten Staaten, die vom ehemaligen Bundestrainer Jürgen Klinsmann trainiert wurden. Das erste Gruppenspiel gegen die Auswahl Portugals wurde mit 4:0 gewonnen. Dem 2:2-Unentschieden gegen die Auswahl Ghanas folgte im abschließenden Gruppenspiel gegen die Auswahl der Vereinigten Staaten ein 1:0-Sieg, der den Gruppensieg bedeutete. Im Achtelfinale brauchte Deutschland die Verlängerung, um mit 2:1 gegen Algerien zu gewinnen. Im Viertelfinale gelang ein 1:0-Sieg über Frankreich. Mit einem 7:1-Sieg gegen Gastgeber Brasilien erreichte die DFB-Auswahl das Finale der Weltmeisterschaft. Dies war der höchste Sieg, der je in einem Halbfinale erzielt wurde. Das Halbzeitergebnis von 5:0, das bereits nach 29 Minuten erreicht war, war ebenfalls ein neuer Rekord für ein Spiel in der K.-o.-Runde einer WM. Miroslav Klose hatte in diesem Spiel (wie auch im Gruppenspiel gegen Ghana) einen Treffer erzielt; mit insgesamt 16 Toren bei Weltmeisterschaften wurde er neuer Rekordtorschütze dieses Wettbewerbs und stellte mit nun insgesamt 71 Länderspieltoren auch den immer noch aktuellen Rekordwert der Nationalmannschaft auf. Im Finale traf die Nationalelf am 13. Juli 2014 in Rio de Janeiro im Maracanã auf Argentinien.
In der Neuauflage der WM-Endspiele von 1986 und 1990 setzte sich die deutsche Mannschaft in der Verlängerung dank eines Treffers von Mario Götze mit 1:0 durch. Sie wurde damit zum vierten Mal Weltmeister und ist die erste europäische Nationalmannschaft, die den Titel bei einer WM in Südamerika geholt hat. Der Dokumentarfilm Die Mannschaft zeigt den Weg zum vierten Titelgewinn aus Sicht der deutschen Mannschaft.
In der Qualifikation zur EM 2016 traf Deutschland auf Schottland, Polen, erneut auf Irland, den Neuling Gibraltar und auf Georgien. Einem 2:1-Auftaktsieg in Dortmund gegen Schottland folgte eine 0:2-Niederlage in Warschau gegen Polen – die erste Niederlage gegen eine polnische Nationalmannschaft überhaupt. Gegen Irland führte Deutschland bis in die Nachspielzeit mit 1:0, ehe den Iren durch John O’Shea der Ausgleich gelang. Die Premiere gegen den Neuling aus Gibraltar entschied die Nationalmannschaft am 14. November 2014 in Nürnberg mit einem 4:0-Sieg für sich und rangierte mit drei Punkten hinter Polen und punktgleich mit Irland und Schottland an dritter Stelle. Durch einen 2:0-Sieg gegen Georgien in Tiflis und einen 7:0-Erfolg im Auswärtsspiel gegen Gibraltar konnte sich das deutsche Team an Spitzenreiter Polen herankämpfen und übernahm mit einem 3:1-Sieg gegen Polen in Frankfurt schließlich die Tabellenführung, die der amtierende Weltmeister drei Tage später mit einem 3:2-Auswärtserfolg in Schottland behaupten konnte. Im vorletzten Gruppenspiel unterlag Deutschland mit 0:1 in Irland erstmals in einem Pflichtspiel gegen die Iren, konnte sich durch einen anschließenden 2:1-Sieg gegen Georgien aber als Gruppensieger direkt für die EM-Endrunde qualifizieren.
Während des Freundschaftsspiels gegen die französische Nationalmannschaft am 13. November 2015 in Saint-Denis sprengten sich zwei Selbstmordattentäter unmittelbar vor dem Austragungsort, dem Stade de France, in die Luft, nachdem sie zuvor versucht hatten, in das Stadion zu gelangen. Die Explosionen waren während des Spiels deutlich zu hören. Um eine Panik zu vermeiden, wurde es jedoch bis zum Ende fortgesetzt. Die deutsche Nationalmannschaft erfuhr erst nach Spielende von den Terroranschlägen und verblieb aus Sicherheitsgründen die ganze Nacht in den Katakomben des Fußballstadions, bevor sie am nächsten Morgen zum Flughafen fuhr.
Das Länderspiel der deutschen Fußballnationalmannschaft gegen die Niederlande am 17. November 2015 in Hannover wurde circa eineinhalb Stunden vor Spielbeginn abgesagt; das Stadion wurde evakuiert und großräumig abgesperrt, da den Sicherheitsbehörden konkrete Hinweise auf eine terroristische Gefährdung vorlagen. Das DFB-Team befand sich zu diesem Zeitpunkt noch nicht vor Ort.
Bei der Europameisterschaft 2016 in Frankreich gewann die deutsche Nationalmannschaft ihre Vorrundengruppe punktgleich vor der polnischen Nationalmannschaft, gegen die sie im zweiten Gruppenspiel 0:0 gespielt hatte. In der Finalrunde gewann sie das Achtelfinale gegen die Slowakei mit 3:0 und das Viertelfinale gegen Italien mit 6:5 im Elfmeterschießen, nachdem es am Ende der Verlängerung 1:1 gestanden hatte. Ohne den gelbgesperrten Mats Hummels und die Verletzten Mario Gómez und Sami Khedira verlor Deutschland das Halbfinale schließlich 0:2 gegen Gastgeber Frankreich. Beide Tore schoss Antoine Griezmann.
In der Qualifikation zur WM 2018 traf Deutschland auf Tschechien, Nordirland, Norwegen, Aserbaidschan und San Marino. Nach der Niederlage im EM-Halbfinale kassierte Deutschland erst im fünften Spiel der Qualifikation und im insgesamt achten Länderspiel seit diesem Turnier wieder ein Gegentor (gegen Aserbaidschan durch Dimitrij Nazarov) und stellte mit insgesamt 679 Minuten ohne Gegentreffer einen neuen Mannschaftsrekord auf.

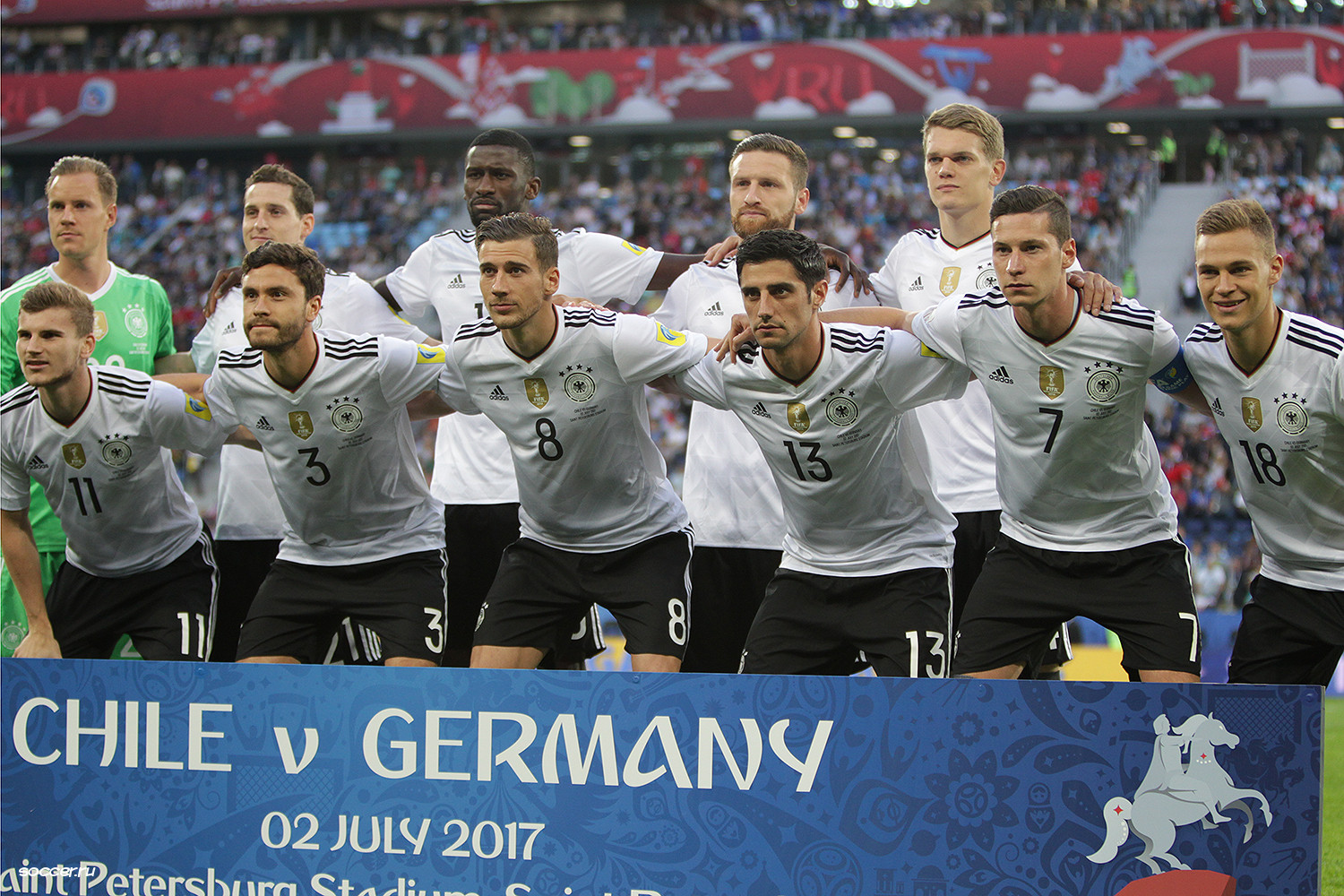
Die deutsche Mannschaft vor dem Finale des Confed Cups gegen Chile

Startaufstellungen im Finale des Confed Cups

Für den in der deutschen Öffentlichkeit umstrittenen Confed Cup 2017 hatte Joachim Löw bereits früh angekündigt, zahlreiche Stammspieler zu schonen. Folgerichtig nominierte er für diesen Wettbewerb lediglich sieben Spieler aus dem letzten EM-Kader und zahlreiche Akteure mit nur geringer oder gar keiner Länderspielerfahrung. Da auf Nachnominierungen für die verletzungsbedingt ausgefallenen Leroy Sané und Diego Demme verzichtet wurde, reiste Deutschland als einzige Mannschaft mit nur 21 Spielern an und stellte mit einem Durchschnittsalter von 24 Jahren und vier Monaten den jüngsten Kader des Turniers. Mit Siegen über Asienmeister Australien und Afrikameister Kamerun sowie einem Unentschieden gegen Copa-América-Sieger Chile beendete Deutschland die Vorrunde als Gruppensieger. Das anschließende Halbfinale gegen den Gold-Cup-Sieger von 2015, Mexiko, wurde mit 4:1 gewonnen, womit die deutsche Nationalmannschaft bei ihrer dritten Teilnahme am Confed Cup zum ersten Mal das Finale erreichte. Dieses wurde mit einem 1:0 gegen Chile gewonnen, der zweite Titelgewinn unter Joachim Löw. Der Gewinn des Confed Cups ermöglichte Deutschland zum 6. Juli 2017 nach zwei Jahren die Rückkehr an Platz 1 der FIFA-Weltrangliste.

### „Fluch des Weltmeisters“, Ansehensverlust, Abschied aus der Weltspitze (2017–2023)
Die WM-Qualifikation beendete die deutsche Mannschaft mit zehn Siegen aus zehn Spielen, was zuvor nur Spanien in der Qualifikation zur WM 2010 mit anschließendem Titelgewinn bei der Endrunde, allerdings mit einem schlechteren Torverhältnis gelungen war. Es war Deutschlands erste mit hundertprozentiger Siegquote abgeschlossene WM-Qualifikation seit der Qualifikation zur WM 1982, damals mussten allerdings nur acht Spiele bestritten werden.
In der Vorrunde der WM 2018 traf Deutschland auf Mexiko, Schweden und Südkorea. Nach einer 0:1-Auftaktniederlage gegen Mexiko, der ersten Niederlage in einem WM-Auftaktspiel seit 36 Jahren, geriet Deutschland auch in der ersten Halbzeit gegen Schweden mit 0:1 in Rückstand, doch der Ausgleich in der zweiten Halbzeit und ein in der fünften Minute der Nachspielzeit verwandelter Freistoß von Toni Kroos bescherten Deutschland einen 2:1-Sieg. Allerdings verlor Deutschland mit 0:2 gegen Südkorea und schied als Gruppenletzter somit erstmals in der deutschen WM-Historie in der Vorrunde aus und reihte sich damit in die Gruppe ihrer Vorgänger ein, die Opfer des sogenannten „Weltmeisterfluchs“ wurden.
Im Anschluss an das Ausscheiden bei der WM hielt der Verband öffentlich weiter an Trainer Löw fest. Dann kam es im August 2018 zu einer rund 110-minütigen Pressekonferenz, der bis dato längsten in der Geschichte des DFB. Bundestrainer Löw und Manager Bierhoff stellten sich den Fragen anwesender Journalisten und bemühten sich um eine Aufarbeitung der enttäuschenden Leistungen der Mannschaft. Löw gab an, die Fehler, die er bei der WM gemacht habe, wären „fast schon arrogant“ gewesen, er hätte alles „perfektionieren“ und „auf die Spitze treiben“ wollen. Thomas Schneider wurde von seinem Amt als Co-Trainer entbunden und als Leiter der DFB-internen Scouting-Abteilung eingesetzt, darüber hinaus der Betreuerstab erheblich verkleinert und Stürmer Mario Gómez trat „bis auf Weiteres“ als Nationalspieler zurück. Sami Khedira, der sich nach eigenem Bekunden mitschuldig für den Ausgang des Turniers fühlte, wurde von Joachim Löw darüber in Kenntnis gesetzt, künftig nicht mehr für die Nationalmannschaft nominiert zu werden.
Auch äußerten sich beide erneut zur so genannten Causa Özil/Erdoğan, die Diskussion um den Nationalspieler Mesut Özil, der nach mehreren Fotoaufnahmen mit dem türkischen Staatspräsidenten Recep Tayyip Erdoğan herbe Kritik von Seiten der Fans, nationalen Medien, DFB-Präsident Grindel oder auch Oliver Bierhoff erfahren und der sich bis dato nicht dazu geäußert hatte. Anders als beispielsweise der ebenfalls betroffene İlkay Gündoğan, der bereits am 9. Juni öffentlich bekanntgegeben hatte, er wäre „immer noch dankbar, für dieses Land zu spielen“. Laut Löw hätte dieses Thema „Kraft gekostet, weil es immer wieder da war“, wäre jedoch keiner der Gründe für das Versagen bei der WM. Der DFB erfuhr seinerseits ebenfalls Kritik am Umgang mit der Sache, insbesondere, nachdem sich Özil im Juli doch noch öffentlich geäußert hatte. In einer Mitteilung beim Kurznachrichtendienst Twitter beschuldigte er unter anderem Präsident Grindel des Rassismus und gab seinen Rücktritt aus der Nationalmannschaft bekannt. Der Rücktritt wurde jedoch nie persönlich an Löw übermittelt und auch in der Folge vermied der Spieler den Kontakt mit seinem ehemaligen Trainer.
Zudem sahen sich Bierhoff und die DFB-Spitze vor, nach und während der WM Vorwürfen mangelnder Nähe zu den Fans ausgesetzt. Der Mannschaft wurde „Abgehobenheit“ und „Entfremdung“ von den Anhängern vorgeworfen, nachdem etwa im Trainingslager in Eppan, Südtirol, der Trainingsplatz mittels Planen abgeschottet worden war. Auch sollen die Spieler dort zu wenig mit den Mitgereisten interagiert haben, etwa in Form von kurzen Gesprächen oder Autogrammen. Slogans wie Best Never Rest oder das Hashtag #ZSMMN wurden im Zuge dessen kritisiert und als symbolisch für die zunehmende Entfremdung von den Fans angesehen. #ZSMMN war dabei gar kein Marketingslogan, sondern sollte der Zusammenfassung von Aktivitäten des DFB während der WM, auch im Rahmen sozialer Projekte, dienen. Bierhoff erklärte daraufhin, dass Fannähe ein Aspekt sei, den er „sehr ernst“ nehme und gelobte für die Zukunft Besserung. Man hätte vor der WM 2006 einen Verhaltenskodex entwickelt, an den man sich nicht mehr ganz gehalten habe und den man nun wieder verfolgen wollte.
Für die ersten Länderspiele nach der Weltmeisterschaft gegen Weltmeister Frankreich in der neu gegründeten UEFA Nations League (0:0) und Peru (2:1) in einem Testspiel waren 17 der 23 Spieler im Kader auch in Russland dabei gewesen. Die Verteidiger Thilo Kehrer und Nico Schulz sowie der Offensivspieler Kai Havertz wurden erstmals nominiert, Jonathan Tah, Nils Petersen und Leroy Sané erneut in den Kader berufen. Gruppengegner in der Liga A war auch die Niederlande und letztlich stieg die deutsche Nationalmannschaft sportlich als Letzter in die Liga B ab, jedoch wurde dies später aufgrund einer Ligaaufstockung revidiert. Dabei gewann die DFB-Elf kein einziges Spiel. Während den Spielen in der ersten Nations-League-Ausgabe kam es zum 168. Länderspiel unter der Leitung von Joachim Löw, als Deutschland in Amsterdam mit 0:3 gegen den niederländischen Gastgeber verlor. Dabei war er hinter dem Uruguayer Oscar Tabarez, der damals noch seine Heimat betreute, der Nationaltrainer mit den zweitmeisten Spielen. In der Qualifikation für die in ganz Europa stattfindende Europameisterschaft 2020 traf die deutsche Nationalelf erneut auf den Nachbarn aus den Niederlanden, zudem gab es das Aufeinandertreffen mit den Belarussen, Estland sowie den Nordiren. In die Vorausscheidung startete die Nationalelf ohne die 2014er-Weltmeister Boateng, Thomas Müller und Hummels, da Bundestrainer Joachim Löw diese aussortierte, was in der Öffentlichkeit zu Kontroversen führte. Dabei gab es zum Auftakt einen 3:2-Auswärtssieg in Amsterdam gegen „Oranje“ und auch in den nächsten Spielen in der Quali siegte die deutsche Auswahl, allerdings folgte im Rückspiel gegen die Niederländer im Hamburger Volksparkstadion eine 2:4-Pleite, wobei somit der direkte Vergleich verloren wurde. Letztlich qualifizierte sich die DFB-Auswahl als Gruppensieger für die EM-Endrunde, die allerdings aufgrund der COVID-19-Pandemie auf das Jahr 2021 verschoben wurde.
In Folge dieser Pandemie fanden auch Testspiele im März 2020 nicht statt, weshalb die deutsche Nationalmannschaft erst im September 2020 anlässlich der zweiten Ausgabe der UEFA Nations League in das neue Länderspieljahr startete. Dabei traf die DFB-Auswahl in der Liga A auf Spanien, die Schweizer Eidgenossen sowie auf die Ukraine. Deutschland gewann beide Spiele gegen die Osteuropäer und somit erstmals Spiele in der Nations League, allerdings blieben sie gegen die Spanier und gegen die Schweiz sieglos, eine 0:6-Niederlage in Sevilla gegen die „Furia Roja“ bedeutete die höchste Niederlage seit dem Jahr 1909. Aufgrund der Leistungen wie beim Debakel in Spanien wurden die Rufe nach der Rückkehr aussortierter Weltmeister wie Hummels und Müller lauter und verstärkt wurde auch ein Trainerwechsel auf der deutschen Bank gefordert. Im März 2021 startete die Qualifikation für die umstrittene WM-Endrunde 2022 im Wüstenstaat Katar und die Gegner hießen Island, Rumänien, Nordmazedonien und Liechtenstein. Dabei gab es im März gleich drei Partien zu absolvieren, als Deutschland in Duisburg gegen die Isländer und in Bukarest gegen die Rumänen gewann, aber gegen den EM-Teilnehmer aus Nordmazedonien, erneut an der Duisburger Wedau, eine historische 1:2-Niederlage kassierte. Wegen der COVID-19-Pandemie fand die europaweit stattfindende EM im Sommer 2021 statt und in der Gruppenphase traf die DFB-Auswahl auf die Franzosen sowie auf Portugal und auf Ungarn. Dabei fanden alle drei Spiele der Deutschen in der Gruppenphase in der Münchner Allianz Arena statt. Vor dem Turnier kündigte Joachim Löw seinen Rücktritt als Bundestrainer nach der EM an und in diese startete Deutschland mit einer 0:1-Niederlage gegen Frankreich, wobei der entscheidende Gegentreffer ein Eigentor von Mats Hummels war. Dieser wurde wie Thomas Müller für das Turnier reaktiviert. Mit einem 4:2-Erfolg gegen Portugal meldete sich die deutsche Nationalmannschaft zurück, wobei Robin Gosens, der zu diesem Zeitpunkt in der italienischen Serie A bei Atalanta Bergamo unter Vertrag stand und bis zu seinem 18. Lebensjahr für die Jugendmannschaften von Amateurvereinen gespielt hatte, mit einer Vorlage und einem selbst erzielten Tor der „Man of the Match“ wurde. Somit kam es gegen die Magyaren zum entscheidenden Spiel und in diesem lag die deutsche Mannschaft zweimal zurück, ehe Leon Goretzka kurz vor Schluss das 2:2 erzielte und somit Deutschland ins Achtelfinale schoss. In diesem war der Erzrivale England der Gegner und das Spiel fand in London in Wembley statt. Deutschland verlor mit 0:2 und schied somit aus dem Turnier aus, wobei das Bild eines weinenden deutschen Mädchens, welches in der Folge von englischen „Fans“ verhöhnt und beleidigt wurde, um die Welt ging. Aufgrund des Rücktritts Jogi Löws war diese Partie sein letzter Einsatz als DFB-Chefcoach. Sein Nachfolger wurde sein ehemaliger Assistent Hansi Flick, der zuvor Trainer des FC Bayern München war. In den restlichen Partien der WM-Qualifikation blieb Deutschland ohne Niederlage, weshalb man sich für die Weltmeisterschaft qualifizieren konnte. Diese fand aufgrund der klimatischen Verhältnisse in Katar Ende 2022 statt. Zuvor wurde wieder die UEFA Nations League ausgetragen, in die Deutschland mit einem 1:1 in Bologna gegen den Europameister aus Italien startete. Die Italiener hatten zuvor überraschend und zum zweiten Mal in Folge die WM-Teilnahme verpasst. Die anderen Gruppengegner waren die Engländer und die Ungarn, auf welche die Deutschen zuvor schon bei der Europameisterschaftsendrunde getroffen waren. Den einzigen Sieg in der Nations-League-Gruppe gab es im Rückspiel gegen die „Squadra Azzurra“, wobei das 5:2 im Borussia-Park zu Mönchengladbach der erste Pflichtspielsieg gegen die Italiener in der regulären Spielzeit bedeutete.
Bei der WM in Katar traf Deutschland in der Gruppenphase auf Japan, Spanien und Costa Rica. Im Auftaktspiel gegen die Japaner führte Deutschland durch ein Elfmetertor von Ilkay Gündoğan mit 1:0, verlor allerdings durch zwei Tore der japanischen Deutschland-Legionäre Ritsu Dōan und Takuma Asano mit 1:2. Vor dem Anpfiff der Partie sorgte die deutsche Nationalmannschaft für Aufsehen, der zufolge die Spieler den Mund zuhielten. Im zweiten Spiel gegen die Iberer lag Deutschland nach über einer Stunde mit 0:1 durch einen Treffer von Alvaro Morata zurück, konnte aber seinerseits durch den eingewechselten Mittelstürmer Niclas Füllkrug, der sowohl in Ermangelung an deutschen Spielern auf seiner Position als auch aufgrund seiner Treffsicherheit in der Bundesliga bei Aufsteiger Werder Bremen nominiert wurde, einen Punkt retten. Somit musste Deutschland entweder im letzten Spiel gegen die Mittelamerikaner aus Costa Rica, die vorher gegen die Spanier mit 0:8 verloren, aber gegen Japan siegreich waren, gewinnen und auf einen spanischen Sieg gegen die Japaner hoffen. Durch ein Tor von Serge Gnabry gingen die Deutschen früh in Führung, kassierten aber nach der Pause den 1:1-Ausgleich. Da Deutschland in der zweiten Halbzeit mit 1:2 zurücklag und Japan gegen die Spanier zeitgleich mit 2:1 führte, waren Deutschland und die Spanier rechnerisch beide ausgeschieden. Durch die Treffer von Kai Havertz (2×) und Füllkrug konnte die DFB-Auswahl das Spiel drehen, jedoch schied sie aufgrund der schlechteren Tordifferenz gegenüber Spanien dennoch erneut nach den Gruppenspielen aus. In der Folge trat Oliver Bierhoff als Geschäftsführer Nationalmannschaften und Akademie zurück und verließ den Deutschen Fußball-Bund nach 18 Jahren, Hansi Flick blieb allerdings Bundestrainer. Nachfolger von Bierhoff wurde Rudi Völler, der zum 1. Februar 2023 Direktor der Nationalmannschaft wurde.
Mit einem 2:0-Sieg in einem Testspiel in der Mainzer Arena gegen Peru begann die deutsche Nationalmannschaft das Länderspieljahr 2023, doch ein Unentschieden im Benefizspiel im Bremer Weserstadion gegen die Ukraine – dieses wurde anlässlich des seit 2022 stattfindenden Ukrainekrieges ausgetragen – sowie drei Niederlagen gegen Belgien – die erste Niederlage gegen die „Roten Teufel“ seit 1954 –, Polen und Kolumbien in der Folgezeit waren gleichbedeutend mit den Forderungen nach der Entlassung von Bundestrainer Flick.
Die Krise der deutschen (A-)Nationalmannschaft könnte auch aus Problemen im Nachwuchsbereich resultiert haben: So hatte zwar die U17-Nationalmannschaft den EM-Titel geholt, doch die U21 schied beispielsweise bei der EM-Endrunde als Titelverteidiger nach der Gruppenphase aus und hatte dabei im entscheidenden Spiel gegen England, das mit einer „B-Elf“ antrat, mit 0:2 verloren. GMX schrieb etwa, dass Florian Wirtz und Jamal Musiala, die leistungstechnisch den Nachwuchsnationalmannschaften entwachsen waren, die einzigen Spieler „auf internationalem Top-Niveau“ wären; Musiala spielte bis zur U21 hauptsächlich für englische Nachwuchsnationalmannschaften und wurde auf der Insel, wo er viele Jahre lebte, beim FC Southampton und – nach einer kurzen Rückkehr mit der Familie nach Deutschland – beim FC Chelsea ausgebildet. Der englische Fußball dürfte, so GMX, „doppelt so viele Spieler dieser Qualität haben“ und der französische Fußball besitze „pro Jahrgangsstufe sechs oder sieben Spieler, die sich im Bereich der internationalen Spitzenklasse bewegen oder dort bald ankommen werden“. Von einer flächendeckenden Talentförderung sei der deutsche Fußball daher „meilenweit entfernt“, auch wenn dieser „in der absoluten Spitze […] punktuell noch mithalten“ könne. GMX zog das Fazit: Der Deutsche Fußball-Bund beging in den Jahren zwischen 2010 und 2016 den „entscheidenden Fehler“, als man auf die „überragenden Sympathiewerte“ der A-Nationalmannschaft setzte, anstatt ein neues Konzept zu kreieren oder zumindest das bestehende anzupassen. Im Vorfeld des Gruppenspiels der deutschen U21 bei der EM gegen die englische Mannschaft wurde daher die Wettbewerbsreform für die A- und B-Jugend-Bundesliga verabschiedet, der zufolge mehr Wert auf den Ausbildungscharakter gelegt werden soll.
Im September 2023 verlor Deutschland ein Testspiel gegen Japan in der Wolfsburger Volkswagen-Arena mit 1:4, woraufhin Hansi Flick einen Tag später als Bundestrainer entlassen wurde. Zuvor hatte der DFB in seiner Geschichte noch keinen Cheftrainer der A-Nationalmannschaft entlassen. Interimsmäßig betreute Rudi Völler in der Folge die DFB-Auswahl in einem weiteren Testspiel, das gegen Vize-Weltmeister Frankreich bestritten und mit 2:1 gewonnen wurde. Flicks Nachfolger wurde schließlich Julian Nagelsmann, der wie schon Flick zuvor den FC Bayern als Übungsleiter betreut hatte.

### Neubeginn (seit 2023)
Seinen Einstand als neuer Nationaltrainer gab Nagelsmann im Oktober 2023 während einer USA-Reise. Gleich im ersten Spiel gegen den Gastgeber gelang ein 3:1-Sieg, es folgte ein 2:2 gegen Mexiko. Im November 2023 markierten zwei Niederlagen gegen die Türkei im Berliner Olympiastadion und gegen Österreich das Ende eines schlechten Kalenderjahres 2023 mit nur drei Siegen.
Das Jahr 2024 hingegen begann deutlich positiver. In der Vorbereitungsphase zur anstehenden Europameisterschaft ging kein Spiel verloren. Unter anderem gewann man gegen Frankreich und die Niederlande. Bei der Zusammensetzung des Turnierkaders setzte Nagelsmann im Tor auf Manuel Neuer als „Nummer 1“, eine Entscheidung, die er bereits vor der Austragung der ersten Länderspiele des Jahres öffentlich kommuniziert hatte. Nagelsmann hielt auch an Neuer fest, als sich dieser sowohl im Verein wie auch im Nationaltrikot für seine Verhältnisse unübliche Fehler leistete. In der Verteidigung entschied sich der Bundestrainer für erfahrene Kräfte wie Antonio Rüdiger oder Joshua Kimmich sowie Waldemar Anton, der erst im März seine Debütpartie für die A-Nationalmannschaft absolviert hatte. Wie schon Flick bei der WM 2022 in Katar verzichtete auch dessen Nachfolger für die EM 2024 auf Mats Hummels, der erneut eine starke Saison gespielt hatte und mit seinem Verein Borussia Dortmund bis ins Endspiel der Champions League gelangte. Während İlkay Gündoğans Status als Mannschaftskapitän bestätigt wurde, erklärte der nach der vorherigen EM zurückgetretene Toni Kroos seine Rückkehr in die Nationalmannschaft für das bevorstehende Turnier. Für den Sturm berücksichtigte Nagelsmann unter anderem den 21-jährigen Maximilian Beier, nominierte darüber hinaus mit Deniz Undav einen weiteren Spieler ohne Erfahrung bei einem großen Turnier und setzte auch auf einen der letzten verbliebenen Weltmeister von 2014, Thomas Müller, als Führungsspieler.
Bei der Endrunde gewann Deutschland das erste Spiel der Gruppenphase mit 5:1 gegen Schottland und das zweite Spiel mit 2:0 gegen Ungarn. Bereits sicher für das Achtelfinale qualifiziert, reichte im letzten Gruppenspiel ein 1:1 gegen die Schweizer, welche den Deutschen daraufhin in die Finalrunde folgten. Das darauf folgende Achtelfinale gewann Deutschland mit 2:0 gegen Dänemark. Die Partie, die in Folge starken Regenfalls für 20 Minuten unterbrochen wurde, war geprägt von mehreren entscheidenden Szenen, in welchen der VAR eingreifen musste. Im ersten Viertelfinalspiel seit acht Jahren erspielte sich Deutschland gegen Spanien ein 1:1 nach der regulären Spielzeit, wobei Florian Wirtz in der 89. Minute der Ausgleich gelang, nachdem die Spanier eine gute halbe Stunde lang nur noch ihre Führung verteidigt hatten. In der zweiten Hälfte der Verlängerung entschied der englische Schiedsrichter Anthony Taylor in einer umstrittenen Szene nicht auf strafbares Handspiel seitens des Spaniers Marc Cucurella, kurz vor Spielende sorgte dann in der 119. Minute ein Kopfballtor von Mikel Merino für das Aus der deutschen Mannschaft gegen den späteren Turniersieger.
Im Anschluss an das Turnier äußerten sich sowohl deutsche Spieler wie auch Medien durchaus positiv über das Abschneiden der Mannschaft. Joshua Kimmich sagte etwa: „Wir haben den Titel zwar nicht gewonnen, aber doch ein bisschen etwas bewegt. Ich glaube, dass jeder voller Stolz die deutsche Fahne rausholen konnte.“, wohingegen die Süddeutsche resümierte: „Die deutsche Nationalmannschaft scheitert bei der EM dramatisch im Viertelfinale – doch es bleibt ein Gefühl von Stolz und Zuversicht. Die Mannschaft hat etwas bewirkt im Land, sie steht nun aber vor großen Veränderungen.“ Einen Tag nach Turnierende gab Thomas Müller bekannt, künftig nicht mehr für die Nationalmannschaft aufzulaufen, mit dem Turnierende war hingegen Toni Kroos’ gesamte Laufbahn als Profi vorbei. Zu diesem Zeitpunkt belegte Müller mit 131 Spielen Rang 3 der Rekordspielerliste Deutschlands. Im August 2024 folgten auf Müller und Kroos auch Spielführer İlkay Gündoğan sowie Rekordtorhüter Manuel Neuer. Im Zuge dieser personellen Veränderungen bestimmte Bundestrainer Nagelsmann einerseits den 29-jährigen Joshua Kimmich zum Nachfolger Gündoğans als Mannschaftskapitän und andererseits Marc-André ter Stegen zur neuen „Nummer 1“ im Tor.
In der UEFA Nations League traf Deutschland in einer Gruppe in der Liga A auf Ungarn, die Niederlande und auf Bosnien-Herzegowina. Die deutsche Nationalelf verlor kein Spiel und qualifizierte sich bereits mit einem 1:0-Sieg gegen die Niederländer im vierten Spiel – Debütant Jamie Leweling erzielte in der 63. Minute das Tor des Abends – vorzeitig für das neueingeführte Viertelfinale, mit einem 7:0-Kantersieg im darauffolgenden Spiel gegen Bosnien-Herzegowina machte man den Gruppensieg perfekt. Im Viertelfinale traf Deutschland auf Italien und konnte sich mit einem 2:1-Auswärtssieg im Hinspiel und einem 3:3-Remis im Rückspiel erstmals seit Bestehen des Turniers für das Halbfinale der Nations League, bei dem Deutschland nun Gastgeber ist, qualifizieren. In der Münchner Allianz Arena traf man am 4. Juni 2025 auf Portugal, unterlag jedoch mit 1:2, womit der Traum vom Finale zerplatzte.

## Aktuelles

### Länderspiele
Aufgelistet sind die Spiele der letzten zwölf Monate mit den Ergebnissen aus deutscher Sicht sowie geplante Länderspiele.
| Datum         | Spielort         | Gegner                  | Ergebnis  | Art des Spiels                               | Torschützen                                                                                |
| ------------- | ---------------- | ----------------------- | --------- | -------------------------------------------- | ------------------------------------------------------------------------------------------ |
| 7. Sep. 2024  | Düsseldorf       | Ungarn                  | 5:0 (1:0) | UEFA Nations League 2024/25                  | Füllkrug (27.), Musiala (58.), Wirtz (66.), Pavlović (77.), Havertz (81./FE)               |
| 10. Sep. 2024 | Amsterdam (NLD)  | Niederlande             | 2:2 (2:1) | UEFA Nations League 2024/25                  | Reijnders (2.), Undav (38.), Kimmich (45.+3'), Dumfries (50.)                              |
| 11. Okt. 2024 | Zenica (BIH)     | Bosnien und Herzegowina | 2:1 (2:0) | UEFA Nations League 2024/25                  | Undav (30., 36.), Džeko (70.)                                                              |
| 14. Okt. 2024 | München          | Niederlande             | 1:0 (0:0) | UEFA Nations League 2024/25                  | Leweling (64.)                                                                             |
| 16. Nov. 2024 | Freiburg         | Bosnien und Herzegowina | 7:0 (3:0) | UEFA Nations League 2024/25                  | Musiala (2.), Kleindienst (23., 79.), Havertz (37.), Wirtz (50., 57.), Sané (66.)          |
| 19. Nov. 2024 | Budapest (HUN)   | Ungarn                  | 1:1 (0:0) | UEFA Nations League 2024/25                  | Nmecha (76.), Szoboszlai (90.+9'/HE)                                                       |
| 20. März 2025 | Mailand (ITA)    | Italien                 | 2:1 (0:1) | UEFA Nations League 2024/25-Viertelfinale    | Tonali (9.), Kleindienst (49.), Goretzka (76.)                                             |
| 23. März 2025 | Dortmund         | Italien                 | 3:3 (3:0) | UEFA Nations League 2024/25-Viertelfinale    | Kimmich (30./FE), Musiala (36.), Kleindienst (45.), Kean (49., 69.), Raspadori (90.+5'/HE) |
| 4. Juni 2025  | München          | Portugal                | 1:2 (0:0) | UEFA Nations League 2024/25-Halbfinale       | Wirtz (48.), Conceição (63.), Ronaldo (68.)                                                |
| 8. Juni 2025  | Stuttgart        | Frankreich              | 0:2 (0:1) | UEFA Nations League 2024/25-Spiel um Platz 3 | Mbappé (45.), Olise (84.)                                                                  |
| 4. Sep. 2025  | Bratislava (SVK) | Slowakei                | –:– (–:–) | WM-2026-Qualifikation                        |                                                                                            |
| 7. Sep. 2025  | Köln             | Nordirland              | –:– (–:–) | WM-2026-Qualifikation                        |                                                                                            |
| 10. Okt. 2025 | Sinsheim         | Luxemburg               | –:– (–:–) | WM-2026-Qualifikation                        |                                                                                            |
| 13. Okt. 2025 | Belfast (NIR)    | Nordirland              | –:– (–:–) | WM-2026-Qualifikation                        |                                                                                            |
| 14. Nov. 2025 | Luxemburg (LUX)  | Luxemburg               | –:– (–:–) | WM-2026-Qualifikation                        |                                                                                            |
| 17. Nov. 2025 | Leipzig          | Slowakei                | –:– (–:–) | WM-2026-Qualifikation                        |                                                                                            |

Farblegende:

### Kader
Die Tabelle nennt die Spieler, die von Nationaltrainer Julian Nagelsmann in den Kader für die UEFA-Nations-League-Finalspiele, u. a. gegen Portugal am 4. Juni, berufen wurden. Verletzungsbedingt wurde Jonathan Burkardt für Angelo Stiller nachnominiert. Jedoch musste auch Burkardt seine Teilnahme aufgrund einer Verletzung abbrechen. Ebenfalls verletzungsbedingt wurde Yann Aurel Bisseck durch Thilo Kehrer ersetzt. Auch Nadiem Amiri fiel aufgrund einer Verletzung für die genannten Finalspiele aus.
Stand der Leistungsdaten: 8. Juni 2025, nach dem Spiel gegen Frankreich
| Position   | Nr. | Name                   | Verein              | Geburts- datum | Einsätze | Tore | Debüt         | Letzter Einsatz |
| ---------- | --- | ---------------------- | ------------------- | -------------- | -------- | ---- | ------------- | --------------- |
| Tor        | 01  | Marc-André ter Stegen  | FC Barcelona        | 30. Apr. 1992  | 44       | 0    | 26. Mai 2012  | 8. Juni 2025    |
| Tor        | 12  | Oliver Baumann         | TSG 1899 Hoffenheim | 2. Juni 1990   | 04       | 0    | 14. Okt. 2024 | 23. März 2025   |
| Tor        | 24  | Alexander Nübel        | VfB Stuttgart       | 30. Nov. 1996  | 02       | 0    | 11. Okt. 2024 | 19. Nov. 2024   |
| Abwehr     | 23  | Robert Andrich         | Bayer 04 Leverkusen | 22. Sep. 1994  | 18       | 0    | 21. Nov. 2023 | 23. März 2025   |
| Abwehr     | 02  | Waldemar Anton         | Borussia Dortmund   | 20. Juli 1996  | 08       | 0    | 23. März 2024 | 4. Juni 2025    |
| Abwehr     | 15  | Thilo Kehrer           | AS Monaco           | 21. Sep. 1996  | 28       | 0    | 9. Sep. 2018  | 8. Juni 2025    |
| Abwehr     | 06  | Joshua Kimmich         | FC Bayern München   | 8. Feb. 1995   | 101      | 08   | 29. Mai 2016  | 8. Juni 2025    |
| Abwehr     | 03  | Robin Koch             | Eintracht Frankfurt | 17. Juli 1996  | 14       | 0    | 12. Okt. 2018 | 8. Juni 2025    |
| Abwehr     | 18  | Maximilian Mittelstädt | VfB Stuttgart       | 18. März 1997  | 14       | 01   | 23. März 2024 | 8. Juni 2025    |
| Abwehr     | 22  | David Raum             | RB Leipzig          | 22. Apr. 1998  | 28       | 0    | 5. Sep. 2021  | 8. Juni 2025    |
| Abwehr     | 04  | Jonathan Tah           | Bayer 04 Leverkusen | 11. Feb. 1996  | 37       | 0    | 26. März 2016 | 8. Juni 2025    |
| Mittelfeld | 14  | Karim Adeyemi          | Borussia Dortmund   | 18. Jan. 2002  | 08       | 01   | 5. Sep. 2021  | 8. Juni 2025    |
| Mittelfeld | 26  | Tom Bischof            | TSG 1899 Hoffenheim | 28. Juni 2005  | 01       | 0    | 8. Juni 2025  | 8. Juni 2025    |
| Mittelfeld | 20  | Serge Gnabry           | FC Bayern München   | 14. Juli 1995  | 51       | 22   | 11. Nov. 2016 | 8. Juni 2025    |
| Mittelfeld | 08  | Leon Goretzka          | FC Bayern München   | 6. Feb. 1995   | 61       | 15   | 13. Mai 2014  | 8. Juni 2025    |
| Mittelfeld | 21  | Robin Gosens           | AC Florenz          | 5. Juli 1994   | 24       | 02   | 3. Sep. 2020  | 4. Juni 2025    |
| Mittelfeld | 05  | Pascal Groß            | Borussia Dortmund   | 15. Juni 1991  | 15       | 01   | 9. Sep. 2023  | 8. Juni 2025    |
| Mittelfeld | 07  | Felix Nmecha           | Borussia Dortmund   | 10. Aug. 2000  | 04       | 01   | 28. März 2023 | 4. Juni 2025    |
| Mittelfeld | 25  | Aleksandar Pavlović    | FC Bayern München   | 3. Mai 2004    | 05       | 01   | 3. Juni 2024  | 4. Juni 2025    |
| Mittelfeld | 19  | Leroy Sané             | FC Bayern München   | 11. Jan. 1996  | 70       | 14   | 13. Nov. 2015 | 4. Juni 2025    |
| Mittelfeld | 17  | Florian Wirtz          | Bayer 04 Leverkusen | 3. Mai 2003    | 31       | 07   | 2. Sep. 2021  | 8. Juni 2025    |
| Angriff    | 09  | Niclas Füllkrug        | West Ham United     | 9. Feb. 1993   | 24       | 14   | 16. Nov. 2022 | 8. Juni 2025    |
| Angriff    | 13  | Deniz Undav            | VfB Stuttgart       | 19. Juli 1996  | 06       | 03   | 23. März 2024 | 8. Juni 2025    |
| Angriff    | 11  | Nick Woltemade         | VfB Stuttgart       | 14. Feb. 2002  | 02       | 0    | 4. Juni 2025  | 8. Juni 2025    |

### Erweiterter Kader
Die folgenden Spieler gehören nicht zum aktuellen Kader, haben aber innerhalb der letzten 24 Monate Länderspiele für die deutsche Nationalmannschaft bestritten oder wurden in jenem Zeitraum erstmals in den Kader berufen. Nicht in der Liste stehen Spieler, auf die genannte Kriterien zutreffen, die aber ihre Nationalmannschaftskarriere beendet haben.
| Position            | Name                 | Verein                   | Geburts- datum | Einsätze | Tore | Debüt         | Letzter Einsatz |
| ------------------- | -------------------- | ------------------------ | -------------- | -------- | ---- | ------------- | --------------- |
| Tor                 | Janis Blaswich       | FC Red Bull Salzburg     | 2. Mai 1991    | 0        | 0    |               |                 |
| Tor                 | Stefan Ortega Moreno | Manchester City          | 6. Nov. 1992   | 0        | 0    |               |                 |
| Tor                 | Bernd Leno           | FC Fulham                | 4. Apr. 1992   | 09       | 0    | 29. Mai 2016  | 2. Sep. 2021    |
| Tor                 | Kevin Trapp          | Eintracht Frankfurt      | 8. Juli 1990   | 09       | 0    | 6. Juni 2017  | 21. Nov. 2023   |
| Abwehr              | Niklas Beste         | SC Freiburg              | 4. Jan. 1999   | 0        | 0    |               |                 |
| Abwehr              | Yann Aurel Bisseck   | Inter Mailand            | 29. Nov. 2000  | 01       | 0    | 23. März 2025 | 23. März 2025   |
| Abwehr              | Benjamin Henrichs    | RB Leipzig               | 23. Feb. 1997  | 19       | 0    | 11. Nov. 2016 | 19. Nov. 2024   |
| Abwehr              | Mats Hummels         | AS Rom                   | 16. Dez. 1988  | 78       | 05   | 13. Mai 2010  | 21. Nov. 2023   |
| Abwehr              | Antonio Rüdiger      | Real Madrid              | 3. März 1993   | 79       | 03   | 13. Mai 2014  | 23. März 2025   |
| Abwehr              | Nico Schlotterbeck   | Borussia Dortmund        | 1. Dez. 1999   | 20       | 0    | 26. März 2022 | 23. März 2025   |
| Abwehr              | Niklas Süle          | Borussia Dortmund        | 3. Sep. 1995   | 49       | 01   | 31. Aug. 2016 | 17. Okt. 2023   |
| Abwehr              | Malick Thiaw         | AC Mailand               | 8. Aug. 2001   | 03       | 0    | 16. Juni 2023 | 17. Okt. 2023   |
| Mittelfeld/ Angriff | Nadiem Amiri         | 1. FSV Mainz 05          | 27. Okt. 1996  | 07       | 0    | 9. Okt. 2019  | 23. März 2025   |
| Mittelfeld/ Angriff | Jonathan Burkardt    | Eintracht Frankfurt      | 11. Juli 2000  | 03       | 0    | 11. Okt. 2024 | 20. März 2025   |
| Mittelfeld/ Angriff | Kevin Behrens        | VfL Wolfsburg            | 3. Feb. 1991   | 01       | 0    | 17. Okt. 2023 | 17. Okt. 2023   |
| Mittelfeld/ Angriff | Maximilian Beier     | Borussia Dortmund        | 17. Okt. 2002  | 04       | 0    | 3. Juni 2024  | 10. Sep. 2024   |
| Mittelfeld/ Angriff | Julian Brandt        | Borussia Dortmund        | 2. Mai 1996    | 48       | 03   | 29. Mai 2016  | 19. Nov. 2024   |
| Mittelfeld/ Angriff | Emre Can             | Borussia Dortmund        | 12. Jan. 1994  | 48       | 02   | 4. Sep. 2015  | 10. Sep. 2024   |
| Mittelfeld/ Angriff | Marvin Ducksch       | Werder Bremen            | 7. März 1994   | 02       | 0    | 18. Nov. 2023 | 21. Nov. 2023   |
| Mittelfeld/ Angriff | Chris Führich        | VfB Stuttgart            | 9. Jan. 1998   | 08       | 0    | 14. Okt. 2023 | 19. Nov. 2024   |
| Mittelfeld/ Angriff | Brajan Gruda         | Brighton & Hove Albion   | 31. Mai 2004   | 0        | 0    |               |                 |
| Mittelfeld/ Angriff | Kai Havertz          | FC Arsenal               | 11. Juni 1999  | 55       | 20   | 9. Sep. 2018  | 19. Nov. 2024   |
| Mittelfeld/ Angriff | Jonas Hofmann        | Bayer 04 Leverkusen      | 14. Juli 1992  | 23       | 04   | 7. Okt. 2020  | 17. Okt. 2023   |
| Mittelfeld/ Angriff | Jamal Musiala        | FC Bayern München        | 8. Feb. 2003   | 40       | 08   | 25. März 2021 | 23. März 2025   |
| Mittelfeld/ Angriff | Tim Kleindienst      | Borussia Mönchengladbach | 31. Aug. 1995  | 06       | 04   | 11. Okt. 2024 | 23. März 2025   |
| Mittelfeld/ Angriff | Jamie Leweling       | VfB Stuttgart            | 25. Feb. 2001  | 02       | 01   | 14. Okt. 2024 | 20. März 2025   |
| Mittelfeld/ Angriff | Grischa Prömel       | TSG 1899 Hoffenheim      | 9. Jan. 1995   | 0        | 0    |               |                 |
| Mittelfeld/ Angriff | Rocco Reitz          | Borussia Mönchengladbach | 29. Mai 2002   | 0        | 0    |               |                 |
| Mittelfeld/ Angriff | Kevin Schade         | FC Brentford             | 27. Nov. 2001  | 04       | 0    | 25. März 2023 | 14. Okt. 2024   |
| Mittelfeld/ Angriff | Angelo Stiller       | VfB Stuttgart            | 4. Apr. 2001   | 04       | 0    | 7. Sep. 2024  | 23. März 2025   |

## Reichs- und Bundestrainer sowie Teamchefs
Die deutsche Nationalmannschaft ist die einzige Nationalmannschaft, bei der vier Nationaltrainer (Herberger, Schön, Vogts und Löw) in mehr als 100 Länderspielen auf der Bank saßen, und hat mit nur zwölf Nationaltrainern wesentlich weniger Trainer als andere relativ lang bestehende Nationalmannschaften aufzuweisen.

### Anfänge ohne Trainer (1900–1926)
In den ersten Jahren hatte die Nationalelf noch keinen Trainer. Die Aufstellung der Mannschaften war das Ergebnis des Proporzdenkens der Landesverbände. Zu den Länderspielen wurde weniger nach Leistung, sondern gemäß einem Quotensystem eingeladen. Dabei standen den einzelnen Landesverbänden bestimmte Positionen zu. Die Aufstellung legte der Spielausschuss fest und der Mannschaftskapitän bestimmte am Spielort die Taktik. Allerdings gab es zu dieser Zeit auch kaum ausgebildete Trainer. Von ihren ersten 58 Länderspielen konnte die Nationalelf lediglich 16 gewinnen, 12 endeten remis und 30 gingen verloren, darunter mit 0:9 die höchste Niederlage. Allerdings gelang in dieser Zeit auch der höchste Sieg.
Nachdem Felix Linnemann 1925 DFB-Präsident geworden war, sorgte er dafür, dass mit Otto Nerz der erste Trainer angestellt wurde.

### Otto Nerz (1926–1936)
Otto Nerz, ein Volksschullehrer und Arzt aus Mannheim, der als konsequent und zielstrebig galt, war der erste DFB-Trainer. Er war zunächst ab 1926 nebenamtlich für das Training der vom Spielausschuss ausgewählten Spieler tätig, arbeitete als Reichstrainer in dieser Funktion voll verantwortlich von 1928 bis 1936 und war bei den Olympischen Spielen 1928 und der Fußball-Weltmeisterschaft 1934 in Italien für die deutsche Nationalmannschaft verantwortlich. Bei dieser WM belegte er mit einer bemerkenswert jungen Mannschaft (Durchschnittsalter 23 Jahre) den dritten Platz. Nach dem frühzeitigen Scheitern der deutschen Mannschaft bei den Olympischen Spielen 1936 in Berlin löste ihn Sepp Herberger als Reichstrainer ab. Jedoch gestaltete sich der Übergang zwischen Nerz und Herberger fließend: Zwar war Nerz für das erste Länderspiel nach dem olympischen Fußballturnier, am 13. September 1936 in Polen, aufgrund dessen enttäuschenden Verlaufs beurlaubt und wurde von seinem späteren Nachfolger Herberger vertreten, jedoch war er nur zwei Wochen später, am 27. September 1936, erneut verantwortlicher Trainer bei einem Auswärtsspiel in der Tschechoslowakei. Die deutsche Nationalmannschaft bestritt am selben Tag in Deutschland mit einem gänzlich anderen Team gegen Luxemburg ein weiteres offizielles Länderspiel, bei dem die entsprechenden Spieler wiederum von Herberger betreut wurden. Insgesamt bestritt die deutsche Mannschaft im September und Oktober 1936 fünf Länderspiele, die in der Statistik des DFB bis zum Jahr 2019 als die ersten Partien unter Sepp Herberger gezählt wurden. Da die offizielle Ernennung Sepp Herbergers zum Reichstrainer erst am 2. November 1936 erfolgte, rechnet der DFB diese fünf Spiele jetzt Nerz an. Laut dieser neuen Zählung bestritt die deutsche Nationalmannschaft in der Ära Otto Nerz 75 Länderspiele, von den 44 mit einem Sieg, 11 mit einem Unentschieden und 20 mit einer Niederlage endeten.

### Sepp Herberger (1936–1942 und 1950–1964)

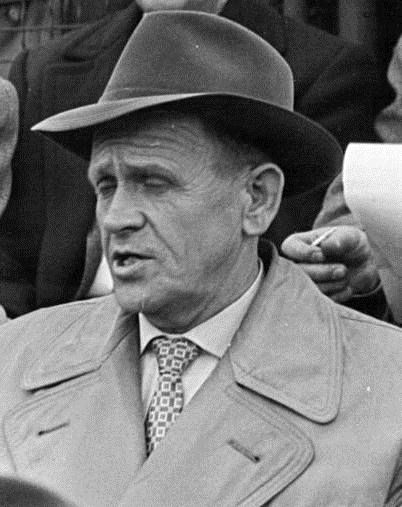
Sepp Herberger (1956)

Sepp Herberger war der zweite und letzte Reichstrainer sowie der erste Bundestrainer des DFB. Er löste Nerz nach dem Ausscheiden bei den Olympischen Spielen 1936 ab. Auch wenn er die deutsche Nationalmannschaft bereits zweimal zuvor als verantwortlicher Trainer betreut hatte, gilt in der revidierten Statistik des DFB erst das Länderspiel gegen Italien vom 15. November 1936 als die erste Partie seiner Amtszeit. Nach seinem Amtsantritt blieb die deutsche Mannschaft 16 Länderspiele am Stück unbesiegt und erreichte unter anderem die bis heute höchsten Siege gegen Dänemark (8:0) und Schweden (5:0). Bei der Fußball-Weltmeisterschaft 1938 musste er auf Anweisung der Regierung die deutsche Mannschaft um Spieler aus dem kurz zuvor ans Deutsche Reich angeschlossenen Österreich ergänzen. Die nicht eingespielte Mannschaft scheiterte bereits in der ersten Runde gegen die Schweiz, auf ein 1:1 nach Verlängerung folgte eine 2:4-Niederlage im Wiederholungsspiel. Trotzdem blieb Herberger bis 1942, als der Länderspielbetrieb kriegsbedingt eingestellt wurde, im Amt. Als Reichstrainer betreute er die Nationalmannschaft (nach neuer DFB-Zählung) 65-mal; es gab 40 Siege, 12 Unentschieden und 13 Niederlagen. Einer seiner Assistenten war bis 1943 Emil Melcher.
1950 wurde Herberger als einer von mehreren Kandidaten auch erster Bundestrainer des wiedergegründeten DFB. 1954 führte er die DFB-Auswahl unter ihrem Kapitän Fritz Walter zum Sieg bei der Fußball-Weltmeisterschaft 1954 in der Schweiz. Der überraschende 3:2-Erfolg im Endspiel gegen das hoch favorisierte Ungarn wird bis heute als das Wunder von Bern, Herberger und seine Mannschaft als Helden von Bern bezeichnet. Bei der WM 1958 in Schweden gelang mit dem vierten Platz noch einmal der Einzug ins Halbfinale; bei der WM 1962 in Chile schied Deutschland jedoch im Viertelfinale aus. Herberger war 97 Spiele lang deutscher Bundestrainer, davon endeten 52 mit Siegen, 14 unentschieden und 31 mit Niederlagen. Am 9. November 1964 wurde Herberger, der von den Nationalspielern respektvoll „Chef“ genannt wurde, von Helmut Schön abgelöst. Nach seinem Rücktritt gehörte er bei der WM 1966 als „Ehrengast“ noch zum erweiterten Betreuerstab der Nationalmannschaft. Seine Gesamtbilanz als Reichs- und Bundestrainer: 162 Länderspiele, davon 92 Siege, 26 Unentschieden, 44 Niederlagen. Da der DFB bis 2019 die letzten 5 Länderspiele unter seinem Vorgänger Otto Nerz zu Herbergers Amtszeit dazuzählte, galt er bis zum Jahr 2016 mit insgesamt 167 Partien als der Nationaltrainer mit den meisten Länderspielen für einen Verband (noch vor Morten Olsen, der auf 166 Spiele als Nationaltrainer Dänemarks kam und damit nach der revidierten Statistik jetzt vor Herberger liegt), wurde dann aber vom Uruguayer Óscar Tabárez übertroffen. Der spätere Bundestrainer Joachim Löw überbot am 13. Oktober 2018, noch vor Revision der Länderspielstatistik, mit dem 168. Länderspiel unter seiner Führung ebenfalls diese Marke.

### Helmut Schön (1964–1978)

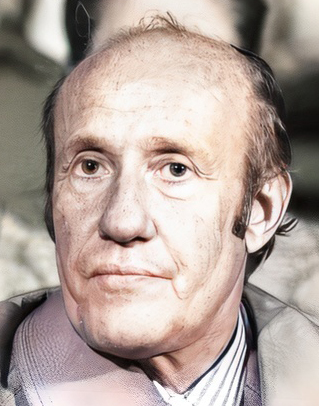
Helmut Schön

Helmut Schön ist nach Titeln der erfolgreichste Bundestrainer. Als bislang einziger führte er die Nationalelf zur Weltmeister- und zur Europameisterschaft. Bereits bei Schöns erster WM, 1966 in England, wurde die deutsche Fußballnationalmannschaft Vizeweltmeister und bei der WM in Mexiko 1970 Dritter. 1972 gewann sie die Fußball-Europameisterschaft in Belgien und 1974 wurde sie bei der WM in Deutschland zum zweiten Mal nach 1954 Fußballweltmeister. Bei der EM in Jugoslawien 1976 wurde sie Vizeeuropameister. In 139 Spielen unter Helmut Schön gelangen ihr 87 Siege bei 31 Remis und nur 21 Niederlagen.

### Jupp Derwall (1978–1984)

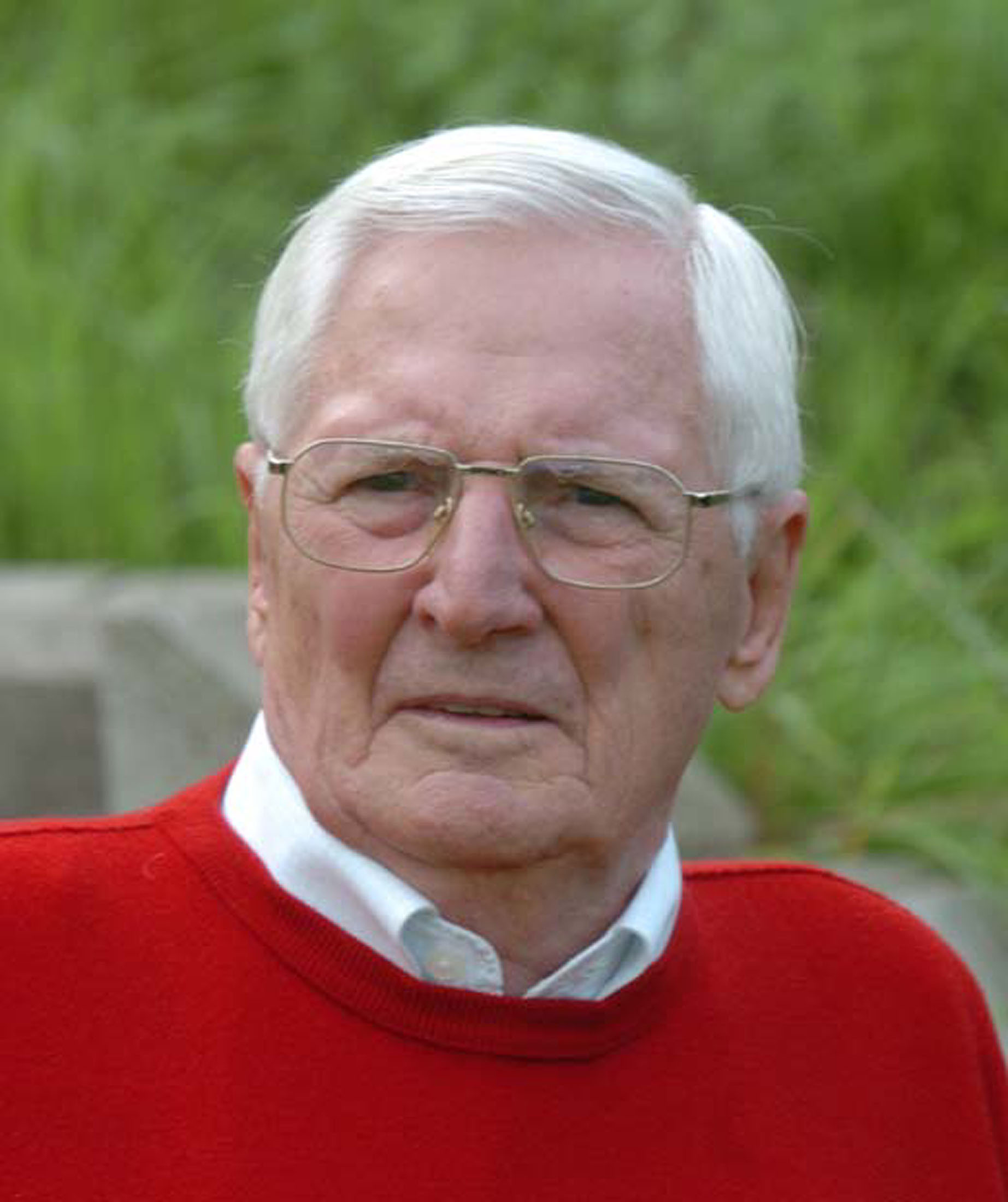
Jupp Derwall (2004)

Die größten Erfolge von Jupp Derwall als Bundestrainer waren der Gewinn der Fußball-Europameisterschaft 1980 in Italien und der zweite Platz bei der Fußball-Weltmeisterschaft 1982 in Spanien. Nach dem frühen Ausscheiden in der Vorrunde gegen Spanien bei der Fußball-Europameisterschaft 1984 trat er zurück. In 67 Spielen erzielte seine Mannschaft 44 Siege, spielte zwölfmal unentschieden und kassierte elf Niederlagen. Unter seiner Ägide gab es mit 23 Spielen die längste Serie ohne Niederlage, wobei zwölf Spiele hintereinander gewonnen werden konnten. Derwall ist der bisher einzige Bundestrainer, der bei seinem ersten Turnier gleich einen Titel gewinnen konnte.

### Franz Beckenbauer (1984–1990)

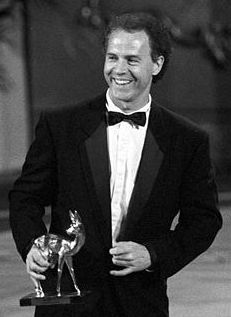
Franz Beckenbauer (1990)

Franz Beckenbauer wurde mangels Trainerlizenz kurzerhand zum Teamchef ernannt. Als eigentlicher Trainer diente zunächst sein Assistent Horst Köppel, der 1987 von Holger Osieck abgelöst wurde. Bei der Fußball-Weltmeisterschaft 1986 in Mexiko wurde die deutsche Nationalelf unter Beckenbauers Regie Vizeweltmeister (die DFB-Auswahl unterlag im Finale Argentinien mit 2:3). Bei der EM 1988 im eigenen Land erreichte die Nationalmannschaft das Halbfinale. Zwei Jahre später führte Beckenbauer bei der Fußball-Weltmeisterschaft 1990 in Italien die Nationalelf zum Weltmeistertitel. Damit schaffte er einen in Deutschland bislang einmaligen Erfolg: Er wurde als Spieler und als Teamchef jeweils Fußballweltmeister und Vizeweltmeister. Seine Bilanz als Teamchef bei 66 Spielen: 34 Siege, 20 Remis und 12 Niederlagen.

### Berti Vogts (1990–1998)

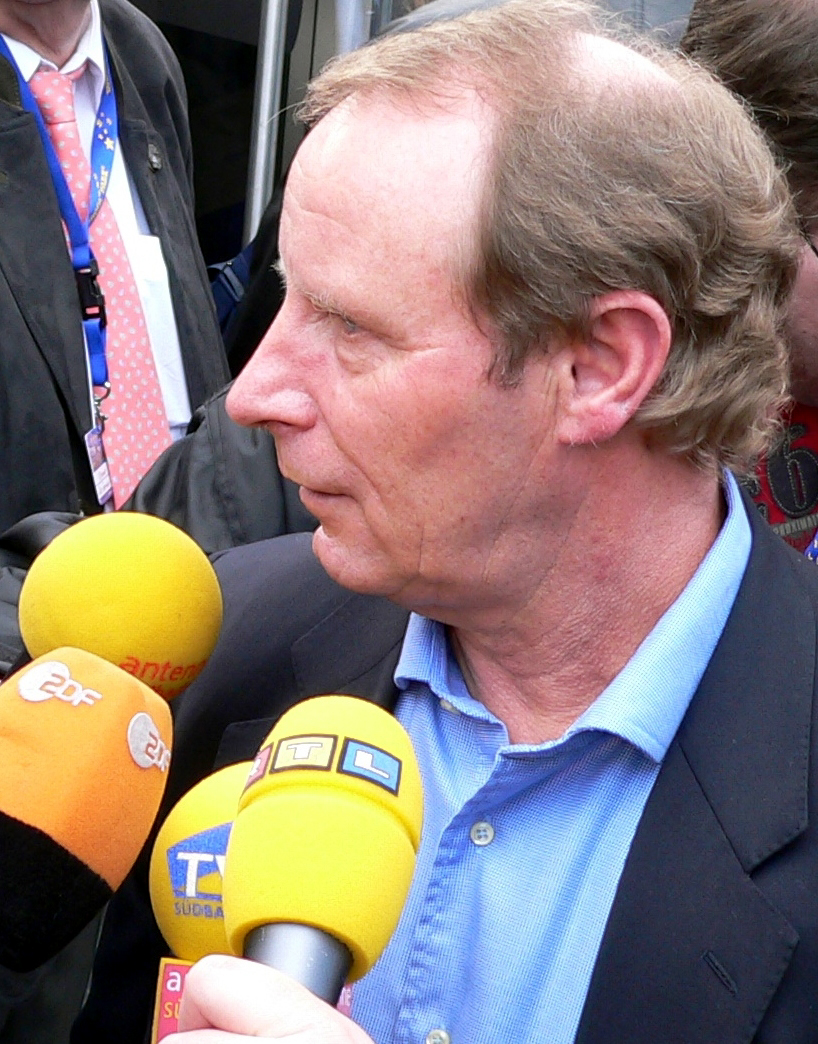
Berti Vogts (2006)

Berti Vogts, zuvor bereits seit 1979 in Diensten des DFB und dabei für die deutsche U-21-Nationalmannschaft zuständig sowie ab 1986 auch dem Trainerstab der A-Nationalmannschaft angehörig, löste Franz Beckenbauer nach der WM 1990 ab. Ihm gelang der Sieg bei der Fußball-Europameisterschaft 1996 und er wurde Vizeeuropameister 1992. In 102 Spielen siegte seine Mannschaft 66-mal, spielte 24-mal Remis und verlor nur zwölf Spiele. Unter Vogts belegte die deutsche Mannschaft im Februar 1997 – gemeinsam mit Brasilien – Platz eins in der FIFA-Weltrangliste. Nach der WM 1998, bei der die Mannschaft wie vier Jahre zuvor im Viertelfinale ausschied, blieb er zunächst noch im Amt, ehe er nach mäßigen Auftritten der Nationalmannschaft bei einem Lehrgang auf der Insel Malta Anfang September 1998 dennoch zurücktrat.
Berti Vogts ist der erste Bundestrainer, der nach der deutschen noch andere Nationalmannschaften (Kuwait, Schottland, Nigeria und zuletzt Aserbaidschan) betreute. Er konnte aber mit keiner davon an einer WM- oder Kontinentalmeisterschafts-Endrunde teilnehmen.

### Erich Ribbeck (1998–2000)

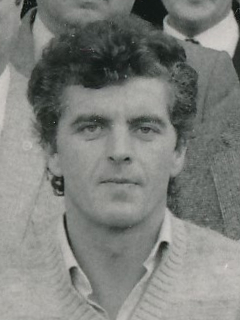
Erich Ribbeck (1980)

Erich Ribbeck, der 1984 schon als ernsthafter Kandidat für die Nachfolge von Jupp Derwall gehandelt worden war, sich mittlerweile aber schon im Ruhestand befand, folgte auf Berti Vogts. Aber bereits nach dem Vorrunden-Aus bei der Fußball-Europameisterschaft 2000, dem schlechtesten Abschneiden einer deutschen Nationalmannschaft bei einem großen Turnier seit 1984, wurde er durch Rudi Völler ersetzt. Während Ribbecks Amtszeit, in der ihm zunächst Uli Stielike und seit Mai 2000 Horst Hrubesch assistierte, wurden 24 Spiele bestritten, die geringste Anzahl aller bisherigen Bundestrainer. Dabei verbuchte die deutsche Auswahl zehn Siege, sechs Remis und acht Niederlagen, womit Ribbeck der erste Reichs- oder Bundestrainer ist, der weniger als die Hälfte der Länderspiele unter seiner Führung gewinnen konnte. Zudem nahm er als einziger Bundestrainer überhaupt an keiner Weltmeisterschaft teil.

### Rudi Völler (2000–2004; 2023 interim)

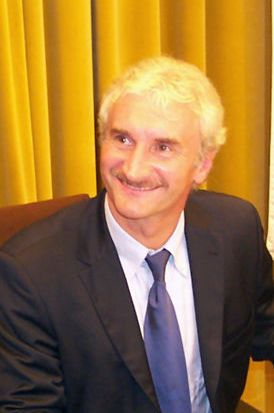
Rudi Völler (2002)

Rudi Völler wurde 2000 Teamchef. Als eigentlicher Bundestrainer assistierte ihm Michael Skibbe. Ursprünglich war Völler als Übergangslösung vorgesehen; er sollte nur für ein Jahr die Nationalelf trainieren, weil der designierte neue Bundestrainer Christoph Daum noch für eine Saison vertraglich an Bayer 04 Leverkusen gebunden war, was wiederum Völlers Entscheidung als Sportdirektor von Bayer gewesen war. Nachdem Daum jedoch wegen seines Drogenkonsums als nicht mehr tragbar erschienen war, blieb Völler Teamchef. Unter seiner Leitung wurde die Nationalmannschaft bei der WM 2002 in Südkorea und Japan überraschend Vizeweltmeister. Nach dem Ausscheiden der deutschen Elf bei der EM 2004 bereits in der Vorrunde erklärte Völler am 24. Juni 2004 seinen Rücktritt. In 53 Spielen gelangen ihm 29 Siege bei elf Remis und 13 Niederlagen. In Erinnerung geblieben sind seine Wutrede am 6. September 2003 nach dem EM-Qualifikationsspiel auf Island sowie die häufig wiederkehrenden Fangesänge „Es gibt nur ein’ Rudi Völler“ (zur Melodie von Guantanamera) nach der WM 2002.
Nach der Freistellung von Flick als Bundestrainer im September 2023 übernahm Völler – der seit Februar 2023 Direktor der Nationalmannschaft war – als Teamchef das Amt interimsweise für das zwei Tage später stattfindende Testspiel gegen Frankreich, erklärte jedoch, darüber hinaus nicht weiter zur Verfügung zu stehen. Beim 2:1-Sieg über den Vizeweltmeister von 2022 assistierten ihm der U20-Nationaltrainer Hannes Wolf und dessen Co-Trainer Sandro Wagner.

### Jürgen Klinsmann (2004–2006)

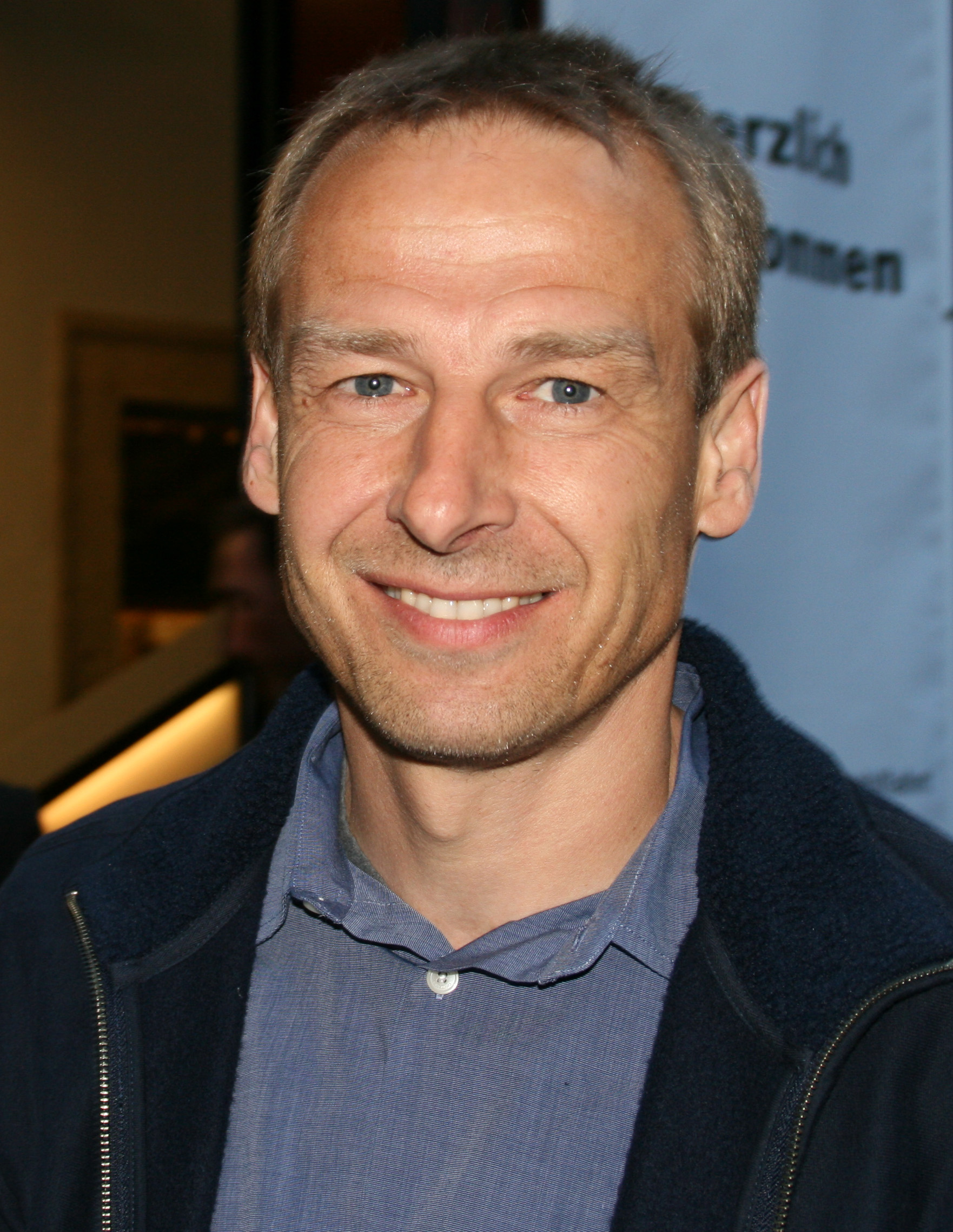
Jürgen Klinsmann (2008)

Jürgen Klinsmann wurde 2004 Trainer der DFB-Auswahl. Zu seinem Trainerstab gehörten Co-Trainer Joachim Löw, Torwarttrainer Andreas Köpke und Teammanager Oliver Bierhoff. Klinsmanns Bilanz: In 34 Spielen gab es 20 Siege, acht Remis und sechs Niederlagen. In die Kritik (sogar aus Teilen der Politik) geriet er im Vorfeld der WM 2006 wegen seiner Strategie, verstärkt jüngere Spieler mit wenig Spielpraxis in eine offensive DFB-Auswahl mit aufzunehmen – insbesondere nach der 1:4-Niederlage gegen Italien am 1. März 2006. Des Weiteren führte er Fitness-Tests in der Mannschaft ein, infolge derer namhafte Spieler aus dem Kader entlassen wurden. Der damalige Torwart Oliver Kahn musste im August 2004 den Posten des Mannschaftskapitäns an Michael Ballack abgeben. Außerdem wurde bei der Fußball-Weltmeisterschaft 2006 Kahn im Tor durch Jens Lehmann ersetzt. Bei der Weltmeisterschaft kam Klinsmanns Mannschaft mit einer erfrischenden Spielweise und vier Siegen sowie einem Sieg nach Elfmeterschießen dann bis ins Halbfinale, in dem sie Italien mit 0:2 nach Verlängerung unterlag. Im Spiel um den dritten Platz besiegte sie Portugal mit 3:1. Trotz des unerwarteten Erfolgs verlängerte Klinsmann seinen auslaufenden Vertrag nicht, er erklärte kurz nach Turnierende seinen Rücktritt. Er war der erste Bundestrainer, dessen Mannschaft sich für kein Turnier qualifizieren musste, da Deutschland für den Confed Cup 2005 und die WM 2006 jeweils als Veranstalter qualifiziert war. Aufgrund der kurzen Amtszeit ist er der erste Bundestrainer nach Sepp Herberger, der mit seiner Mannschaft an keiner EM teilnahm. Von 2011 bis 2016 war er Trainer der Fußballnationalmannschaft der Vereinigten Staaten, mit der er 2013 den CONCACAF Gold Cup gewann und bei der WM 2014 in der Vorrunde auf Deutschland traf.

### Joachim Löw (2006–2021)

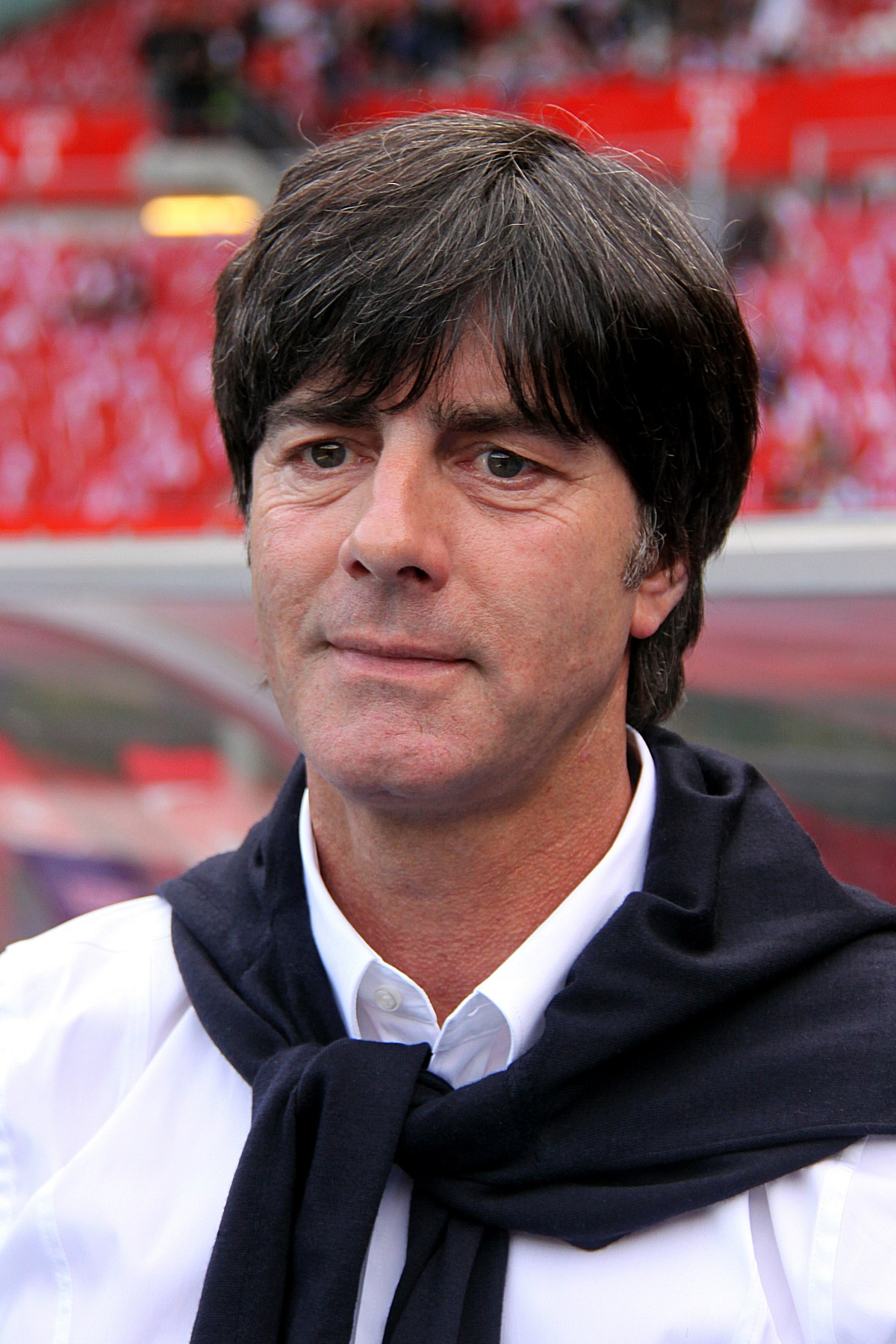
Joachim Löw (2011)

Joachim Löw war ab dem 1. August 2006 als Nachfolger von Jürgen Klinsmann tätig und ist der Bundestrainer mit der zweitlängsten Amtszeit. Er führte die Mannschaft zunächst zur Fußball-Europameisterschaft 2008 in Österreich und der Schweiz, bei der sie das Endspiel erreichte. Sein Vertrag galt erst nur bis zum Ende des Turniers, wurde aber nach der Qualifikation zur EM 2008 bis zur WM 2010 verlängert. Sein Assistent war bis zum Gewinn der Weltmeisterschaft 2014 der ehemalige Bundesligaprofi Hansi Flick. Löw startete als erster Bundestrainer mit fünf Siegen. Seine Mannschaft qualifizierte sich so früh wie keine andere zuvor für die EM 2008, musste aber nach erfolgreicher Qualifikation die erste Pflichtspielniederlage hinnehmen. Bei der EM 2008 gelang es Löw und seiner Mannschaft, erstmals seit dem Titelgewinn von 1996, wieder ein Europameisterschaftsspiel zu gewinnen und das Finale zu erreichen, das man gegen Spanien mit 0:1 verlor. Er qualifizierte sich mit der Nationalmannschaft für die Fußball-Weltmeisterschaft 2010 in Südafrika, wo er nach Siegen gegen Australien und Ghana und einer Niederlage gegen Serbien mit der Mannschaft das Achtelfinale erreichte, in dem England mit 4:1 geschlagen wurde. Im Viertelfinale erzielte die DFB-Elf ein 4:0 gegen Argentinien und erreichte das Halbfinale, das wie das EM-Finale mit 0:1 gegen Spanien verloren wurde. Im abschließenden Spiel um den dritten Platz wurde Uruguay mit 3:2 geschlagen und das Turnierergebnis von 2006 wiederholt. Der damalige Bundespräsident Wulff kündigte am Tag danach an, Löw das Bundesverdienstkreuz zu verleihen.
Für die Europameisterschaft 2012 in Polen und der Ukraine qualifizierte sich die Mannschaft erstmals und als einzige mit zehn Siegen in zehn Spielen. Die drei Vorrundenspiele im Turnier wurden in einer Todesgruppe mit den Niederlanden, Dänemark und Portugal ebenfalls gewonnen. Nach einem Viertelfinalsieg gegen Griechenland, mit dem ein neuer Weltrekord von 15 Pflichtspielsiegen in Folge aufgestellt worden war, schied die Mannschaft im Halbfinale gegen Italien durch ein 1:2 aus, wonach Löw aufgrund der taktischen Aufstellung kritisiert wurde. Nach der erfolgreichen Qualifikation für die WM 2014, mit der Löw bei der Anzahl der erfolgreichen EM- und WM-Qualifikationen mit Helmut Schön gleichzog, wurde Löws Vertrag bis 2016 verlängert. Bei der WM 2014 in Brasilien sicherte sich die Nationalelf unter Löw zunächst den Gruppensieg und zog nach einem 7:1-Sieg im Halbfinale gegen Gastgeber Brasilien ins Finale ein. Am 13. Juli 2014 besiegte sie die argentinische Nationalmannschaft mit 1:0 n. V. und wurde zum vierten Mal Weltmeister. Nach dem WM-Sieg stand Deutschland erstmals seit über 17 Jahren wieder auf dem ersten Platz der FIFA-Weltrangliste.
Im Oktober 2014 wurde Thomas Schneider Löws neuer Co-Trainer. Auf Vorschlag Hansi Flicks wurde Marcus Sorg im März 2016 zweiter Co-Trainer der Nationalmannschaft für die bevorstehende Europameisterschaft in Frankreich. Dort gefiel Sorgs Arbeit Löw so gut, dass er auch nach dem Turnier im Trainerteam verblieb. Bei der Europameisterschaft 2016 zog Deutschland als Gruppensieger in die K.-o.-Runde ein und traf nach einem deutlichen Sieg gegen die Slowakei auf Italien, gegen das die DFB-Elf bei einem Turnier noch nie gewinnen konnte. In diesem Viertelfinalspiel vom 2. Juli 2016 gelang zwar erneut kein Sieg in der regulären Spielzeit oder der Verlängerung, jedoch konnte sich die Mannschaft in einem von zahlreichen Fehlschüssen geprägten Elfmeterschießen durchsetzen und somit zum ersten Mal in ihrer Geschichte Italien direkt aus einem großen Turnier werfen (indirekt war dies bereits bei der EM 1996 gelungen, als ein 0:0 im letzten Gruppenspiel der Vorrunde Deutschland für den Gruppensieg reichte und für das Ausscheiden der Italiener sorgte). Sie unterlag jedoch im Halbfinale am 7. Juli 2016 gegen Frankreich mit 0:2 und schied aus dem Turnier aus. Im 141. Spiel unter seiner Leitung gelang am 11. Oktober 2016 der 94. Sieg, womit der Rekord von Sepp Herberger eingestellt wurde. Im 142. Spiel seiner Amtszeit am 11. November gelang dann der 95. Sieg, womit er alleiniger Rekordhalter wurde.
Am 25. Juni 2017 gewann die Mannschaft im 150. Länderspiel seiner Amtszeit zum 100. Mal unter seiner Leitung und zog mit dem Sieg ins Halbfinale des Konföderationen-Pokals 2017 ein, womit sie zum sechsten Mal unter seiner Ägide ein Turnierhalbfinale erreichte – so oft wie unter keinem seiner Vorgänger. Mit dem Sieg im Finale gegen Chile zog er in der Zahl der gewonnenen Endspiele mit Helmut Schön gleich. In der Qualifikation für die Weltmeisterschaft 2018 gelangen der deutschen Mannschaft erstmals überhaupt zehn Siege in zehn Spielen in einer WM-Qualifikation. Mit zwei Unentschieden zum Jahresabschluss 2017 gegen England und Frankreich blieb die deutsche Nationalmannschaft zum ersten Mal in der Amtszeit von Joachim Löw und zum ersten Mal überhaupt seit dem Jahr 1997 in einem Kalenderjahr ohne Niederlage. Nach dem Ausscheiden in der Vorrunde der WM 2018 wechselte der bisherige Co-Trainer Thomas Schneider in die Scoutingabteilung des DFB. Damit war Marcus Sorg alleiniger Co-Trainer. Am 9. September 2018 stellte Löw den Rekord von Sepp Herberger mit 167 Länderspielen ein und wurde am 13. Oktober 2018 mit 168 Länderspielen alleiniger Rekordhalter.
In 198 Länderspielen unter Joachim Löw erreichte die deutsche Mannschaft 124 Siege – mehr Siege als Nationaltrainer konnten nur Carlos Queiroz (127 in 229 Spielen) und Milan Máčala (126 in 245 Spielen) erreichen, aber beide mit mehreren Nationalmannschaften. 40 Spiele endeten unentschieden, 34 Partien gingen verloren. Dazu gehörten zwei Niederlagen und ein Sieg gegen die von seinem Vorgänger trainierten US-Amerikaner und vier Siege gegen die von Berti Vogts betreuten Aserbaidschaner. Unter Löw bestritt die DFB-Auswahl die meisten WM- und EM-Qualifikationsspiele: 73, von denen 61 gewonnen und nur 5 verloren wurden. Allerdings musste sich die Mannschaft unter Löw auch nach dem 2014er-Titelgewinn wieder für die nächste Weltmeisterschaft qualifizieren, was Herberger (für 1958), Schön (für 1978, zudem 1974 als Gastgeber automatisch qualifiziert) und Vogts (für 1994) nicht mussten.
Anfang März 2021 verkündete Löw seinen freiwilligen Rücktritt als Bundestrainer nach der Europameisterschaft 2021. Nachdem Deutschland bei der EM21 nach einer Niederlage gegen Frankreich, einem Sieg gegen Portugal und Remis gegen Ungarn für das Achtelfinale qualifiziert hatte, verlor die Mannschaft dieses gegen England mit 0:2. Dieses Spiel war somit das 198. und letzte in der Ära unter Bundestrainer Joachim Löw.

### Hansi Flick (2021–2023)

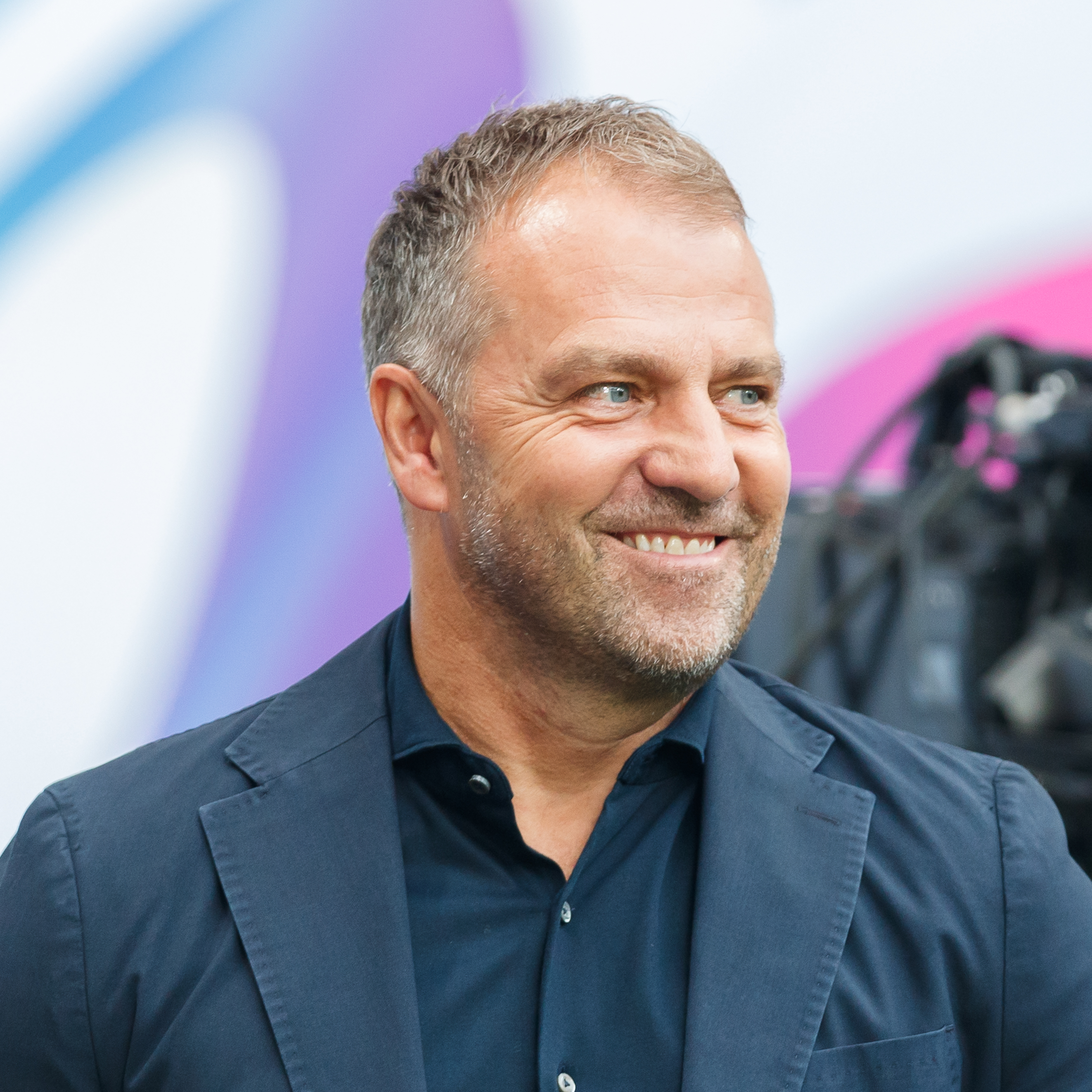
Hansi Flick (2022)

Am 1. August 2021 wurde Hansi Flick, der mit dem FC Bayern München in den eineinhalb Jahren zuvor zwei deutsche Meisterschaften, den DFB-Pokal, den DFL-Supercup, die Champions League, den UEFA Super Cup und die Klub-Weltmeisterschaft gewonnen hatte, neuer Bundestrainer. Er unterschrieb einen Vertrag, der die Weltmeisterschaft 2022 in Katar und die Heim-Europameisterschaft 2024 umfasste. Als weiterer Co-Trainer neben Marcus Sorg folgte ihm Danny Röhl vom FC Bayern zum DFB. Mit Löw verließ auch der Torwarttrainer Andreas Köpke nach 17 Jahren den DFB. Sein Nachfolger wurde Andreas Kronenberg, der in der Saison 2021/22 parallel noch beim SC Freiburg tätig war. Als erster Bundestrainer überhaupt verpflichtete Flick mit dem Dänen Mads Buttgereit einen Trainer für Standardsituationen. Die Qualifikation zur Weltmeisterschaft 2022 gelang mit neun Siegen und einer Niederlage, wobei Flick bei den ersten drei Qualifikationsspielen (in denen auch die Niederlage erfolgte) noch nicht Bundestrainer war. Flick gelang mit acht Siegen in seinen ersten acht Spielen der beste Start aller Bundestrainer. In der UEFA Nations League 2022/23 bestritt das DFB-Team unter Flick sechs Spiele gegen England, Italien und Ungarn, die für Deutschland mit einem Sieg, einer Niederlage und vier Unentschieden endeten. Der 5:2-Sieg gegen Italien war der erste Sieg eines DFB-Teams gegen die „Squadra Azzurra“ in regulärer Spielzeit. Bei der Weltmeisterschaft 2022 schied Deutschland nach einer Niederlage gegen Japan, einem Unentschieden gegen Spanien und einem Sieg gegen Costa-Rica in der Vorrunde aus. Als das DFB-Team unter Flick in den darauf folgenden sechs Spielen vier Niederlagen und ein Unentschieden kassierte, entband der DFB, nach der dritten Niederlage in Folge, nach einem Heimspiel gegen Japan, das mit 1:4 endete, Hansi Flick sowie die Co-Trainer Sorg und Röhl am 10. September 2023 von ihren Aufgaben. Flick wurde mit der Freistellung der erste Bundestrainer, der vom DFB entlassen wurde. Mit einer durchschnittlichen Punktequote von 1,72 hatte Flick nach Erich Ribbeck (1,50 Punkte pro Spiel) den zweitschlechtesten Wert eines Bundestrainers in der Geschichte des DFB. Gleichzeitig war er bis August 2023, als Roberto Mancini saudi-arabischer Nationaltrainer wurde, mit circa 6,5 Millionen Euro Jahresgehalt der bestbezahlte Fußballnationaltrainer weltweit. Als erster Deutscher Nationaltrainer stellte er in allen Spielen (unter Flick waren es 25, von denen 12 gewonnen und sechs verloren wurden) immer eine andere Startelf auf.

### Julian Nagelsmann (seit 2023)

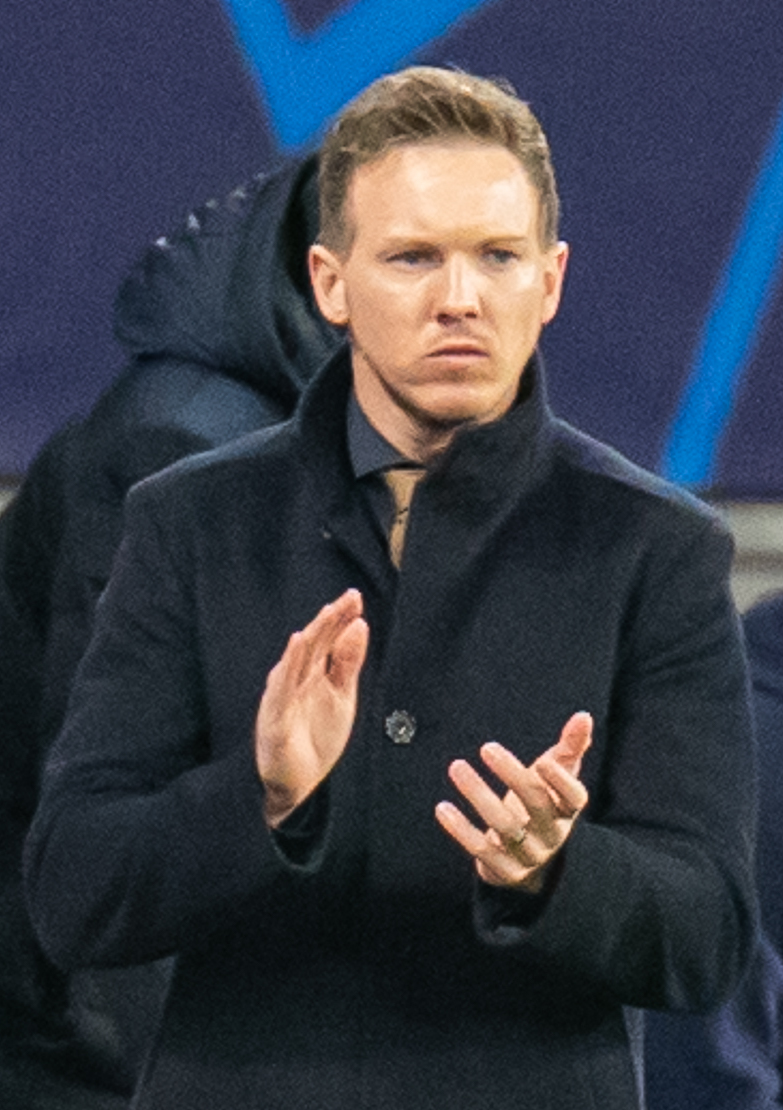
Julian Nagelsmann (2020)

Am 22. September 2023 wurde Julian Nagelsmann als neuer Bundestrainer vorgestellt. Er unterschrieb einen bis nach der Europameisterschaft 2024 in Deutschland laufenden Vertrag. Seine Co-Trainer sind Benjamin Hübner (seit 2025) und Benjamin Glück (seit 2023). Zudem assistierte ihm von 2023 bis 2025 Sandro Wagner. Mit 36 Jahren ist Nagelsmann hinter Otto Nerz (34 Jahre) der zweitjüngste Cheftrainer der deutschen Nationalmannschaft. Als erster Bundestrainer war er vor seiner Trainerkarriere nicht selbst als Spieler im Profi- beziehungsweise Erstligabereich aktiv gewesen. Im April 2024 verlängerte Nagelsmann seinen Vertrag bis zur Fußball-Weltmeisterschaft 2026 und im Januar 2025 bis zur EM 2028.

## Spielführer bzw. Kapitäne

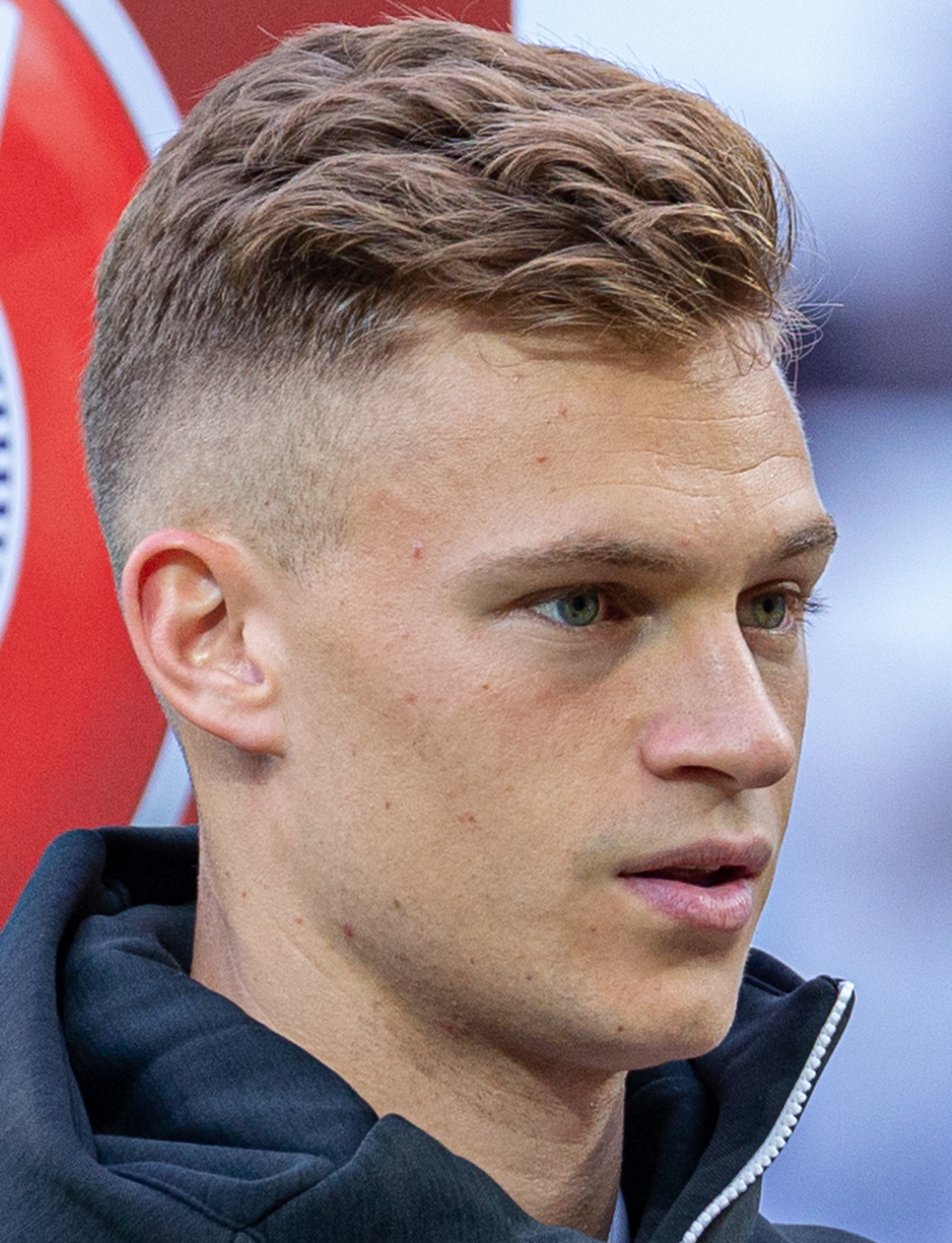
Joshua Kimmich, aktueller Kapitän

In den ersten Jahren ohne Trainer hatte der Spielführer die Aufgabe, die Taktik vorzugeben, in der die vom Spielausschuss aufgestellte Mannschaft spielen sollte. Erster Spielführer war Arthur Hiller, der es auf vier Länderspiele brachte, davon zwei als Kapitän. Der erste Spieler, der es 1924 auf zehn Einsätze als Kapitän brachte, war Adolf Jäger, damit endete aber seine Karriere in der Nationalmannschaft. Als mit Otto Nerz ein Reichstrainer angestellt wurde, wurde der Kapitän zum verlängerten Arm des Trainers. Unter Nerz überbot Ludwig Leinberger 1933 mit seinem letzten Spiel Jägers Rekord. Zwei Jahre später überbot ihn Fritz Szepan und baute ihn bis 1939 auf 30 Spiele aus. Beim letzten Spiel der reichsdeutschen Auswahl verbesserte Paul Janes dann den Rekord auf 31 Spiele. Dieser hielt 28 Jahre, ehe er am 9. Mai 1970 von Uwe Seeler überboten wurde. Im selben Jahr steigerte Seeler bis zu seinem Abschiedsspiel den Rekord auf 40 Spiele. Ab 19. November 1975 hielt Franz Beckenbauer die Bestmarke, die er bis zu seinem letzten Einsatz auf 50 Spiele, davon 47 ohne Unterbrechung, ausbaute. Er ist der einzige Kapitän, der mit der Mannschaft zwei Titel gewann und Kapitän in drei Endspielen war. Bernard Dietz führte die deutsche Mannschaft als Kapitän zum nächsten Titel, zum Gewinn der Europameisterschaft 1980. Karl-Heinz Rummenigge wurde mit dem WM-Finale 1986 gegen Argentinien in seinem letzten Spiel neuer Rekordhalter – und das sieben Jahre lang, bis ihn Lothar Matthäus überbot und bis zum 14. November 1999 die derzeitige Rekordmarke von 75 (72 davon von Beginn an) aufstellte. Matthäus trug ab 1995 nur noch dann die Kapitänsbinde, wenn Kapitän Jürgen Klinsmann bzw. ab 1998 sein Nachfolger Oliver Bierhoff nicht spielten oder ausgewechselt wurden. Nachfolger von Bierhoff wurde Oliver Kahn, der die Mannschaft zur WM 2002 und zur EM 2004 führte. Klinsmann ernannte dann bei seinem Amtsantritt 2004 Michael Ballack zum neuen Kapitän. Während der Qualifikation für die EM 2008 kam er wegen einer langwierigen Verletzung längere Zeit nicht zum Einsatz – er wurde zumeist von Bernd Schneider vertreten. Bei der WM 2010 führte Philipp Lahm die deutsche Mannschaft an, da Ballack verletzt ausfiel. In die EM-Qualifikation ging die Nationalmannschaft wieder mit Ballack als Spielführer sowie Lahm und Schweinsteiger als Ersatzkapitäne. Ballack kam aber zu keinem weiteren Einsatz. Er hatte am Ende mit 55 Einsätzen die meisten Einsätze als Spielführer nach Matthäus. Am 16. Juni 2011 gab Trainer Löw seine Entscheidung bekannt, dass er die Zukunft der Nationalmannschaft ohne Ballack plane. Bis zu seinem Abschied aus der Nationalmannschaft mit dem gewonnenen WM-Finale 2014 kam Lahm auf insgesamt 53 Einsätze als Kapitän und liegt damit auf Platz 4 der Rangliste. Bastian Schweinsteiger, sein Nachfolger als Kapitän, der bereits 2016 aus der Nationalmannschaft zurücktrat, kam auf 18 Einsätze, von denen die meisten aber vor seiner Berufung zum Stammkapitän liegen. Neuer Kapitän wurde Manuel Neuer, der Schweinsteiger schon häufig vertreten hatte. Beim Confed Cup 2017 war Julian Draxler Kapitän, als der Bundestrainer neben Neuer auf die meisten Stammspieler verzichtete. Draxler war erstmals gegen Polen am 13. Mai 2014 Mannschaftskapitän und löste mit einem Alter von 20 Jahren und 235 Tagen Christian Schmidt als zuvor jüngsten Nationalmannschaftskapitän des DFB ab. Wegen eines Beinbruchs von Manuel Neuer führte Joshua Kimmich die Nationalmannschaft in den ersten fünf Spielen des Jahres 2023 als Kapitän aufs Feld, ehe Bundestrainer Hansi Flick unter anderem aufgrund einer langen verletzungsbedingten Auszeit von Neuer entschied, İlkay Gündoğan im September 2023 zum neuen Kapitän der Nationalmannschaft zu ernennen. Neuer hatte bis zu seiner offiziellen Ablösung als Spielführer 60 Einsätze als Kapitän bestritten und liegt damit an zweiter Stelle in der Rangliste. Im August gaben Gündoğan und Manuel Neuer ihren Rücktritt aus der Nationalmannschaft bekannt. Neuer Kapitän wurde Joshua Kimmich.

## Ehrenspielführer

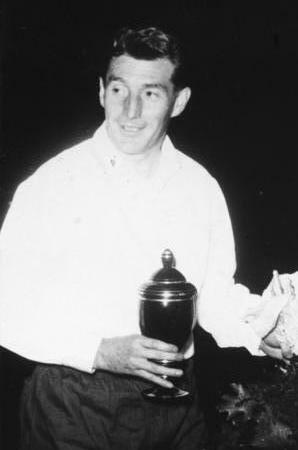
Erster Ehrenspielführer: Fritz Walter (1956)

Um besonders verdienstvolle und langjährige Spielführer zu ehren, wurde 1958 die Auszeichnung Ehrenspielführer eingeführt.
- Fritz Walter wurde nach seinem Rücktritt aus der Nationalmannschaft 1958 zum ersten Ehrenspielführer ernannt[128] (die oft abweichend zitierte Jahreszahl 1954[129] ist anscheinend auf einen später korrigierten Textfehler in der Erstauflage der zitierten Quelle zurückzuführen). Er führte die deutsche Mannschaft zwischen 1951 und 1956 dreißigmal als Kapitän aufs Feld, so auch im Endspiel 1954 gegen Ungarn. Nach seiner aktiven Zeit engagierte sich Fritz Walter unter anderem als Repräsentant der Sepp-Herberger-Stiftung für die Resozialisierung Strafgefangener. Die größte Ehre wurde Walter am 31. Oktober 1985 zuteil, als das Stadion seines Heimatvereins 1. FC Kaiserslautern in „Fritz-Walter-Stadion“ umbenannt wurde.
- Uwe Seeler bekam die Auszeichnung vom DFB, obwohl er nie einen internationalen Titel gewann. Aber durch seine Einsatzbereitschaft und seine Einstellung wurde „uns Uwe“ deutschlandweit zur Fußballlegende. Er war der erste Nachkriegsspieler, der den Vorkriegsrekord von Paul Janes mit 71 Länderspielen noch um ein Spiel überbieten konnte. Seeler war zwischen 1961 und 1970 40-mal Spielführer, u. a. bei den Weltmeisterschaften 1966 sowie 1970, und vom 9. September 1970 bis zum 24. November 1973 Rekordnationalspieler. Ihm gelang es als erstem Spieler, bei vier Weltmeisterschaften jeweils mindestens zwei Tore zu erzielen. Nach ihm schaffte dies nur noch Miroslav Klose.
- Franz Beckenbauer gilt als die „Lichtgestalt des deutschen Fußballs“ und ist der erfolgreichste deutsche Fußballer – als Spieler, Teamchef, Vereinspräsident und als Funktionär für den deutschen Fußball vor der WM 2006. Er war der erste deutsche Spieler, der es auf 100 und mehr Länderspiele brachte. Er war in 50 Spielen Kapitän der Mannschaft, u. a. bei den Europameisterschaften 1972 und 1976 sowie der WM 1974 und vom 24. November 1973 bis zum 17. November 1993 Rekordnationalspieler.
- Lothar Matthäus erhielt die Auszeichnung am 27. April 2001. Er ist seit dem 17. November 1993 Rekordnationalspieler, er trug 150-mal das Trikot der Nationalmannschaft. Er trug in 75 Spielen die Kapitänsbinde, u. a. bei der EM 1988 und der WM 1990, bei der er die Mannschaft zum Titel führte, sowie der WM 1994. Matthäus wurde 1990 und 1991 zum „FIFA-Weltfußballer des Jahres“ gewählt, 1990 erhielt er die Auszeichnung „Europas Fußballer des Jahres“.
- Jürgen Klinsmann erhielt 18 Jahre nach seinem 108. und letzten Länderspiel am 3. November 2016 die Auszeichnung.[130] Wie Matthäus wurde er 1990 Weltmeister und war 1996 Kapitän beim bisher letzten EM-Titel der Nationalmannschaft sowie der WM 1998. Als einziger Fußballspieler kommt er sowohl als Spieler als auch als Trainer auf über 100 A-Länderspiele, davon 98 als Nationaltrainer der USA.
- Philipp Lahm wurde am 8. Dezember 2017 zum sechsten Ehrenspielführer ernannt.[131] Er war Kapitän bei den Weltmeisterschaften 2010 und 2014 sowie der Europameisterschaft 2012, wurde mit Deutschland 2014 Weltmeister und beendete anschließend seine Nationalmannschaftskarriere. In 113 Länderspielen trug er 53-mal die Kapitänsbinde.

## Hall of Fame
Am 22. November 2018 wurde von deutschen Sportjournalisten „Die Erste Elf“ in die Hall of Fame gewählt, wobei nur Spieler gewählt werden konnten, die seit mindestens fünf Jahren nicht mehr aktiv waren.
| Position | Name                | Geburts- datum | Einsätze | Tore | Debüt         | Letzter Einsatz | Erfolge 1 |
| --- | ------------------- | -------------- | -------- | ---- | ------------- | --------------- | --- |
| Tor | Sepp Maier          | 28. Feb. 1944  | 095      | 0    | 4. Mai 1966   | 26. Mai 1979    | Weltmeister 1974, Europameister 1972, Vizeweltmeister 1966, WM-Dritter 1970, Vizeeuropameister 1976                                                                         |
| Abwehr | Franz Beckenbauer † | 11. Sep. 1945  | 103 2    | 14   | 26. Sep. 1965 | 23. Feb. 1977   | Weltmeister 1974 , Europameister 1972 , Vizeweltmeister 1966, WM-Dritter 1970, Vizeeuropameister 1976                                                                       |
| Abwehr | Andreas Brehme †    | 9. Nov. 1960   | 86       | 08   | 15. Feb. 1984 | 10. Juli 1994   | Weltmeister 1990 (Siegtorschütze), Vizeweltmeister 1986, Vizeeuropameister 1992                                                                                             |
| Abwehr | Paul Breitner       | 5. Sep. 1951   | 48       | 10   | 22. Juni 1971 | 11. Juli 1982   | Weltmeister 1974 (Finaltorschütze), Europameister 1972, Vizeweltmeister 1982 (Finaltorschütze)                                                                              |
| Abwehr | Matthias Sammer     | 5. Sep. 1967   | 51 3     | 08   | 19. Dez. 1990 | 7. Juni 1997    | Europameister 1996, Vizeeuropameister 1992 |
| Mittelfeld | Lothar Matthäus     | 21. März 1961  | 150      | 23   | 14. Juni 1980 | 20. Juni 2000   | Weltmeister 1990 , Europameister 1980 4, Vizeweltmeister 1982, 1986, WM-Rekordspieler (bis 2022)                                                                            |
| Mittelfeld | Günter Netzer       | 14. Sep. 1944  | 037      | 06   | 9. Nov. 1965  | 11. Okt. 1975   | Weltmeister 1974 4, Europameister 1972 |
| Mittelfeld | Fritz Walter †      | 31. Okt. 1920  | 061      | 33   | 14. Juli 1940 | 24. Juni 1958   | Weltmeister 1954 |
| Angriff | Gerd Müller †       | 3. Nov. 1945   | 062      | 68   | 12. Okt. 1966 | 7. Juli 1974    | Weltmeister 1974 (Siegtorschütze), Europameister 1972 (Finaltorschütze), WM-Dritter 1970, WM-Torschützenkönig 1970, EM-Torschützenkönig 1972, WM-Rekordtorschütze 1974–2006 |
| Angriff | Helmut Rahn †       | 16. Aug. 1929  | 040      | 21   | 21. Nov. 1951 | 27. Apr. 1960   | Weltmeister 1954 (Siegtorschütze) |
| Angriff | Uwe Seeler †        | 5. Nov. 1936   | 072      | 43   | 16. Okt. 1954 | 9. Sep. 1970    | Vizeweltmeister 1966 , WM-Dritter 1970 |
| Trainer | Sepp Herberger †    | 28. März 1897  | 162 5    |      | 15. Nov. 1936 | 7. Juni 1964    | Weltmeister 1954 |
| Anmerkungen: 1 Bei kursiv gesetzten Turnieren kam der Spieler nicht zum Einsatz 2 Zudem 66 Spiele als Teamchef 3 Zudem 23 Spiele für die DDR 4 Ohne Finaleinsatz 5 Zudem 3 Spiele und 2 Tore als Spieler (1921 bis 1925) |                     |                |          |      |               |                 | |

## Rekordhalter und Ranglisten

### Rekordnationalspieler nach Zeit
Bisher (Stand: 8. Juni 2025) spielten 987 Spieler für die Nationalmannschaft. Mehr als ein Viertel (25,7 %) von ihnen kam (bisher) nur einmal zum Einsatz. Einige herausragende Spieler prägten die Nationalelf jedoch über einen längeren Zeitraum, 45 von ihnen waren zwischen 10 und 15 Jahren und fünf sogar mehr als 15 Jahre für die deutsche Nationalmannschaft aktiv. Der erste, dem dies gelang, war Adolf Jäger. Er stand bereits im dritten Länderspiel am 3. Juni 1908 in der Mannschaft und absolvierte sein letztes Länderspiel am 14. Dezember 1924. Obwohl er 16 Jahre und 190 Tage lang Nationalspieler war, kam er durch die Länderspielpause während und nach dem Ersten Weltkrieg auf nur 18 Einsätze.
Fritz Walter spielte vom 14. Juli 1940 bis zum 24. Juni 1958 für die deutsche Nationalmannschaft. Auch er kam, bedingt durch den Zweiten Weltkrieg, der zu einer achtjährigen Länderspielpause geführt hatte, auf eine vergleichsweise geringe Anzahl von nur 61 Länderspieleinsätzen. Im Alter von 41 Jahren wollte ihn Sepp Herberger noch für die Fußball-Weltmeisterschaft 1962 in Chile nominieren, obwohl Walter seit dem 20. Juni 1959 nicht mehr aktiv war. Dieser Rekord von 17 Jahren und 345 Tagen bestand bis zum 27. Mai 1998, ehe er von Lothar Matthäus überboten wurde. Er steigerte ihn auf 20 Jahre und 6 Tage und erreichte mit 150 Länderspielen auch die meisten Länderspieleinsätze. Matthäus stand im Januar 1995 nach einem Achillessehnenriss schon vor dem Karriereende, kam aber 1998 erneut zum Einsatz.
Ebenfalls auf mehr als 15 Jahre als Nationalspieler kam Uwe Seeler, der vom 16. Oktober 1954 bis zum 9. September 1970 15 Jahre und 328 Tage eingesetzt wurde. Bei seinem Debüt war er der drittjüngste Spieler. Nach Seeler hat kein Spieler mehr früher in der Nationalelf begonnen. Am nächsten kam ihm noch Youssoufa Moukoko, der am 16. November 2022 16 Tage älter als Seeler bei seinem Debüt war. Auch Seeler stand nach einem Achillessehnenriss 1965 vor dem Karriereende, war dann aber schon zum entscheidenden WM-Qualifikationsspiel gegen Schweden wieder einsatzbereit, erzielte das entscheidende Tor und nahm an seiner dritten WM teil. Selbst als mit Gerd Müller ein Nachfolger auf der Mittelstürmerposition vorhanden war, baute Helmut Schön noch auf Seelers Erfahrung, und so führte dieser die Nationalmannschaft 1970 als leicht zurückhängende Spitze zu seiner vierten WM. Mit seinem letzten Spiel konnte er den damaligen Rekord von Paul Janes von 71 Länderspielen noch übertreffen. 15 Jahre und einen Tag nach seinem ersten Länderspiel kam Manuel Neuer nach über einjähriger Pause am 3. Juni 2024 wieder zum Einsatz, womit er der fünfte Spieler dieser Gruppe wurde.
Zählt man die Zeit in der DDR-Nationalmannschaft hinzu, übertrifft zudem Ulf Kirsten die Zeitspanne von 15 Jahren als Nationalspieler um 43 Tage. Insgesamt bestritt er 49 Spiele für den DFV und 51 für den DFB.
→ Siehe auch: tabellarische Übersicht der Spieler, die mindestens 10 Jahre in der Nationalmannschaft spielten

### Rekordnationalspieler nach Anzahl der Einsätze
Nur 78 der bis heute (Stand: 8. Juni 2025) 987 eingesetzten Spieler bestritten jeweils mindestens 50 Länderspiele für Deutschland. Als einziger von ihnen nahm Kevin Kurányi an keiner Fußball-Weltmeisterschaft teil. Von den restlichen 77 Spielern erreichten nur die 14 Spieler Markus Babbel, Bernard Dietz, Serge Gnabry, Leon Goretzka, İlkay Gündoğan, Kai Havertz, Thomas Helmer, Joshua Kimmich, Ulf Kirsten, Antonio Rüdiger, Matthias Sammer, Leroy Sané, Timo Werner und Christian Wörns keine Platzierung in den Medaillenrängen bei einer Fußball-Weltmeisterschaft. Allerdings wurden Dietz, Sammer, Babbel und Helmer jeweils Fußball-Europameister; Kurányi und Wörns (dieser jedoch ohne Einsatz) Vizeeuropameister. Serge Gnabry, Leon Goretzka, İlkay Gündoğan, Kai Havertz, Joshua Kimmich, Ulf Kirsten, Antonio Rüdiger und Leroy Sané sind damit die einzigen deutschen Nationalspieler mit mindestens 50 Länderspielen, die mit der Nationalmannschaft (noch) keine EM- oder WM-Medaille erringen konnten. Julian Draxler, Matthias Ginter, Goretzka, Kimmich, Rüdiger und Werner konnten aber als einzige „50er“ den FIFA-Konföderationen-Pokal gewinnen. Fünf Spieler (Ernst Lehner, Paul Janes, Arne Friedrich, Thomas Hitzlsperger und Mario Gómez) erreichten bei einer Fußball-Weltmeisterschaft maximal den 3., neunzehn weitere Spieler höchstens den 2. Platz. Die restlichen 39 Spieler mit mindestens 50 Länderspielen für Deutschland wurden Fußball-Weltmeister, wobei Herbert Erhard (1954), Matthias Ginter (2014) und Andreas Köpke (1990) beim Titelgewinn nicht eingesetzt wurden, und Horst-Dieter Höttges 1974 nur einen Kurzeinsatz im verlorenen Gruppenspiel gegen die DDR hatte. Von den Spielern, die weder Welt- noch Europameister wurden, hat Michael Ballack die meisten Länderspiele bestritten (98).

#### Spieler mit mindestens 100 Länderspielen
Bisher haben 14 Spieler, von denen bis auf drei alle mindestens einmal in der Startaufstellung eines WM-Finales standen und die bis auf Kimmich Weltmeister wurden, mindestens 100 Spiele für die deutsche Nationalelf absolviert. Der erste war Franz Beckenbauer, dem dies als fünftem Spieler weltweit in einer Zeit gelungen ist, als die Anzahl der jährlich ausgetragenen Spiele deutlich geringer war als im 21. Jahrhundert. Nur in Bahrain und Mexiko (je 18), Saudi-Arabien und den Vereinigten Staaten (je 17), Ägypten (16), Estland, Irak und Südkorea (je 15) gibt es mehr Spieler mit mindestens 100 Länderspielen als in Deutschland, von denen einige auch noch aktiv sind.
| Rang | Spieler                | Anzahl der Spiele                                            | Besonderheiten |
| ---- | ---------------------- | ------------------------------------------------------------ | --- |
| 01.  | Lothar Matthäus        | 150 Spiele (87 Siege, 23 Tore, davon 8 verwandelte Elfmeter) | Spielte vom 14. Juni 1980 bis zum 20. Juni 2000 für die deutsche Nationalmannschaft, zunächst als Mittelfeldspieler und später als Libero. Matthäus war bis zur WM 2018, als der Mexikaner Rafael Márquez diesen Rekord egalisieren konnte, der einzige Feldspieler, der als aktiver Spieler an fünf Weltmeisterschaften teilgenommenen hatte. Mit 25 Einsätzen in WM-Spielen war er bis zum WM-Endspiel 2022 alleiniger Rekordhalter und wurde dann von Lionel Messi abgelöst. Er wurde 1980 Fußballeuropameister, 1982 und 1986 Vizeweltmeister und 1990 als Mannschaftskapitän Fußballweltmeister. Seine Zeit als Nationalspieler begann bei der Europameisterschaft 1980, als er im Spiel gegen die Niederlande in der 73. Minute beim Stand von 3:0 (Endstand 3:2) eingewechselt wurde, sie endete bei der Europameisterschaft 2000 mit dem Spiel gegen Portugal (Endstand 0:3). Er nahm an vier Europameisterschaften teil (deutscher Rekord; gemeinsam mit Toni Kroos, Thomas Müller, Manuel Neuer, Bastian Schweinsteiger und Lukas Podolski). Er war der erste deutsche Nationalspieler, der von vier Bundestrainern (Derwall, Beckenbauer, Vogts und Ribbeck) eingesetzt wurde, und der bislang älteste in der Nationalmannschaft eingesetzte Spieler und deren ältester Torschütze. Aufgrund längerer Verletzungspausen und der geringeren Anzahl von Qualifikationsspielen bis Ende der 1980er Jahre sowie einer längeren Phase der Nichtberücksichtigung nach einem Zerwürfnis mit Trainer Berti Vogts kam er nur auf 7,5 Spiele pro Jahr und damit den geringsten Durchschnittswert aller 100er. |
| 02.  | Miroslav Klose         | 137 Spiele (87 Siege, 71 Tore)                               | Spielte vom 24. März 2001 bis zum 13. Juli 2014 für die Nationalmannschaft. Bei der WM 2006 wurde er Torschützenkönig. Er stellte in seinem 129. Länderspiel (WM-Qualifikationsspiel gegen Österreich am 6. September 2013) mit seinem 68. Länderspieltreffer den deutschen Torrekord von Gerd Müller ein. Seit dem 6. Juni 2014 (ein Tor beim 6:1 gegen Armenien) ist er Rekordtorschütze. In seinem 136. und vorletzten Länderspiel, dem 7:1-Sieg im WM-Halbfinale gegen Brasilien, erzielte Klose mit dem zwischenzeitlichen 2:0 sein 16. WM-Tor und ist damit auch alleiniger Spitzenreiter in dieser Wertung. Darüber hinaus hält er weitere Rekorde, so stand er als einziger Spieler vier Mal (davon jedes Mal in der Startelf) in einem WM-Halbfinale und gewann bei 24 Einsätzen in WM-Spielen insgesamt 17 Partien mit Deutschland. Erwähnenswert ist auch, dass die deutsche Nationalmannschaft kein einziges Spiel verlor, in dem Miroslav Klose als Torschütze erfolgreich war. Er ist der erste nicht in Deutschland geborene Spieler, der auf 100 Länderspiele für die deutsche Nationalmannschaft kam. Im WM-Finale 2014 absolvierte er sein 137. Länderspiel – nur Lionel Messi (172) und Hugo Lloris (145) hatten 2018 im WM-Finale mehr Länderspiele. Wie Pelé bestritt er zwölf Jahre nach seinem ersten WM-Finale sein zweites. |
| 03.  | Thomas Müller          | 131 Spiele (82 Siege, 45 Tore, davon 2 verwandelte Elfmeter) | Spielte vom 3. März 2010 bis zum 5. Juli 2024 für die deutsche Nationalmannschaft und avancierte nach nur zwei Einsätzen zum Stammspieler bei der WM 2010. Dort wurde er trotz einer Gelbsperre im Halbfinale mit fünf Toren, davon vier gegen ehemalige Weltmeister, zum Torschützenkönig. Beim Titelgewinn 2014 spielte Müller in allen sieben Partien und schoss als erster ehemaliger WM-Torschützenkönig bei der darauffolgenden Weltmeisterschaft fünf Tore, davon drei im Auftaktspiel gegen Portugal und das Führungstor beim 7:1 gegen Brasilien. Somit ist er einer von fünf deutschen Nationalspielern und einer von weltweit fünfzehn Spielern überhaupt, die mindestens zehn WM-Tore erzielen konnten. Außerdem nahm er an den Europameisterschaften 2012, 2016, 2021 und 2024 sowie an den Weltmeisterschaften 2018 und 2022 teil. Deutschland verlor keine Partie, in der Müller ein Tor erzielte. |
| 04.  | Lukas Podolski         | 130 Spiele (86 Siege, 49 Tore, davon 3 verwandelte Elfmeter) | Spielte erstmals am 6. Juni 2004 für die Nationalmannschaft und wurde 2014 Weltmeister, kam jedoch als einziger deutscher 100er in keinem WM-Finale zum Einsatz. Am 12. Juni 2008 bestritt er im Alter von 23 Jahren und 8 Tagen als jüngster deutscher Nationalspieler überhaupt sein 50. Länderspiel. Er wurde am 17. Juni 2012 mit nur 27 Jahren und 13 Tagen der jüngste deutsche Nationalspieler aller Zeiten, der die prestigeträchtige Marke von 100 Länderspielen erreichte und stellte mit diesem Alter sogar einen Rekord für europäische Nationalspieler auf, der allerdings bereits am 22. März 2013 von Sergio Ramos (100. Länderspiel mit 26 Jahren und 357 Tagen) unterboten wurde. Mit 11,6 Spielen pro Jahr erreichte er den höchsten Durchschnittswert aller 100er. Außerdem gehört er mit 49 Treffern zu den erfolgreichsten Torschützen in der Geschichte der Nationalmannschaft. Nach der EM 2016 erklärte er seinen Rücktritt aus der Nationalmannschaft und absolvierte am 22. März 2017 als letzter deutscher Spieler, der noch an der Heim-WM 2006 teilgenommen hatte, sein letztes Länderspiel, vor dem er offiziell verabschiedet wurde, in dem er zum einzigen Mal in seiner Nationalmannschaftskarriere die Kapitänsbinde trug und in dem er den Siegtreffer erzielte. |
| 05.  | Manuel Neuer           | 124 Spiele (81 Siege)                                        | Spielte vom 2. Juni 2009 bis zum 5. Juli 2024 in der Nationalmannschaft. Er wurde 2014 Weltmeister. Zudem nahm er an den Weltmeisterschaften 2010, 2018 und 2022 sowie den Europameisterschaften 2012, 2016, 2021 und 2024 teil. Er ist der erste deutsche Torhüter mit 100 Länderspielen. |
| 06.  | Bastian Schweinsteiger | 121 Spiele (82 Siege, 24 Tore, davon 5 verwandelte Elfmeter) | Spielte vom 6. Juni 2004 bis zum 31. August 2016 für die Nationalmannschaft. Neben Lukas Podolski ist er der einzige deutsche Nationalspieler, der schon vor seinem 24. Geburtstag auf 50 Länderspiele für die A-Nationalmannschaft kam. Er wurde 2014 Weltmeister und löste nach dem Turnier Philipp Lahm als Kapitän der Nationalmannschaft ab. Er ist seit dem 21. Juni 2016 alleiniger deutscher Europameisterschafts-Rekordspieler. Nach der EM 2016 erklärte er nach insgesamt 18 EM-Spielen seinen Rücktritt aus der Nationalmannschaft. Am 31. August 2016 spielte er in einem Freundschaftsspiel zum letzten Mal für Deutschland, wie auch Podolski erhielt er eine offizielle Verabschiedung. |
| 07.  | Toni Kroos             | 114 Spiele (73 Siege, 17 Tore, davon 3 verwandelte Elfmeter) | Spielte vom 3. März 2010 bis zum 5. Juli 2024 für die Nationalmannschaft. Bei der WM 2010, bei der er der jüngste deutsche Spieler im Kader war, kam er lediglich als Einwechselspieler zum Einsatz. In der Folgezeit etablierte er sich zunächst in der Nationalmannschaft, bevor er bei der EM 2012 seinen Platz in der Startformation wieder verlor. Seit Herbst 2013 war er Stammspieler im DFB-Team und bestritt seither jedes seiner Länderspiele von Beginn an, darunter alle sieben Spiele beim Gewinn der Weltmeisterschaft 2014. Beim 7:1-Sieg im Halbfinale gegen Brasilien erzielte er binnen 69 Sekunden zwei Tore (kürzester zeitlicher Abstand bei einem „Doppelpack“ in der WM-Geschichte) und galt als bester Spieler auf dem Platz. Bei der EM 2016, der EM 2021 und der WM 2018 bestritt er sämtliche deutschen Spiele über die volle Distanz. Nach der EM 2021 trat er aus der Nationalmannschaft zurück, kehrte aber im März 2024 zur Heim-EM in Deutschland zurück, trat aber nach dieser, wie zuvor angekündigt, endgültig zurück. |
| 08.  | Philipp Lahm           | 113 Spiele (83 Siege, 5 Tore)                                | Spielte vom 18. Februar 2004 bis zum 13. Juli 2014 für die Nationalmannschaft und nahm in diesem Zeitraum an sämtlichen Turnieren als Stammspieler teil. Er war bislang der dritte deutsche Spieler, der bis zum 100. Länderspiel immer in der Startelf stand. Er war Kapitän bei den Weltmeisterschaften 2010 (für den verletzten Michael Ballack) und 2014 sowie der Europameisterschaft 2012. Er wurde abgesehen von seinem ersten Turnier, der EM 2004, bei der Deutschland bereits nach der Vorrunde ausschied, bei jeder Welt- oder Europameisterschaft in das All-Star-Team des entsprechenden Turniers gewählt (wobei es 2014 kein offizielles All-Star-Team, sondern nur eine Top 11 der besten Spieler gab). Nach dem Gewinn des Weltmeistertitels 2014 trat er aus der Nationalmannschaft zurück. |
| 09.  | Jürgen Klinsmann       | 108 Spiele (66 Siege, 47 Tore, davon 3 verwandelte Elfmeter) | Spielte zwischen dem 12. Dezember 1987 und dem 4. Juli 1998 für die deutsche Nationalmannschaft. Er wurde 1990 Fußballweltmeister und 1996 Europameister. Ihm gelangen bei drei Fußball-Weltmeisterschaften insgesamt 11 Tore, womit er der dritterfolgreichste deutsche WM-Torschütze aller Zeiten ist. Als bestes Länderspiel seiner Karriere gilt sein Einsatz beim 2:1-Sieg gegen die Niederlande bei der WM 1990. Bei Fußball-Europameisterschaften schoss er fünf Tore für Deutschland und war damit bis zur EM 2016, bei der Mario Gómez mit ihm gleichziehen konnte, alleiniger Rekordhalter. Neben Didier Deschamps (Frankreich) einziger Spieler, der auch als Nationaltrainer bei mehr als 100 Spielen im Einsatz war. |
| 10.  | Jürgen Kohler          | 105 Spiele (66 Siege, 2 Tore)                                | Debütierte am 24. September 1986 für die DFB-Auswahl und absolvierte sein letztes Länderspiel am 4. Juli 1998. Er wurde 1990 Weltmeister und 1996 (mit allerdings nur einem Einsatz im Auftaktspiel, in dem er sich verletzte und für den Rest des Turniers ausfiel) Europameister. Er stand bei jedem Länderspieleinsatz in der Startelf. |
| 11.  | Per Mertesacker        | 104 Spiele (72 Siege, 4 Tore)                                | Spielte vom 9. Oktober 2004 bis zum Finale der Weltmeisterschaft am 13. Juli 2014, in dem er in der 120. Minute eingewechselt wurde, für die deutsche Nationalmannschaft. Er erhielt in dieser Zeit nur eine Gelbe Karte. Er war der zweite deutsche Spieler nach Klose, der bei einer WM sein 100. Länderspiel bestritt, nämlich am 21. Juni 2014 beim 2:2-Unentschieden gegen Ghana. In der darauffolgenden Partie gegen die USA kamen zum ersten Mal in der deutschen Länderspielgeschichte fünf „100er“ zum Einsatz. |
| 12.  | Franz Beckenbauer †    | 103 Spiele (69 Siege, 14 Tore)                               | Bestritt seine Länderspiele zwischen dem 26. September 1965 und dem 23. Februar 1977. Er wurde 1972 Europameister und 1974 Weltmeister. Er wurde von nur einem Bundestrainer (Helmut Schön) eingesetzt und gehörte dabei jeweils der Startelf an. Er war der erste deutsche Fußballnationalspieler mit 100 Länderspielen und der bisher einzige Spieler, der in einem EM-Finale sein 100. Länderspiel bestritt. Er war mit 30 Jahren, 9 Monaten und 9 Tagen bis zum Jahr 2012 der jüngste deutsche Spieler, dem dies gelang, und der einzige 100er, der mit keinem anderen 100er zusammenspielte. Er kam in 91 % der zu seiner Zeit ausgetragenen Länderspiele zum Einsatz. Diese Quote erreichte kein anderer Spieler mit mehr als 80 Länderspielen. Noch während seiner Zeit als Teamchef der Nationalmannschaft gab es keinen weiteren bundesdeutschen Nationalspieler mit 100 Länderspielen. Erst drei Jahre nach seiner Amtszeit kam mit Lothar Matthäus der nächste hinzu. Während seiner Amtszeit wurden die späteren Hunderter Jürgen Klinsmann, Jürgen Kohler und Thomas Häßler Nationalspieler. |
| 13.  | Thomas Häßler          | 101 Spiele (67 Siege, 11 Tore)                               | Spielte vom 31. August 1988 bis zum 20. Juni 2000 in der Nationalmannschaft. Er wurde mit seinem 17. Länderspiel – und damit als schnellster deutscher „Hunderter“ – 1990 Weltmeister und 1996 Europameister. Zudem nahm er an den Weltmeisterschaften 1994 und 1998 sowie den Europameisterschaften 1992 und 2000 teil. |
| 13.  | Joshua Kimmich         | 101 Spiele (54 Siege, 8 Tore)                                | Spielt seit dem 26. Mai 2016 in der Nationalmannschaft. Er gewann den 2017 letztmals ausgetragenen FIFA-Konföderationen-Pokal und nahm an den Weltmeisterschaften 2018 und 2022 sowie den Europameisterschaften 2016, 2021 und 2024 teil. Als einziger Nationalspieler mit mindestens 100 Spielen holte er jedoch noch keinen WM oder EM Sieg. Verlor als einziger sein 100. Spiel in der regulären Spielzeit |

Der DFB führt in seiner Statistik auch Joachim Streich und Hans-Jürgen Dörner mit 105 Spielen auf Platz 10, Jürgen Croy mit 102 Partien auf Rang 14 sowie Ulf Kirsten mit 100 Matches auf Platz 16. Sie spielten ausschließlich – oder im Fall von Ulf Kirsten teilweise – auch für die DDR-Nationalelf beziehungsweise auch für die Olympiaauswahl der DDR.
Die FIFA erkennt jeweils vier Spiele von Dörner und Streich nicht an. Vor dem Länderspiel gegen Belgien am 11. Oktober 2011 wurden von der UEFA jedoch Lothar Matthäus, Jürgen Kohler, Thomas Häßler wie auch Joachim Streich, Hans-Jürgen Dörner und Ulf Kirsten für ihre jeweils mindestens 100 Länderspiele ausgezeichnet.

#### Chronik der Rekordnationalspieler
In den Anfangsjahren wechselten sich mehrere Spieler in der Rangliste der Spieler mit den meisten Länderspielen ab, oder mehrere hatten gleich viele Spiele bestritten. Berücksichtigt man die ersten drei Spiele nicht, bei denen es mehrere Spieler mit gleich vielen Einsätzen gab, so hatte die deutsche Nationalmannschaft in ihrer Geschichte 15 Rekordnationalspieler. Die größte Steigerung der Bestmarke gelang dem noch immer aktuellen Rekordnationalspieler Lothar Matthäus, der den Rekord um 47 Spiele verbesserte und weder mit einem seiner Vorgänger noch mit einem potentiellen Nachfolger zusammenspielte; aber von seinem Vorgänger trainiert wurde. Er ist auch am längsten Rekordnationalspieler mit mittlerweile mehr als 30 Jahren. Am häufigsten zusammen gespielt haben Lukas Podolski und Bastian Schweinsteiger (95-mal).
| Rekordhalter                                    | seit               | Anzahl der Spiele |
| ----------------------------------------------- | ------------------ | ----------------- |
| Willy Baumgärtner                               | 16. März 1909      | 4                 |
| Willy Baumgärtner und Arthur Hiller             | 4. April 1909      | 4                 |
| Willy Baumgärtner, Arthur Hiller und Eugen Kipp | 3. April 1910      | 4                 |
| Eugen Kipp                                      | 24. April 1910     | 5–9               |
| Eugen Kipp und Adolf Werner                     | 29. Oktober 1911   | 9                 |
| Eugen Kipp, Camillo Ugi und Adolf Werner        | 17. Dezember 1911  | 9                 |
| Adolf Werner                                    | 24. März 1912      | 10–11             |
| Eugen Kipp, Camillo Ugi und Adolf Werner        | 5. Mai 1912        | 11                |
| Eugen Kipp                                      | 29. Juni 1912      | 12                |
| Eugen Kipp, Camillo Ugi und Adolf Werner        | 1. Juli 1912       | 12                |
| Camillo Ugi und Adolf Werner                    | 3. Juli 1912       | 13                |
| Camillo Ugi                                     | 6. Oktober 1912    | 14–15             |
| Eugen Kipp und Camillo Ugi                      | 21. März 1913      | 15                |
| Eugen Kipp                                      | 18. Mai 1913       | 16–18             |
| Adolf Jäger und Eugen Kipp                      | 14. Dezember 1924  | 18                |
| Adolf Jäger, Eugen Kipp und Heinrich Stuhlfauth | 23. September 1928 | 18                |
| Heinrich Stuhlfauth                             | 28. April 1929     | 19–21             |
| Richard Hofmann und Heinrich Stuhlfauth         | 1. Juli 1932       | 21                |
| Richard Hofmann                                 | 25. September 1932 | 22–24             |
| Richard Hofmann, Ludwig Leinberger              | 1. Januar 1933     | 24                |
| Richard Hofmann                                 | 19. März 1933      | 25                |
| Richard Hofmann und Ernst Lehner                | 7. August 1936     | 25                |
| Ernst Lehner                                    | 17. Oktober 1936   | 26–31             |
| Ernst Lehner, Reinhold Münzenberg               | 29. Juni 1937      | 32–39             |
| Ernst Lehner                                    | 4. Juni 1938       | 40–59             |
| Paul Janes und Ernst Lehner                     | 20. April 1941     | 59–60             |
| Ernst Lehner                                    | 15. Juni 1941      | 61–62             |
| Paul Janes und Ernst Lehner                     | 16. November 1941  | 62                |
| Paul Janes                                      | 7. Dezember 1941   | 63–71             |
| Paul Janes und Uwe Seeler                       | 20. Juni 1970      | 71                |
| Uwe Seeler                                      | 9. September 1970  | 72                |
| Franz Beckenbauer und Uwe Seeler                | 14. November 1973  | 72                |
| Franz Beckenbauer                               | 24. November 1973  | 73–103            |
| Franz Beckenbauer und Lothar Matthäus           | 13. Oktober 1993   | 103               |
| Lothar Matthäus                                 | 17. November 1993  | 104–150           |

Gemeinsam gespielt haben:
- Willy Baumgärtner, Arthur Hiller, Adolf Jäger, Eugen Kipp, Camillo Ugi und Adolf Werner
- Adolf Jäger und Heinrich Stuhlfauth
- Heinrich Stuhlfauth und Richard Hofmann
- Richard Hofmann und Paul Janes
- Paul Janes und Ernst Lehner
- Franz Beckenbauer und Uwe Seeler

#### Die meisten Spiele in Folge

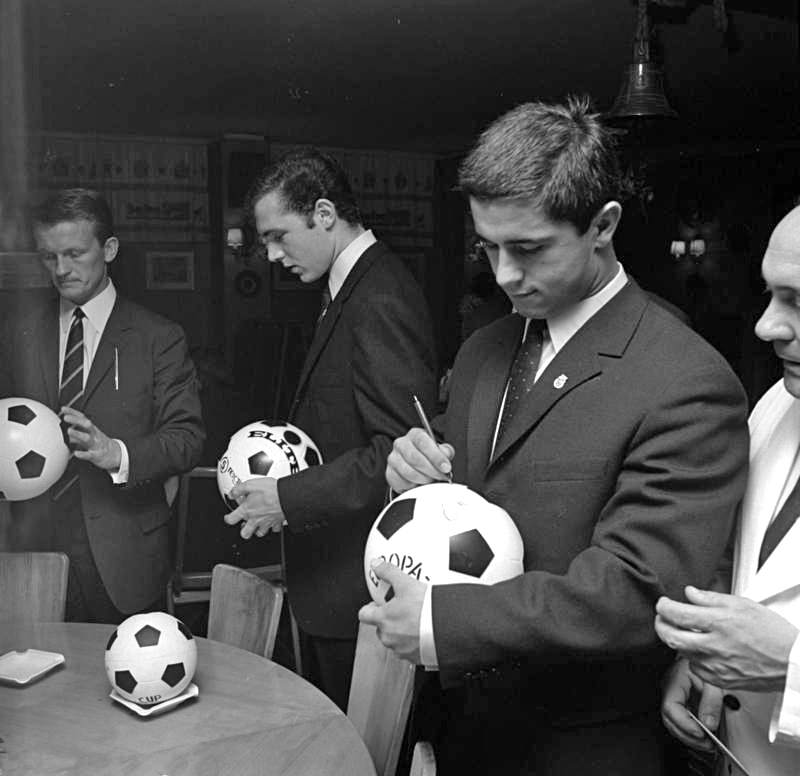
Gerd Müller 1967 beim Signieren von Fußbällen, im Hintergrund Franz Beckenbauer und Werner Olk

Da viele Spieler aufgrund von Verletzungen immer wieder ausgefallen sind oder sich aufgrund schwankender Formverläufe nicht ohne Unterbrechungen in der Nationalmannschaft fest spielen konnten, gibt es nur wenige Spieler, die über einen längeren Zeitraum ohne Unterbrechung zum Aufgebot der Nationalmannschaft gehört haben:
| Platz | Spieler           | Spiele in Serie | Zeitraum                               |
| ----- | ----------------- | --------------- | -------------------------------------- |
| 1     | Franz Beckenbauer | 60              | 9. September 1970 bis 23. Februar 1977 |
| 2     | Berti Vogts       | 48              | 27. März 1974 bis 21. Juni 1978        |
| 3     | Manfred Kaltz     | 47              | 8. März 1978 bis 14. April 1982        |
| 4     | Berti Vogts       | 39              | 6. März 1968 bis 8. September 1971     |

### Rekordtorschützen
Bisher trafen 369 Spieler mindestens einmal für die deutsche Nationalmannschaft, etwa ein Drittel davon genau einmal (Stand: 23. März 2025). Die meisten Tore erzielte Miroslav Klose (71). Rekordtorschütze vor Klose war Gerd Müller (68), der von 1974 bis 2006 mit 14 Toren auch bester WM-Torschütze war, ehe er vom Brasilianer Ronaldo mit 15 Toren im Jahr 2006 und auch von Miroslav Klose mit 16 Toren im Jahr 2014 übertroffen wurde. Deutschland ist neben den beiden südamerikanischen Weltmeisternationen Argentinien und Brasilien die einzige Weltmeisternation, deren Rekordtorschütze in seiner Karriere auf über 70 Länderspieltore kam. Auch mehrere asiatische und afrikanische Nationalmannschaften weisen Spieler mit 70 oder mehr Länderspieltoren auf, wobei jedoch die deutlich geringere Leistungsdichte dieser Kontinentalverbände und die aus diesem Grunde viel höhere Anzahl von Spielen gegen sehr schwache und nicht selten lediglich aus Amateuren zusammengesetzte Nationalmannschaften berücksichtigt werden muss. Beschränkt man den Vergleich der Rekordtorschützen zwecks besserer Vergleichbarkeit auf europäische und südamerikanische Mannschaften, so haben Cristiano Ronaldo (138 Tore in 221 Spielen), Lionel Messi (112 Tore in 192 Spielen), Romelu Lukaku (88 Tore in 123 Spielen), Robert Lewandowski (85 Tore in 158 Spielen), Ferenc Puskás (84 Tore in 89 Spielen), Neymar (79 Tore in 128 Spielen), Pelé (77 Tore in 92 Spielen), Sándor Kocsis (75 Tore in 68 Spielen) und Harry Kane (72 Tore in 106 Spielen) mehr Tore im Nationaltrikot erzielt.
Von den bis heute 64 deutschen Nationalspielern mit mindestens 10 Länderspieltoren nahmen nur vier, nämlich der spätere Bundes- und Weltmeistertrainer Helmut Schön, Otto Harder, Ernst Willimowski und Franz Binder als aktive Spieler an keinem Turnier für Deutschland teil. Willimowski spielte jedoch bei der Fußball-WM 1938 in Frankreich für die polnische Nationalmannschaft. Von den bis heute 27 deutschen Nationalspielern mit mindestens 20 Länderspieltoren nahm mit Ausnahme von Richard Hofmann, der 1933 – ein Jahr vor der ersten deutschen WM-Teilnahme – wegen Verstoßes gegen die Amateurregeln für ein Jahr gesperrt und dann nicht mehr in der Nationalmannschaft eingesetzt wurde, jeder an mindestens einer Fußball-Weltmeisterschaft teil. Dabei erreichten außer Ulf Kirsten, Timo Werner und Serge Gnabry alle wenigstens eine Platzierung in den Medaillenrängen. Die zehn erfolgreichsten Torschützen der deutschen Nationalmannschaft wurden jeweils mindestens Vizeweltmeister, wobei Lukas Podolski und Michael Ballack als einzige in keinem WM-Finale zum Einsatz kamen. Deutschland verlor kein einziges Spiel, in dem Rekordtorschütze Miroslav Klose als Torschütze erfolgreich war; von den Spielen, in denen sein Vorgänger Gerd Müller traf, lediglich das „Jahrhundertspiel“ gegen Italien.
Deutschland hat vor Brasilien (12 Spieler) von allen Nationalmannschaften die meisten Spieler, die mindestens 30 Länderspieltore erzielt haben (14) und die meisten mit mindestens 40 Länderspieltoren (9 Spieler). Ernst Lehner war der erste Deutsche, dem 30 Tore gelangen; er schoss sein 30. Tor am 5. Oktober 1941 im Spiel gegen Schweden (Endstand 2:4). Als vorerst letzter Spieler erreichte Mario Gómez am 26. März 2017 mit einem Tor im Spiel gegen Aserbaidschan (Endstand 4:1) die 30er-Marke und Thomas Müller mit seinem Tor am 8. Oktober 2021 im WM-Qualifikationsspiel gegen Rumänien zum Endstand von 2:1 die 40er-Marke.
Mit zehn Toren durch verwandelte Elfmeter ist Michael Ballack Rekordhalter in dieser Disziplin. Die zweitmeisten Elfmetertore im DFB-Trikot schoss Lothar Matthäus, der achtmal vom Punkt traf. İlkay Gündoğan erzielte siebenmal und Gerd Müller, Mesut Özil sowie Bastian Schweinsteiger jeweils fünfmal per Elfmeter ein Tor für Deutschland. Eine Besonderheit ist, dass Rekordtorschütze Miroslav Klose in seiner gesamten Nationalmannschaftskarriere keinen einzigen Elfmeter schoss.
→ Siehe auch: Liste der Torschützen der deutschen Fußballnationalmannschaft und Liste der Rekordtorschützen in Fußball-Länderspielen
| Rang | Name                  | Tore*   | Spiele | Tore/Spiel | Erstes Tor    | Letztes Tor   | Rekordhalter                 | WM- und EM-Tore                                                                        | Gewonnene Titel                                                         |
| --- | --------------------- | ------- | ------ | ---------- | ------------- | ------------- | ---------------------------- | -------------------------------------------------------------------------------------- | ----------------------------------------------------------------------- |
| 01 | Miroslav Klose        | 71      | 137    | 0,518      | 24. März 2001 | 8. Juli 2014  | 6. Juni 2014                 | WM 2002 (5), 2006 (5), 2010 (4), 2014 (2); EM 2008 (2), 2012 (1) (WM-Rekordtorschütze) | Weltmeister 2014, Torschützenkönig WM 2006                              |
| 02 | Gerd Müller †         | 68 (5)  | 62     | 1,097      | 8. Apr. 1967  | 7. Juli 1974  | 26. Mai 1972 – 6. Juni 2014  | WM 1970 (10), 1974 (4); EM 1972 (4)                                                    | Weltmeister 1974, Europameister 1972, Torschützenkönig WM 1970, EM 1972 |
| 03 | Lukas Podolski        | 49 (3)  | 130    | 0,377      | 21. Dez. 2004 | 22. März 2017 |                              | WM 2006 (3), 2010 (2); EM 2008 (3), 2012 (1)                                           | Weltmeister 2014                                                        |
| 04 | Rudi Völler           | 47 (1)  | 90     | 0,522      | 30. März 1983 | 2. Juli 1994  |                              | WM 1986 (3), 1990 (3), 1994 (2); EM 1984 (2), 1988 (2)                                 | Weltmeister 1990                                                        |
| 04 | Jürgen Klinsmann      | 47 (3)  | 108    | 0,435      | 27. Apr. 1988 | 29. Juni 1998 |                              | WM 1990 (3), 1994 (5), 1998 (3); EM 1988 (1), 1992 (1), 1996 (3)                       | Weltmeister 1990, Europameister 1996, U.S. Cup 1993                     |
| 06 | Thomas Müller         | 45 (2)  | 131    | 0,344      | 13. Juni 2010 | 12. Sep. 2023 |                              | WM 2010 (5), 2014 (5)                                                                  | Weltmeister 2014, Torschützenkönig WM 2010                              |
| 06 | Karl-Heinz Rummenigge | 45 (3)  | 95     | 0,474      | 8. Okt. 1977  | 29. Juni 1986 |                              | WM 1978 (3), 1982 (5), 1986 (1); EM 1980 (1)                                           | Europameister 1980                                                      |
| 08 | Uwe Seeler †          | 43      | 72     | 0,597      | 8. Juni 1958  | 14. Juni 1970 | 23. Juni 1966 – 26. Mai 1972 | WM 1958 (2), 1962 (2), 1966 (2), 1970 (3)                                              |                                                                         |
| 09 | Michael Ballack       | 42 (10) | 98     | 0,429      | 28. März 2001 | 9. Sep. 2009  |                              | WM 2002 (3); EM 2004 (1), 2008 (2)                                                     |                                                                         |
| 10 | Oliver Bierhoff       | 37 (2)  | 70     | 0,529      | 27. März 1996 | 1. Juni 2002  |                              | WM 1998 (3), 2002 (1); EM 1996 (2)                                                     | Europameister 1996                                                      |
| *: Die Zahl in Klammern gibt an, wie viele der Tore des Spielers verwandelte Elfmeter waren. |                       |         |        |            |               |               |                              |                                                                                        |                                                                         |
| Anmerkung: Der DFB führt in seiner Statistik Joachim Streich mit 59 Toren auf Platz 3. Er schoss seine Tore ausschließlich für die Fußballnationalmannschaft der DDR und für die Fußball-Olympiaauswahl der DDR. |                       |         |        |            |               |               |                              |                                                                                        |                                                                         |

### Die besten Torquoten

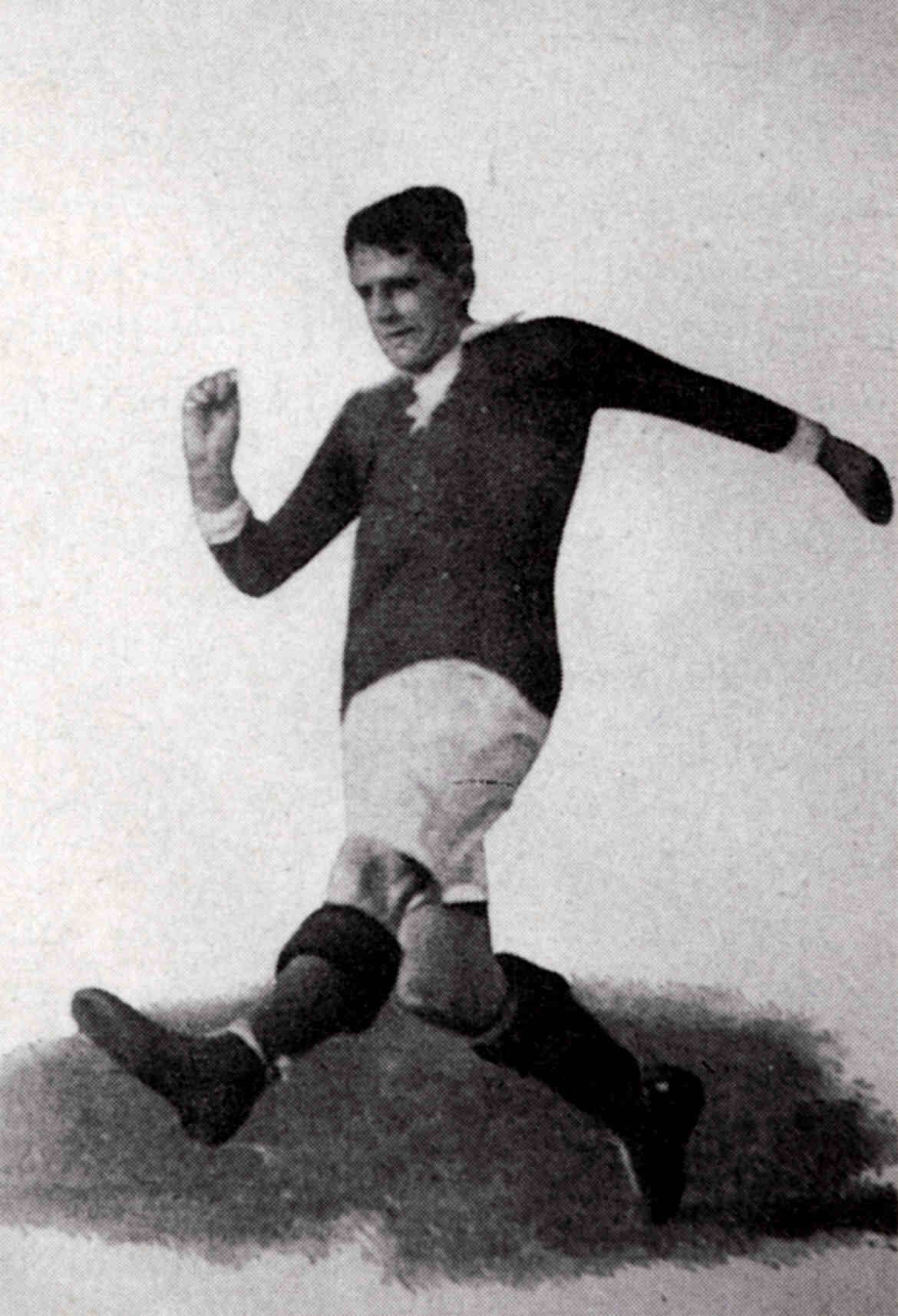
Gottfried Fuchs

Mehr als durchschnittlich ein Tor pro Spiel schafften bei mindestens drei absolvierten Spielen nur zehn Spieler. Gottfried Fuchs erreichte als einziger Spieler einen Schnitt von mehr als 2 Toren pro Spiel.
| Platz | Name                   | Tore | Spiele | Tore pro Spiel |
| ----- | ---------------------- | ---- | ------ | -------------- |
| 01    | Gottfried Fuchs †      | 13   | 06     | 2,17           |
| 02    | Ludwig Damminger †     | 05   | 03     | 1,67           |
| 02    | Ernst Poertgen †       | 05   | 03     | 1,67           |
| 04    | Ernst Willimowski †    | 13   | 08     | 1,63           |
| 05    | Georg Frank †          | 05   | 04     | 1,25           |
| 05    | Oskar Rohr †           | 05   | 04     | 1,25           |
| 07    | August Klingler †      | 06   | 05     | 1,20           |
| 08    | Franz Binder †         | 10   | 09     | 1,11           |
| 09    | Gerd Müller †          | 68   | 62     | 1,10           |
| 10    | Helmut Schön †         | 17   | 16     | 1,06           |
| 11    | Heinz Strehl †         | 04   | 04     | 1,00           |
| 11    | Hermann Eppenhoff †    | 03   | 03     | 1,00           |
| 11    | Wilhelm Simetsreiter † | 08   | 08     | 1,00           |

### Rangliste der Spielführer (Kapitäne)
Am häufigsten stand bisher Lothar Matthäus als Mannschaftskapitän der deutschen Nationalmannschaft auf dem Spielfeld. Am erfolgreichsten ist Franz Beckenbauer, der die Mannschaft als Kapitän zu einem Weltmeisterschafts- und einem Europameisterschaftstitel führte.
| Platz                       | Name                  | Spiele | Rekordspielführer                   | Turniere (Spiele)                                       | Titel als Kapitän                    |
| --------------------------- | --------------------- | ------ | ----------------------------------- | ------------------------------------------------------- | ------------------------------------ |
| 01                          | Lothar Matthäus       | 75     | seit 18. Dezember 1993              | WM 1990 (7), 1994 (5); EM 1988 (4); Confed Cup 1999 (3) | Weltmeister 1990                     |
| 02                          | Manuel Neuer          | 61     |                                     | WM 2018 (3), 2022 (3); EM 2016 (5), 2021 (4)            |                                      |
| 03                          | Michael Ballack       | 55     |                                     | WM 2006 (5); EM 2008 (6); Confed Cup 2005 (4)           |                                      |
| 04                          | Philipp Lahm          | 53     |                                     | WM 2010 (6), 2014 (7); EM 2012 (5)                      | Weltmeister 2014                     |
| 05                          | Karl-Heinz Rummenigge | 51     | 29. Juni 1986 bis 18. Dezember 1993 | WM 1982 (6), 1986 (4); EM 1980 (1), 1984 (3)            |                                      |
| 06                          | Franz Beckenbauer †   | 50     | 19. November 1975 bis 29. Juni 1986 | WM 1974 (7); EM 1972 (2), 1976 (2)                      | Weltmeister 1974, Europameister 1972 |
| 07                          | Oliver Kahn           | 49     |                                     | WM 2002 (7), 2006 (1); EM 2000 (2), 2004 (3)            |                                      |
| 08                          | Uwe Seeler †          | 40     | 9. Mai 1970 bis 19. November 1975   | WM 1966 (6), 1970 (6)                                   |                                      |
| 09                          | Jürgen Klinsmann      | 36     |                                     | WM 1998 (5); EM 1996 (4)                                | Europameister 1996                   |
| 10                          | Paul Janes †          | 31     | 22. November 1942 bis 9. Mai 1970   |                                                         |                                      |
| 11                          | Fritz Szepan †        | 30     | 15. März 1936 bis 22. November 1942 | WM 1934 (4), 1938 (1); OS 1936 (0)                      |                                      |
| 11                          | Fritz Walter †        | 30     |                                     | WM 1954 (6)                                             | Weltmeister 1954                     |
| Anmerkungen: 1. 2. 3. 4. 5. |                       |        |                                     |                                                         |                                      |

### Rekordtorhüter
In vielen anderen Ländern gehört auch ein Torhüter zu den Rekordnationalspielern (z. B. Gianluigi Buffon mit 176 und Hugo Lloris mit 145 Länderspielen). Bisher erreichte beim DFB nur Manuel Neuer die 100-Länderspiele-Marke. Er hat von allen DFB-Torhütern die meisten Länderspiele bestritten und war bei acht Turnieren (je viermal bei Welt- und Europameisterschaften) Stammtorhüter. Auf auch acht Turnierteilnahmen kamen Oliver Kahn (4 × WM, 3 × EM, 1 × Confed Cup) und Jens Lehmann (3 × WM, 3 × EM, 2 × Confed Cup), die jedoch nur bei je dreien Stammtorhüter waren und sich beim Confed Cup 2005 den Posten im Tor teilten.
| Platz | Name                  | Spiele | Spiele ohne Gegentor | Spiele ohne Gegentor (anteilig) | Wichtige Turniere (Spiele) (* = ohne Einsatz)                                          | Titel (* = ohne Einsatz)              |
| --- | --------------------- | ------ | -------------------- | ------------------------------- | -------------------------------------------------------------------------------------- | ------------------------------------- |
| 01 | Manuel Neuer          | 124    | 50                   | 40 %                            | WM 2010 (6), 2014 (7), 2018 (3), 2022 (3); EM 2012 (5), 2016 (6), 2021 (4), 2024 (5)   | Weltmeister 2014                      |
| 02 | Sepp Maier            | 95     | 44                   | 46 %                            | WM 1966*, 1970 (5), 1974 (7), 1978 (6); EM 1972 (2), 1976 (2)                          | Weltmeister 1974, Europameister 1972  |
| 03 | Oliver Kahn           | 86     | 29                   | 34 %                            | WM 1994*, 1998*, 2002 (7), 2006 (1); EM 1996*, 2000 (3), 2004 (3); Confed Cup 2005 (2) | Europameister 1996*                   |
| 04 | Toni Schumacher       | 76     | 25                   | 33 %                            | WM 1982 (7), 1986 (7); EM 1980 (4), 1984 (3)                                           | Europameister 1980                    |
| 05 | Jens Lehmann          | 61     | 31                   | 51 %                            | WM 1998*, 2002*, 2006 (6); EM 2000*, 2004*, 2008 (6), Confed Cup 1999 (3), 2005 (2)    |                                       |
| 06 | Andreas Köpke         | 59     | 28                   | 47 %                            | WM 1990*, 1994*, 1998 (4); EM 1992*, 1996 (6)                                          | Weltmeister 1990*, Europameister 1996 |
| 07 | Bodo Illgner          | 54     | 19                   | 35 %                            | WM 1990 (7), 1994 (5); EM 1988*, 1992 (5)                                              | Weltmeister 1990                      |
| 08 | Marc-André ter Stegen | 44     | 12                   | 27 %                            | EM 2016*, 2024*; Confed Cup 2017 (4); WM 2018*, WM 2022*                               | Confed-Cup-Sieger 2017                |
| 09 | Hans Tilkowski †      | 39     | 16                   | 41 %                            | WM 1962*, 1966 (6)                                                                     |                                       |
| 10 | Hans Jakob †          | 38     | 11                   | 29 %                            | WM 1934 (1), 1938*; Olympia 1936 (2)                                                   |                                       |
| 11 | Fritz Herkenrath †    | 21     | 07                   | 33 %                            | WM 1958 (5)                                                                            |                                       |
| 11 | Heinrich Stuhlfauth † | 21     | 05                   | 24 %                            | Olympia 1928 (2)                                                                       |                                       |
| 13 | Toni Turek †          | 20     | 05                   | 25 %                            | WM 1954 (5)                                                                            | Weltmeister 1954                      |
| Anmerkung: Der DFB führt in seiner Statistik auch Jürgen Croy mit 102 Spielen, René Müller mit 46 und Bodo Rudwaleit mit 38 Spielen auf, die ausschließlich für die Fußballnationalmannschaft der DDR und für die Fußball-Olympiaauswahl der DDR spielten. |                       |        |                      |                                 |                                                                                        |                                       |

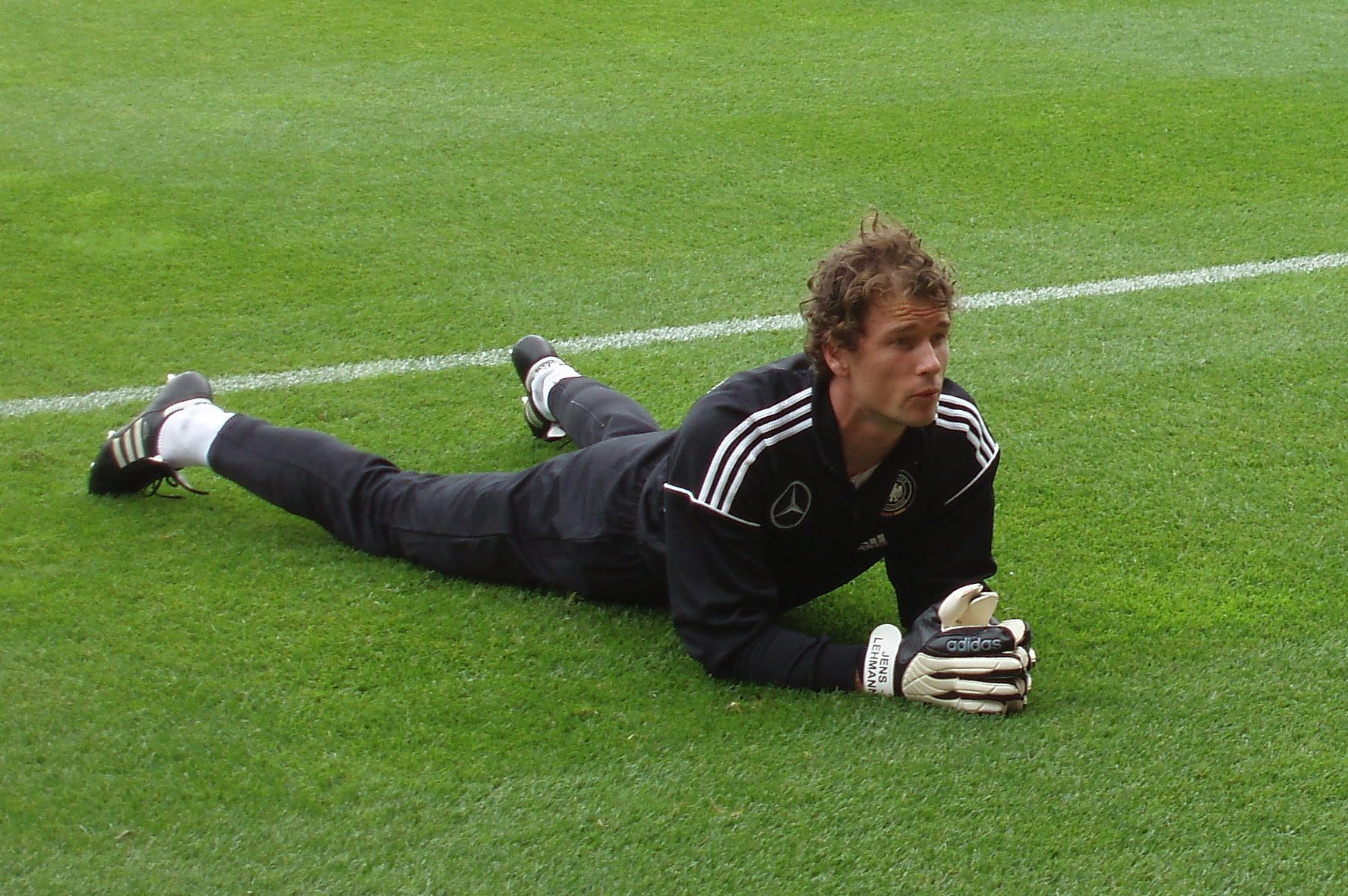
Jens Lehmann hält die längste Serie ohne Gegentor, er verzeichnet auch die beste Null-Gegentor-Quote unter allen Torhütern mit mindestens 20 Einsätzen

Die längste Länderspielserie eines Torwarts ohne Gegentor stammt von Jens Lehmann. Im Februar 2008 überbot er beim 3:0 gegen Österreich seinen eigenen Rekord aus den Jahren 2002 bis 2005 und dehnte ihn auf 681 Minuten aus. Erst beim 2:2 gegen Belarus im Mai 2008 musste er wieder Gegentreffer hinnehmen. Sein davor letzter Gegentreffer fiel im August 2007 im Spiel in England, die folgenden beiden Spiele gegen Wales sowie die Partien in Irland, gegen Zypern, in Österreich und gegen die Schweiz endeten jeweils zu Null.
Der vorherige Rekord war 68 Jahre alt und stammte aus dem Jahr 1937. Hans Jakob spielte gegen Frankreich, Belgien, die Schweiz, Dänemark und Finnland zu Null. Insgesamt erhielt er 482 Spielminuten lang kein Gegentor.
Auf 433 Minuten kommt Hans Tilkowski, der 1966 gegen Rumänien, Jugoslawien, die Schweiz und Argentinien zu Null spielte. Oliver Kahn blieb während der Weltmeisterschaft 2002 insgesamt 427 Minuten ohne Gegentor.
Sepp Maier übertraf zweimal die 400-Minuten-Marke. 1966/67 blieb er bei den ersten vier Länderspielen seiner Karriere (gegen Irland, die Türkei, Norwegen und Belgien) ohne Gegentor, insgesamt 423 Minuten lang. Zwölf Jahre später verpasste er seine Bestleistung um 16 Minuten.

### Weitere Rekorde
Das in einem Länderspiel zum frühesten Zeitpunkt erzielte (dokumentierte) Tor bislang schoss Florian Wirtz am 23. März 2024 in Lyon beim 2:0-Sieg der Deutschen Nationalmannschaft gegen Frankreich. Bereits nach nur 8 Sekunden Spielzeit traf er zum 1:0 für Deutschland und erzielte – am selben Tag – nach Christoph Baumgartner (Österreich; 7 Sekunden) das zweitschnellste Tor der Länderspielgeschichte.
Das Tor aus der größten Distanz erzielte Hans Stubb am 14. Januar 1934 zum 2:1-Zwischenstand beim 3:1-Sieg gegen Ungarn per Freistoß aus 60 bis 70 Metern – sein einziges Länderspieltor.

## Organisatorisches

### Name

Wortmarke

Im Juni 2015 wurde ein neues Logo vorgestellt, mit dem sich die Nationalmannschaft den Namen Die Mannschaft gegeben hat. Dieses Logo war seit 2017 in unterschiedlichen Ausführungen beim Deutschen Patent- und Markenamt als Wort-Bild-Marke eingetragen worden. Zuvor war die Eintragung mehrere Jahre lang auf Grund fehlender Unterscheidungskraft gescheitert. Diese Bezeichnung stieß jedoch bei der Mehrheit der Fans nicht auf Gegenliebe, da dies in ihren Augen in Wahrheit ein Kunstprodukt des DFB sei und mit Fankultur nichts zu tun habe. In Fankreisen wird die deutsche Fußballnationalmannschaft häufig als Nationalelf, DFB-Elf, DFB-Auswahl oder DFB-Team bezeichnet. Im Juli 2022 gab der DFB bekannt, dass wegen der Kontroverse zukünftig auf die aktive Verwendung des Markennamens „Die Mannschaft“ verzichtet wird.

### Personen im Umfeld
Nicht nur bei großen Turnieren, sondern auch bei Testländerspielen sind mittlerweile eine Vielzahl von Personen im Trainer- und Funktionsstab, sowie zur Betreuung der Nationalmannschaft beschäftigt. Aktuell umfasst dieses Team circa 30 Personen.

#### Torwarttrainer
Seit 1988 wird der Bundestrainer in seiner Arbeit von einem Torwarttrainer unterstützt. Diese Aufgabe übernahm zuerst Sepp Maier, der in der Saison 1986/87 schon beim FC Bayern München als Torwarttrainer gearbeitet hatte und dieses Amt ab 1994 parallel zur Nationalmannschaft wieder bei Bayern München ausübte. Im Oktober 2004 wurde er nach Differenzen mit Bundestrainer Jürgen Klinsmann entlassen, da sich Maier für Oliver Kahn und gegen Jens Lehmann als Nummer 1 ausgesprochen hatte. Von 2004 bis 2021 war Andreas Köpke Torwarttrainer bei der Nationalmannschaft. Seit 2021 ist Andreas Kronenberg Torwarttrainer bei der Nationalmannschaft. Von 2022 bis 2025 in Katar war Michael Fuchs als zweiter Torwarttrainer im Team. Auf Fuchs folgte im Jahr 2025 Stefan Wessels als zweiter Torwarttrainer.

#### Fitnesstrainer und Scouting
Auf die Initiative von Jürgen Klinsmann geht die Verpflichtung von Fitnesstrainern zurück. Die Aufgabe von Urs Siegenthaler bestand darin, gegnerische Mannschaften zu beobachten und zu analysieren, um den Trainern die taktische Einstellung der Mannschaft zu erleichtern.

#### Medizinisches Personal
Dazu gehörten anfangs insbesondere Physiotherapeuten und Ärzte. Einer der ersten war Erich Deuser, der 1951 von Sepp Herberger für die Nationalmannschaft gewonnen wurde und bis 1982 tätig war. Bei der WM 1954 war Franz Loogen Mannschaftsarzt. Von 1963 bis 2008 gehörte Deusers Kollege Adolf Katzenmeier zum Team. Von 1996 bis 2018 betreute Hans-Wilhelm Müller-Wohlfahrt als Orthopäde die Nationalspieler. Von 2001 bis 2022 war Tim Meyer Mannschaftsarzt. Ab März 2023 ist mit Silja Schwarz erstmals eine Ärztin für die Nationalelf zuständig.

#### Teammanagement
Mit Beginn der Amtszeit von Jürgen Klinsmann wurde das Amt des Nationalmannschafts-Managers eingeführt. Erster Manager war über viele Jahre bis zu seinem Ausscheiden Ende 2022 Oliver Bierhoff. Im Januar 2023 wurden Teile der Aufgaben an Rudi Völler übertragen. Der Manager fungiert als Bindeglied zwischen Mannschaft, Trainerstab und Verband und ist vorwiegend für die Außenwirkung der Nationalelf sowie die Kontakte zu Sponsoren verantwortlich. Nach einer Reform übt er im DFB mittlerweile zusätzlich die Funktion des Direktors Nationalmannschaften und Fußballentwicklung aus.
Sportlicher Leiter Nationalmannschaften war von 2018 bis 2023 Panagiotis „Joti“ Chatzialexiou.
Thomas Beheshti, Julien Schmittberger und Markus Löw kümmern sich um das Teammanagement und Pressesprecherin der Nationalmannschaft ist derzeit Franziska Wülle (Stand 13. Januar 2024).

#### Zeugwart
Bereits 1954 gehörte Adolf Dassler als Zeugwart zum Team und seitdem sind der DFB und adidas Partner. Daher gehört bei Turnieren immer ein adidas-Mitarbeiter zum Betreuerstab. Lange Zeit war dies weiterhin Adolf Dassler; bis zur EM 2012 war dies mit Manfred Drexler ein ehemaliger Bundesligaprofi. Aktueller Chef-Zeugwart ist Thomas Mai, zweiter Zeugwart ist Jan Heller (Stand Januar 2024).

### DFB-Akademie

Logo der DFB-Akademie

Von 2015 an plante der DFB den Bau einer zentralen Fußball-Akademie in Frankfurt am Main. Nach einem gewonnenen Rechtsstreit mit dem Frankfurter Renn-Klub e. V. wurde das Projekt auf einem außerordentlichen Bundestag am 8. Dezember 2017 endgültig beschlossen. Die Grundsteinlegung erfolgte am 26. September 2019 statt. Am 30. Juni 2022 fand die offizielle Eröffnung statt.

### Generalsponsor
Der Generalsponsor der Mannschaft war bis Ende Dezember 2018 der Automobil-Konzern Mercedes-Benz. Seit Neujahr 2019 ist VW der neue Generalsponsor und Mobilitätspartner der Nationalmannschaft.

### Ausrüstersponsor
Die Ausrüstung der Nationalmannschaft wird (mindestens seit der WM 1954) traditionell – von kurzzeitigen Unterbrechungen abgesehen, in denen Leuzela, Umbro und auch Erima Ausstatter des DFB waren – von der Marke Adidas gestellt. Das jeweilige Markenlogo durfte erstmals zur WM 1978 die Trikots schmücken. Ein adidas-Mitarbeiter – in früheren Jahren der Firmengründer Adolf Dassler – gehört bei großen Turnieren zum Betreuerstab der Mannschaft. Bei der WM 2006 war das der frühere Bundesligaprofi Manfred Drexler. In der Vergangenheit kam es gelegentlich zu Problemen mit einzelnen Spielern, wie beispielsweise Günter Netzer, wenn diese in ihren Vereinen oder durch Privatverträge Schuhe anderer Hersteller trugen. Der DFB konnte sich in diesen Fällen aber immer durchsetzen, so dass die Nationalmannschaft in einheitlicher Spielkleidung antrat. Seit dem EM-Qualifikationsspiel gegen Irland am 2. September 2006 ist es den Spielern freigestellt, Fußballschuhe und Torwarthandschuhe anderer Ausrüster zu tragen.
Im Jahr 2007 schlug das DFB-Präsidium ein vom damaligen Manager der A-Nationalmannschaft Oliver Bierhoff verhandeltes 500 Millionen US-Dollar umfassendes Sponsorangebot des US-amerikanischen-Sportartikelherstellers Nike aus und blieb bei seinem bisherigen langjährigen Hauptsponsor Adidas, der nur ein Sechstel jener Summe zahlte. Ab dem Jahr 2027 wird Nike für mindestens sieben Jahre der neue Ausrüster der Nationalelf sein, die Ankündigung sorgte für breite Kritik. Das Sponsorangebot umfasst hundert Millionen Euro pro Jahr und ist bis 2034 datiert.

### Spielkleidung und Trikotfarben

#### Historisches
Die deutsche Nationalmannschaft bestreitet ihre Heimspiele traditionell in weißen Trikots und schwarzen Hosen, den Farben Preußens, die ihrerseits auf die Farben des Deutschen Ordens zurückzuführen sind. Weiß, oft auch mit Rot, der dritten Farbe der Flagge des Kaiserreiches, war oder ist zudem auch in anderen Sportarten bei deutschen Sportlern in Gebrauch, bei den Leichtathleten, den Ruderern, im Skisport und so weiter.
Diese Tradition stammt noch aus den Anfangsjahren der Nationalmannschaft und überdauerte die verschiedenen politischen Neuordnungen Deutschlands. In diesen Farben gewann Deutschland die ersten drei WM- und alle drei EM-Titel, verlor aber auch 1966 gegen die ausnahmsweise in Rot spielenden Engländer, 1970 und 1982 gegen Italien sowie 2002 gegen Brasilien. Diese Paarung einer Mannschaft in Gelb-Blau-Weiß gegen eine in Weiß-Schwarz-Weiß wäre noch in den 1970er Jahren mit Rücksicht auf Schwarz-Weiß-Fernseher undenkbar gewesen. Bei der Fußball-Weltmeisterschaft 2014 verzichtete man erstmals bei einem großen Turnier auf schwarze Hosen und errang den Sieg in weißen Trikots mit einem Muster in Rottönen.
Das Design erlebte im Laufe der Jahre zahlreiche Varianten. Bei den Olympischen Spielen 1928 spielte die Nationalmannschaft etwa in weißen Hemden mit rotem Brustring und weißen Hosen. Beim WM-Vorrundenspiel 1966 gegen Argentinien, im Spiel um Platz drei 1970 und bei der „Wasserschlacht von Frankfurt“ gegen Polen bei der WM 1974 spielte Deutschland ganz in Weiß, also auch mit weißen Hosen.
Bei der EM 2012 befanden sich bei jedem Spiel unter dem Verbandswappen die Flaggen der deutschen und der gegnerischen Mannschaft sowie das Datum des Spiels auf den Trikots. Bis dahin war dies bereits seit mehreren Jahren von anderen Mannschaften praktiziert worden, wie z. B. der niederländischen Auswahl. Am 3. September 2014 spielte die Mannschaft erstmals mit dem „FIFA World Champions Badge“ auf dem Trikot, das seit der WM 2010 von der FIFA an den amtierenden Weltmeister vergeben wird. Das Badge ist nur auf dem Trikot der A-Nationalmannschaft und der Einlaufkinder vorhanden, aber nicht auf dem Trikot der Juniorennationalmannschaften, die auch in den Vier-Sterne-Trikots spielen.
Nach einer Regeländerung der FIFA durften zu den Qualifikationsspielen der Fußball-Weltmeisterschaft 2010 die Trikots nur noch mit Rückennummern von eins bis 18 versehen werden. Der DFB legte unmittelbar nach Aufkommen der Regel Protest bei der FIFA ein, da so laut Bierhoff erhebliche Vermarktungsprobleme auftreten würden. Diesen Einspruch wies die FIFA allerdings zurück. Der DFB hoffte, dass sich mehrere Verbände an einer Klage beteiligen.
Für die Spiele im Jahr 2025 wurde aus Anlass des 125-jährigen Jubiläum des DFB ein Trikot gefertigt, dessen Design auf dem Trikot des WM-Jahres 1974 beruht. Statt des aktuellen DFB-Logos mit den 4 Sternen ziert es ein Wappen zum „125-jährigen Jubiläum des DFB, in Anlehnung an die besondere Plakette, die am Gründungsort des Verbandes in Leipzig hängt“.

#### Heimtrikots
Tradition bis zur WM 1986: Bis zur WM 1986 in Mexiko waren die „Heimtrikots“ der deutschen Nationalelf ausschließlich in Weiß und Schwarz gehalten. Der schwarze Schnürkragen wich zur WM 1966 dem Rundausschnitt und dem V-Ausschnitt; die WM 1982 spielte die deutsche Mannschaft mit schwarzem Umlegekragen. Erst in Mexiko waren Teile des Kragens in den Nationalfarben Schwarz-Rot-Gold gehalten. Die Verwendung des Markenlogos des Ausrüsters war seit der WM 1978 erlaubt. So wurde in Mexiko zeitweise das Markenzeichen von adidas – die „drei Streifen“ – in Schwarz-Rot-Gold auf Weiß ausgeführt.
EM 1988, WM 1990: Zwei Jahre später – bei der Europameisterschaft 1988 im eigenen Land – zog sich ein schwarz-rot-goldgelber Streifen in Form einer (aus Betrachtersicht) von links nach rechts aufsteigenden Fieberkurve quer über das deutsche Trikot. Jenes Design brachte zwei Jahre später – bei der WM 1990 in Italien – noch mehr Glück. Deutschland wurde in diesem Dress Weltmeister, nach 1954 und 1974 zum dritten Mal.
EM 1992: Bei der EM 1992 in Schweden gab es weitere Neuerungen: erstmals prangte, in den US-Profiligen längst üblich, auf dem Rücken der Nachname des jeweiligen Spielers. Zudem wurde die Rückennummer zusätzlich in Kleinformat auf die Vorderseite der Trikots geflockt, bislang war nur die Hose mit der Nummer markiert. Die Schwarz-Rot-Gold-Streifen fanden sich diesmal in Höhe der Schultern wieder.
WM 1994: Das WM-Trikot von 1994 mit dem sogenannten „Schwingen-Design“ (zwei entlang der Schultern verlaufende sichelförmige Rautenmuster, die sich auf Halshöhe trafen) sollte die Flügel des deutschen Adlers symbolisieren – jene Trikots wurden allerdings kontrovers diskutiert. So waren etwa die Nationalfarben am Kragen und beim Rautenmuster auf den Kopf gestellt, d. h. die oberen Streifen war goldfarben, die unteren schwarz.
EM 1996: Zur EM 1996 besann man sich wieder alter Traditionen und trug ein rein weißes Trikot mit einem schwarzen Wappen auf der linken Brust auf dem in Weiß der Bundesadler aufgestickt war. Eine Neuerung waren die erstmals geführten drei Meistersterne, für die drei gewonnenen Weltmeisterschaften 1954, 1974 und 1990. (Bis zur WM 2002 war je ein Stern in Schwarz, Rot oder Gold gehalten, seit der WM 2006 sind alle Sterne einheitlich in Gold.)
WM 1998: Zur WM in Frankreich brachte der Ausrüster wieder etwas mehr Farbe auf das weiße Dress. Passend zum Ausrüster-Logo verliefen quer über die Brust ein je schwarzer, ein roter und ein goldgelber schmaler Streifen, die durch weiße Streifen voneinander abgesetzt waren. Die Innenseite der Ärmel bestand aus je einem breiten schwarzen Streifen.
EM 2000: Für viele sehr einfallslos wirkte das Trikot zur EM 2000. Weiß und Grau waren die dominierenden Farben (weißes Hemd und graue Ärmel).
WM 2002: Auch zur WM in Japan und Südkorea wurde an Farben gespart. Die Nationalelf lief in strahlendem Weiß auf, einzig der Kragen und der Ärmel-Bund waren schwarz abgesetzt. Über dem DFB-Logo prangte je ein schwarzer, roter und goldener Stern. Dieses Jersey sollte an die Trikots der beiden Fußball-Weltmeistertitel von 1954 und 1974 erinnern und ein gutes Omen sein.
EM 2004: In Portugal wurden die Ärmel des ansonsten weißen Trikots zu Deutschlandfahnen, die Meistersterne erstmals einheitlich in Silber.
WM 2006: Die WM im eigenen Land bestritt die Nationalelf in schwarzen Hosen und weißen Trikots (die Vorderseite begrenzten links und rechts drei senkrechte, bumerangförmige Linien in Schwarz-Rot-Gold), und zwar alle Spiele. Dies wurde von der FIFA so festgelegt, obwohl bei einer WM auch der Gastgeber nicht automatisch in jedem Spiel „Heimrecht“ genießt. Die Meistersterne nun einheitlich in Gold.
EM 2008: Mit dem Trikot zur Europameisterschaft 2008 lief die deutsche Mannschaft erstmals am 17. November 2007 gegen Zypern auf. Dabei erstreckt sich ein schwarz-rot-goldener Ring quer über die Brust. Auf dem überproportional breiten schwarzen Streifen ruht auf der linken Brustseite (Betrachtersicht) die weiße Trikotnummer, rechts das DFB-Logo mit Adler (weiß auf schwarz wie schon zur EM 1996). Zwischen 1994 und 2002 befand sich die Spielernummer vorne auf Bauchhöhe, zur WM 2006 rückte sie in kleinerer Form auf die linke Brustseite (aus Betrachtersicht). Das neue rote Auswärtstrikot mit einem breiten schwarzen Mittelstreifen soll an das erste Länderspieltrikot von 1908 erinnern.
WM 2010: Trikot und Hosen waren zur WM in Südafrika wieder traditionell Weiß und Schwarz. Auf dem weißen Trikot in Brusthöhe rechts (aus Betrachtersicht) lag ein schwarzer, golden eingefasster Schild, darin das DFB-Logo und die WM-Sterne in Gold. Von der Schulternaht senkrecht verlaufend drei schmale, weiß voneinander abgesetzte Streifen in den Nationalfarben, die unter dem Schild hindurch führten. Dazu ein schwarzer Stehbundkragen.
EM 2012: Die Nationalmannschaft lief zur EM in Polen und der Ukraine wieder traditionell in weißen Hemden und schwarzen Hosen auf. Auf dem weißen Trikot verliefen (aus Betrachteransicht) von rechts oben über den Brustbereich nach links unten drei dünne Streifen in den Farben schwarz, rot und gold. Die drei Streifen wurden von einem großen Abstand in weiß voneinander getrennt. Das DFB-Logo war nicht mehr wie beim Trikot der WM 2010 in einen Schild eingefasst, sondern lag auf der rechten Brustseite schwarz auf weiß.
WM 2014: Das Trikot, das zur WM in Brasilien entwickelt wurde, ersetzt die traditionell schwarze Hose durch eine weiße. Die somit weiße Spielkleidung zeigt einen mittlings gefalteten Bruststreifen in drei Farbtönen zwischen Weinrot und Rot, wobei der Streifen oben mit einem schmalen schwarzen, sowie unten einem goldenen Streifen abgeschlossen wird. Das Weiß der neuen Hose soll nach Worten ihres Designers „die Leichtigkeit des deutschen Spiels“ symbolisieren. Erstmals trat die Mannschaft mit dem neuen Dress am 15. November 2013 in Mailand gegen Italien an. Am 13. Juli 2014 gewann sie in dem Trikot den vierten WM-Titel.
EM 2016: Zur EM 2016 wurde wieder ein neues DFB-Trikot entwickelt, das eine eingewebte hellgraue Balkengrafik auf der Vorderseite zeigt, die den „Erfolgscode“ der vergangenen Errungenschaften darstellen soll. Das Trikot ist in klassischem Weiß gehalten, die Spieler tragen dazu schwarze Shorts und Stulpen. In der oberen Mitte ist das goldene FIFA-Badge als Weltmeister angebracht, über dem DFB-Logo sind die vier Weltmeistersterne angebracht. Zum ersten Mal trug die Nationalmannschaft das Trikot beim von Anschlägen überschatteten Freundschaftsspiel gegen Frankreich am 13. November 2015.
Confed Cup 2017: Zum Confed Cup 2017 wurde erneut ein neues weißes Trikot von adidas vorgestellt, das am 11. November 2016 beim Länderspiel gegen San Marino das erste Mal getragen wurde. Das Trikot erinnert an das Weltmeistertrikot 1990 in der Away-Variante mit dem graphischen Muster auf der Vorderseite in Form von spitz zulaufenden Rauten. Auf der Rückseite ist direkt unterhalb des Nackens „Die Mannschaft“ in schwarzer Schrift zu lesen. Ein neues Auswärtstrikot soll es dagegen nicht geben.
WM 2018: Zur Weltmeisterschaft 2018 in Russland wurde ein neues Trikot vorgestellt, das im grundlegenden Design am Trikot von 1990 angelehnt ist. Die „Fieberkurve“ verläuft allerdings spiegelverkehrt, statt der Nationalfarben ist diese in unterschiedlichen Grautönen gehalten und verläuft nur noch über die Brust und nicht mehr über die Oberarme. Das Design soll als gutes Omen, in Erinnerung an die Weltmeisterschaft 1990, dienen. Das goldene FIFA World Champions Badge ist mittig aufgebracht, das DFB-Emblem mit den vier Meistersternen auf der linken Brustseite. Auf der Innenseite des Kragens ist eine Deutschlandfahne angebracht, auf der Rückseite unterhalb des Kragens wurde der Schriftzug „Die Mannschaft“ aufgedruckt. Getragen wurde das Trikot das erste Mal beim Länderspiel gegen England am 10. November 2017.
EM 2020: Zur EM 2020 wurde ein DFB-Trikot entwickelt, das unter dem Stichwort „Name & Numbering“. vermarktet wird. Erstmals wurden „die Trikots mit Zahlen und Namen in einer Typografie veredelt, die ausschließlich für das neue DFB-Outfit entworfen wurde“, wobei die Zahlen im Fingerprint-Design gestaltet sind und das DFB-Logo am unteren Rand der Rückennummer eingearbeitet ist. Das Trikot wurde zum ersten Mal am 16. November 2019 beim 4:0-Sieg gegen Belarus getragen, durch den sich die DFB-Auswahl für die EM-Endrunde 2020 qualifizierte.
WM 2022: Zur WM 2022 wurde ein Trikot vorgestellt, das an das Trikot der ersten Mannschaft von 1908 erinnern soll und von allen Mannschaften – Männer und Frauen – aller Jahrgänge getragen werden soll. Das Trikot wurde von den Männern erstmals am 23. September 2022 bei der 0:1-Niederlage gegen Ungarn im Nations-League-Spiel getragen, von den Frauen bereits am 3. September 2022 beim Auswärtsspiel in der Türkei im Rahmen der Qualifikation für die WM 2023.
EM 2024: Das Trikot zur Heim-EM, das auch von der Frauen-Nationalmannschaft getragen werden soll, wurde am 14. März 2024 präsentiert. Es wurde erstmals – aber mit traditioneller schwarzer Hose – beim Auswärtsspiel gegen Frankreich am 23. März 2024 getragen, weil die Franzosen traditionell bei Heimspielen mit blauen Trikots spielen. Das Beflockungsdesign der Ziffer 4 wurde vom Ausrüster adidas nachträglich geändert, da dieses zu sehr an die Rune der SS aus dem Nationalsozialismus ähneln würde. Es wurde befürchtet, dass Anhänger des Nationalsozialismus, das Trikot, beflockt mit der Nummer 44, als Erkennungsmerkmal in der rechten Szene missbrauchen könnten.

#### Auswärtstrikots
Grün: Die Farbe des Auswärtstrikots wechselte häufiger. Die meisten Auswärtsspiele, in denen es nicht möglich war, mit weißen Trikots zu spielen, bestritt die deutsche Elf mit grünen Trikots und weißen Hosen. Die Farbe grün leitet sich vom Logo des DFB ab, das ebenfalls in grün gehalten ist. Wichtige Spiele in diesen Farben waren zum Beispiel 1954 der 6:1-Sieg im Halbfinale gegen Österreich, 1972 der 3:1-Sieg gegen England im Wembley-Stadion oder die 2:3-Finalniederlage gegen Argentinien 1986 in Mexiko. Kurioserweise führten die Argentinier ihre Niederlage im WM-Finale 1990 auch darauf zurück, dass sie nun diesmal in ihren blauen Reserve-Trikots spielen mussten und nicht in ihren hellblau-weiß-gestreiften Trikots und schwarzen Hosen antreten konnten wie vier Jahre zuvor. Zur Europameisterschaft 2012 in Polen und der Ukraine wurden vom DFB-Ausrüster adidas wieder grüne Trikots entworfen, da die Nationalmannschaft in Turnieren, in denen sie grüne Trikots trug, sehr erfolgreich war (1954, 1972, 1974 und 1990). Auch zur Fußball-WM 2018 stellte der DFB und adidas grüne WM-Trikots vor, die dem Design des Auswärtstrikots der gewonnenen Fußball-WM 1990 sehr ähneln. Am 23. März 2018 wurde es das erste Mal im Testspiel gegen Spanien getragen.
Rot: Seit dem Amtsantritt von Jürgen Klinsmann 2004 bis zur Europameisterschaft 2008 wurde rot als alternative Farbe bevorzugt – auch in einigen Heimspielen, zuletzt am 27. Mai 2008 gegen Belarus. Die rote Farbe wurde gewählt, da Mannschaften in Rot temperamentvoller wirken sollen und laut Statistiken als erfolgreicher gelten. Für Zuschauer sind die Spieler in roten Hemden besser sichtbar als in grünen. Schon am 14. April 1911 spielte Deutschland in roten Jerseys und schwarzen Hosen gegen England. Den ersten nennenswerten Erfolg in den roten Trikots erreichte aber die U-21-Nationalmannschaft, die darin das Finale der U-21-Fußball-Europameisterschaft 2009 gegen England mit 4:0 gewann.
Blau: Ein einziges Mal spielte die deutsche Mannschaft in blauen Trikots: Beim 2:1-Testspielsieg zur WM 1986 gegen den mexikanischen Erstligisten Monarcas Morelia durften damals zu nicht-offiziellen Testspielen keine regulären Trikots getragen werden.
Schwarz: Zu den Turnieren 2002 und 2004 kamen zwischenzeitlich ein graues und ein schwarzes Trikot zum Einsatz. Von Medien wurde die Trikotfarbe mitunter als „wehrmachtsgrau“ verspottet. Zur Fußball-Weltmeisterschaft 2010 spielte die Nationalmannschaft als Gast wieder in schwarzen Trikots, dieses Mal mit goldenen Streifen und rotem V-Ausschnitt sowie mit weißer Hose und schwarzen Stutzen. Erstmals trug die deutsche Mannschaft das schwarze Trikot beim Länderspiel gegen Argentinien in München am 3. März 2010. Dieses sollte an das Ur-Länderspiel am 12. Dezember 1898 in Paris erinnern, bei dem erstmals eine deutsche Mannschaft zu einem Länderspiel antrat, das aber vom DFB nicht als offizielles Länderspiel gezählt wird. Während der WM trat die deutsche Mannschaft in den Spielen gegen Ghana, Argentinien und Uruguay in den schwarzen Auswärtstrikots an, allerdings mit schwarzer Hose, da die FIFA-Regularien vorschreiben, dass bei bestimmten Spielen eine Kombination aus Heim- und Auswärtstrikot (Reserveausrüstung) getragen werden muss. Dies war bei den angegebenen Spielpaarungen der Fall, da die gegnerischen Mannschaften jeweils weiße Hosen in der Heimausrüstung hatten, die ghanaische Mannschaft spielte sogar komplett in Weiß. Die angriffslustige britische Boulevardzeitung Daily Star sah in diesen Trikots „Nazi-Stil“ und verglich diese mit schwarzen SS-Uniformen, was in deutschen Medien Empörung auslöste. Auch zur Fußball-EM 2021 hat adidas ein neues Auswärtstrikot vorgestellt, das ohne Muster komplett schwarz ist. Lediglich an den Ärmelenden findet man die deutsche Fahne in schwarz-rot-gold wieder. Erstmals getragen wurde das Trikot am 25. März 2021 gegen Island im ersten Heimspiel der Qualifikation für die WM 2022.
Rot/Schwarz: Zur WM 2014 wurde erstmals ein rot-schwarz-quergestreiftes Trikot entworfen, das im Freundschaftsspiel gegen Chile am 5. März 2014 zum ersten Einsatz kam. Das Trikot ähnelt dem des brasilianischen Vereins Flamengo Rio de Janeiro, der seine Heimspiele im Maracanã, dem Ort des WM-Endspiels austrägt. In diesem Trikot gewann Deutschland das Halbfinale bei der WM 2014 gegen Gastgeber und Rekordweltmeister Brasilien mit 7:1, aber verlor am 11. Oktober 2014 auch erstmals gegen Polen.
Grau/Schwarz: Zur EM 2016 wurde von adidas ein funktional neuartiges Auswärtstrikot entworfen, welches das erste Mal beim Freundschaftsspiel gegen England am 26. März 2016 getragen wurde. Die Farben bestehen aus einem leicht meliertem Grau mit feinen, schwarzen Streifen auf der Vorderseite sowie olivgrünen Ärmeln. Das Team trägt dazu cremefarbene Shorts und Stulpen. In der Mitte des Trikots wurde das goldene FIFA-Weltmeisterbadge angebracht als Zeichen des amtierenden Weltmeisters. Über dem DFB-Logo auf der linken Brustseite sind die vier Meistersterne zu sehen. Zum ersten Mal kann man das Trikot auch umgedreht als sogenanntes Wendetrikot tragen. In diesem Zustand ist es neongrün und zeigt den Schriftzug „bolzen – kicken – pöhlen“, was eine Hommage an den Straßenfußball darstellen soll.
Pink: Das Auswärtstrikot zur EM 2024 unterscheidet sich deutlich von allen Vorgängern. Es soll „die neue Generation deutscher Fußballfans und die Vielfalt des Landes repräsentieren“ und wurde erstmals beim Heimspiel gegen die Niederlande am 26. März 2024 getragen.

### Fernsehen
Die ersten Fernsehübertragungen von Spielen der deutschen Fußballnationalmannschaft gab es bei der Weltmeisterschaft 1954. Noch in den 1960er Jahren kam es nicht immer zu Übertragungen im Fernsehen, so gab es z. B. keine Live-Bilder von der Schmach von Tirana.
Seit den 1970er Jahren werden die Spiele abwechselnd im Ersten und im ZDF übertragen. Seit 2014 wurden die Spiele in der EM- und WM-Qualifikation und seit 2018 die Freundschaftsspiele auch auf RTL übertragen. Die Partien der deutschen Nationalmannschaft bei den Endrunden einer Welt- und Europameisterschaft werden hingegen weiterhin ausschließlich in der ARD und ZDF übertragen. Ab 2025 werden die Spiele in der Qualifikation zur WM 2026 sowie zur EM 2028, die Vorbereitungsspiele sowie die Partien in der UEFA Nations League im Ersten und im ZDF übertragen werden, bei den Freundschaftsspielen wird zwischen RTL, der ARD und dem ZDF rotiert werden.
Um die Spiele möglichst zur Hauptsendezeit zu zeigen, wird seitens des DFB Einfluss auf die Anstoßzeiten genommen. So wurden die Spiele in Kasachstan 2010 und 2013 um 19 Uhr deutscher Zeit angepfiffen, als es in Kasachstan bereits 23 Uhr war. Dagegen finden Spiele mit deutscher Beteiligung auf dem amerikanischen Kontinent oft in der Mittagszeit statt, so dass sie in Deutschland zur Hauptsendezeit gesendet werden, wie z. B. das Viertelfinalspiel der WM 1970 zwischen Deutschland und England.

### Spielorte
Die deutsche Nationalmannschaft hat kein Nationalstadion wie z. B. die englische Fußballnationalmannschaft mit dem Wembley-Stadion. So finden die Heimspiele seit jeher in wechselnden Stadien statt, wobei die Auswahl von der Bedeutung des Spieles und des Gegners abhängt. In einigen Fällen (WM 1974 und 2006, EM 1988) ergaben sich die Spielorte auch durch den Turnierverlauf, auch wenn im Vorhinein durch das Setzen bei der Auslosung bestimmte Orte bevorzugt wurden. Die UEFA schreibt eine Mindestzahl an VIP- (1.500) und Parkplätzen (800) vor, das Flutlicht muss eine Mindesthelligkeit haben (1.400 Lux), das Spielfeld eine Mindestgröße (105 × 68 Meter), ebenso der Bereich, in dem Übertragungswagen samt sanitärer Anlagen Platz haben (1000 m²). In den Stadien muss seit Einführung die Torlinientechnik vorliegen und außerdem muss die Zugangskontrolle elektronisch erfolgen können. Dazu gibt es weitere Vorgaben zu Kamerapositionen, Pressetribüne und TV-Studios. Die Nutzung von Stehplätzen lässt die UEFA nicht zu, fordert aber mindestens 8.000 Sitzplätze, die der DFB seinerseits auf 25.000 erhöht hat.
Bisher (Stand 16. November 2024) fanden die 456 Heimspiele der deutschen Mannschaft in 43 zum Zeitpunkt des Spieles deutschen Städten statt. Das erste Heimspiel und die meisten Spiele (47) fanden in Berlin statt, gefolgt von Hamburg (inklusive Altona) mit 38, Stuttgart mit 36, München mit 31, Köln mit 29, Düsseldorf mit 28, Frankfurt am Main sowie Hannover mit je 27 Spielen. Auch wenn der FC Schalke 04 während der 1930er Jahre einen Großteil der Nationalmannschaft stellte, fanden zu der Zeit keine Spiele in Gelsenkirchen statt, da die damalige Glückauf-Kampfbahn für Länderspiele zu klein war. Erst 1973 fand nach dem Bau des Parkstadions für die Fußball-Weltmeisterschaft 1974 das erste Länderspiel in Gelsenkirchen statt. Ähnlich erging es Kaiserslautern, dessen 1. FC Kaiserslautern in den 1950er Jahren einen Großteil der Nationalspieler stellte und Mönchengladbach, wo in den 1970ern viele Nationalspieler spielten. Dort fanden erstmals 1988 bzw. 2005 Länderspiele statt. Nach dem Zweiten Weltkrieg fanden die Spiele zunächst nur in den Städten der Bundesrepublik sowie in West-Berlin statt, nach der Wiedervereinigung wurden auch wieder Spiele in den neuen Bundesländern durchgeführt, erstmals am 14. Oktober 1992 in Dresden.
Zurzeit bietet das Westfalenstadion in Dortmund mit Platz für 80.552 Zuschauern die größte Zuschauerkapazität in Deutschland, welche aber für Länderspiele auf 65.718 Sitzplätze reduziert wird, da bei internationalen Partien ausschließlich Sitzplätze erlaubt sind. Somit ist das Olympiastadion Berlin mit 74.400 Sitzplätzen das größte deutsche Stadion für internationale Länderspiele. Bis zur Niederlage im Halbfinale der Weltmeisterschaft 2006 gegen Italien war Deutschland im Westfalenstadion ungeschlagen, so dass die deutsche Nationalmannschaft regelmäßig wichtige Qualifikationsspiele dort abhielt. Unter anderem fanden das Play-off-Rückspiel gegen die Ukraine zur Weltmeisterschaft 2002, die Heimspiele gegen Schottland in der Qualifikation zur EM 2004 und 2016 sowie das Spiel gegen Russland der WM-Qualifikation 2010 in Dortmund statt.
Die deutschen Stadien gehören weltweit zu den modernsten. Sie wurden für die Olympischen Spiele 1972, die Weltmeisterschaften 1974 und 2006 sowie die Europameisterschaften 1988 und 2024 immer wieder modernisiert oder ganz neu errichtet. Fünf Stadien wurden von der UEFA bis 2006 als Fünfsternestadion eingestuft, sieben gelten derzeit als Elitestadion, von denen das Olympiastadion in München aber nicht mehr für Fußball-Länderspiele genutzt wird. Bis in die 1990er Jahre waren die meisten Stadien Mehrzweckbauten, in denen auch Leichtathletikwettbewerbe stattfinden konnten. Danach wurden viele Stadien in reine Fußballstadien umgebaut oder direkt als solche errichtet. Stadien mit 400-Meter-Bahnen sind nun die Ausnahme – aktuell noch das Max-Morlock-Stadion in Nürnberg und das Olympiastadion Berlin.
Die meisten Spiele außerhalb des heutigen Deutschlands fanden in Wien (23, davon ein Spiel gegen Spanien im EM-Finale 2008) statt, wobei drei Heimspiele der reichsdeutschen Auswahl zwischen 1938 und 1942 miteinbezogen sind. Es folgen Stockholm bzw. Solna (18, davon drei gegen nichtschwedische Nationalmannschaften während internationaler Turniere), Basel (18, davon vier gegen nichtschweizer Nationalmannschaften während internationaler Turniere) und Budapest (18). Außerhalb Europas spielte Deutschland am häufigsten (8) in Mexiko-Stadt, davon nur viermal gegen Mexiko. Das erste Spiel außerhalb Europas fand am 28. Dezember 1958 in Kairo gegen Ägypten statt und wurde mit 1:2 verloren. Außer der Antarktis, wo Fußballplätze und v. a. normgerechte Stadien gänzlich fehlen, und in Australien/Ozeanien spielte die Nationalmannschaft bisher auf jedem Kontinent.
Die größten Triumphe erlebte die deutsche Mannschaft in Bern (Weltmeister 1954), Brüssel (Europameister 1972), München (Weltmeister 1974), Rom (Europameister 1980, Weltmeister 1990), London (Europameister 1996) und Rio de Janeiro (Weltmeister 2014).
Die meisten Zuschauer bei einem Heimspiel gab es am 14. Mai 1938: 105.000 Zuschauer wollten in Berlin das Spiel gegen England sehen. 150.289 waren es beim Auswärtsspiel Brasilien gegen Deutschland (1:0) am 21. März 1982 in Rio de Janeiro. Die wenigsten Zuschauer bei uneingeschränktem Zugang (2.000) gab es am 5. September 1998 in Valletta (Malta) beim Spiel gegen Rumänien, nach dem Berti Vogts als Bundestrainer zurücktrat, sowie drei Spielen bei den Olympischen Spielen 1912 (je 2.000 Zuschauer). Im Herbst 2020 musste die Mannschaft wegen der COVID-19-Pandemie mehrere Spiele ohne oder mit eingeschränkter Zuschauerzahl bestreiten.
Der nördlichste Spielort war bisher Reykjavík auf Island, der südlichste die argentinische Hauptstadt Buenos Aires. Westlichster Spielort und zudem der Spielort mit der größten Zeitdifferenz (−9 Stunden) war Stanford am 18. Dezember 1993. Der bisher östlichste Spielort war Sapporo im Auftaktspiel der WM 2002.

### Prämien
Das Gewinnen wichtiger Spiele wird für die Spieler und Trainer der Nationalmannschaft vom DFB finanziell vergütet. Wurde bisher nur ein Sieg im Viertel-, Halbfinale und Finale prämiert, so lobte der DFB bei der Fußballweltmeisterschaft 2010 erstmals auch eine Prämie in Höhe von 50.000 Euro pro Spieler auf das Bestehen des Achtelfinales aus. Die Prämienregelung wird in offenen Gesprächen des DFB mit der Nationalmannschaft verhandelt. Hätte die deutsche Elf das Finale gewonnen, wäre den Spielern, wie schon bei der Europameisterschaft 2008 vereinbart, eine Prämie von 250.000 Euro gezahlt worden. Das Erreichen des Halbfinales wurde – ebenfalls analog zur EM 2008 – mit 100.000 Euro belohnt. Auch das erfolgreiche Qualifizieren für die WM wurde mit maximal 200.000 Euro pro Spieler belohnt, so auch zur WM 2014.
Für die Qualifikation zur EM 2012 hat der DFB 18.000 Euro pro Spiel und Spieler ausgelobt. Zur WM 2014 waren es dann schon 20.000 Euro pro Spiel, gleich neun Spieler bekamen die Höchstsumme von 200.000 Euro ausgezahlt. Der Sieg bei der Weltmeisterschaft 2014 in Brasilien brachte jedem Nationalspieler 300.000 Euro Prämie vom DFB. Zur Fußball-WM 2018 handelte der Spielerrat eine höhere Prämie aus: Im Falle der Titelverteidigung zahlt der DFB nun 350.000 Euro.
Weiterhin zahlt die FIFA eine Erfolgsprämie an den jeweiligen Weltmeister bzw. dessen Fußballbund. 2010 betrug diese Summe 22,1 Millionen Euro.
Die erfolgreichen WM-Teilnahmen wurden folgendermaßen vergütet:
- 1954: 2.500 DM (nach heutiger Kaufkraft 7.743 Euro) sowie einen Fernseher, einen Lederkoffer und einen Motorroller,
- 1974: 70.000 DM (nach heutiger Kaufkraft 118.752 Euro) und ein Cabrio,
- 1990: 125.000 DM (nach heutiger Kaufkraft 127.447 Euro),
- 2014: 300.000 Euro (nach heutiger Kaufkraft 380.587 Euro).

Für die Qualifikation der EM 2016 hat der DFB 20.000 Euro pro Spiel und Spieler ausgezahlt. Die DFB-Prämienregelung zur Endrunde der EM 2016 sah für den Fall des Titelgewinns 300.000 EUR pro Spieler vor. Ausgezahlt wurden jedoch nur die Prämie von 100.000 EUR für das Erreichen des Halbfinales.

### Nachwuchsarbeit
Um talentierte Spieler an den Kader der A-Nationalmannschaft heranzuführen, gab es in der Geschichte des DFB verschiedene Auswahlmannschaften, in denen junge Spieler ihre ersten internationalen Erfahrungen sammeln sollten. Von 1951 bis 1986 war dies die B-Nationalmannschaft, in der unter anderem die späteren Spielführer der beiden deutschen Weltmeistermannschaften von 1974 und 1990 Franz Beckenbauer (1965, 2 Spiele) und Lothar Matthäus (1979–1981, 4 Spiele) begannen. Zwischen 1999 und 2001 gab es die A2-Nationalmannschaft, die quasi eine Neuauflage der älteren B-Auswahl bildete. In ihr spielten zum Beispiel die späteren Vizeweltmeister von 2002 Torsten Frings (1999–2000, 5 Spiele) und Bernd Schneider (1999–2001, 4 Spiele). Im Hinblick auf die bevorstehende Weltmeisterschaft im eigenen Land wurde die A2-Auswahl 2002 in Team 2006 umbenannt. Seit 2006 gibt es keine derartige Auswahlmannschaft des DFB mehr.
Auch die U-21-Nationalmannschaft (seit 1979) und die Olympiaauswahl (1982–1998) diente vielen jungen Talenten als Sprungbrett in die A-Nationalmannschaft, so zum Beispiel den späteren Weltmeistern von 1990 Jürgen Klinsmann, Pierre Littbarski und Rudi Völler. Während die B-Mannschaft und ihre Neuauflagen nur zu Freundschaftsspielen antraten, nahmen die U-21- und Olympiamannschaften auch an internationalen Wettkämpfen teil, so dass den jungen Spielern auch Wettkampfpraxis vermittelt werden konnte. Im Juni 2009 gewann die U-21-Mannschaft erstmals die Europameisterschaft, wodurch der DFB als erster europäischer Nationalverband überhaupt gleichzeitig den Kontinentalmeister in den Altersklassen U-17, U-19 und U-21 stellen konnte. Beim besagten Titelgewinn kamen mit Andreas Beck, Gonzalo Castro, Manuel Neuer und Mesut Özil auch Spieler zum Einsatz, die zuvor bereits Einsätze für die A-Nationalmannschaft absolviert hatten. Aufgrund dieser Erfolge wurde der DFB 2009 von der UEFA mit der Maurice-Burlaz-Trophäe für die beste Nachwuchsarbeit in Europa ausgezeichnet. Für die darauffolgenden Europameisterschafts-Endrunden konnten sich die drei U-Auswahlmannschaften des DFB jeweils nicht mehr qualifizieren. Bei der U-17-Fußball-Weltmeisterschaft 2011 erreichte die U-17-Mannschaft mit dem späteren A-Nationalspieler Emre Can als Kapitän das Halbfinale, in dem sie gegen den Gastgeber und späteren Weltmeister Mexiko durch ein Tor in der 90. Minute mit 2:3 verlor. Das kleine Finale gegen Brasilien wurde mit 4:3 gewonnen. Dabei schoss die Mannschaft im Turnierverlauf die meisten Tore (24). Während die U-19-Mannschaft nach dem Gewinn des EM-Titels 2008 keine Endrunde mehr erreichte, konnte die U-17-Mannschaft 2011 und 2012 erneut das Finale erreichen, verlor da aber jeweils gegen die Niederlande. Für die EM 2013 konnte sich aber auch die U-17-Mannschaft nicht qualifizieren, wodurch auch die Qualifikation für die WM 2013 verpasst wurde. Die U-21-Mannschaft erreichte die EM-Endrunde 2012, wobei in der Qualifikation kein Spiel verloren wurde, bei der Endrunde aber bereits nach den ersten beiden Spielen der Einzug ins Halbfinale nicht mehr möglich war und über eine Überarbeitung des Nachwuchskonzeptes nachgedacht wird. So übernahm nach der EM wieder Horst Hrubesch die Verantwortung für die U-21-Mannschaft und auch bei den anderen Juniorenmannschaften gab es Veränderungen bei den Trainern.
Acht Spieler, die 2009 die U-21- bzw. U-17-Europameisterschaft gewonnen hatten, bildeten den Kern der Weltmeistermannschaft von 2014: Manuel Neuer, Jérôme Boateng, Benedikt Höwedes, Mats Hummels, Sami Khedira und Mesut Özil bzw. Shkodran Mustafi und Mario Götze. Zudem gehörte Ersatztorhüter Ron-Robert Zieler zur Mannschaft, die 2008 U-19-Europameister wurde, zu der auch die bei der WM wegen Verletzung fehlenden Brüder Lars und Sven Bender gehörten.
2014 konnte erneut der Europameistertitel durch die U-19-Mannschaft gewonnen werden, die sich zudem für die U-20-Fußball-Weltmeisterschaft 2015 qualifizierte und dort das Viertelfinale erreichte.
2015 erhielt der DFB zum dritten Mal die Maurice-Burlaz-Trophäe.
2016 erreichte die Olympiaauswahl mit Spielern, von denen nur drei älter als 23 Jahre sein durften das Finale bei den Olympischen Spielen in Rio de Janeiro gegen Brasilien und verlor es im Elfmeterschießen. Einige Spieler schafften danach den Sprung in die A-Nationalmannschaft und wurden für den FIFA-Konföderationen-Pokal 2017 nominiert und gewannen ihn bzw. gewannen mit der U-21-Mannschaft die U-21-Fußball-Europameisterschaft 2017. 2019 und 2021 wurde wieder das Finale erreicht und 2021 der Titel gewonnen, wobei Luca Waldschmidt und Lukas Nmecha Torschützenkönig wurden.
2023 konnte die U-17-Mannschaft erneut die U-17-Europameisterschaft und anschließend erstmals die U-17-Weltmeisterschaft gewinnen und stellte mit Paris Brunner und Robert Ramsak zwei der vier besten Torschützen bei der Europameisterschaft. Brunner wurde zudem bei der WM als bester Spieler ausgezeichnet.

### Fanclub

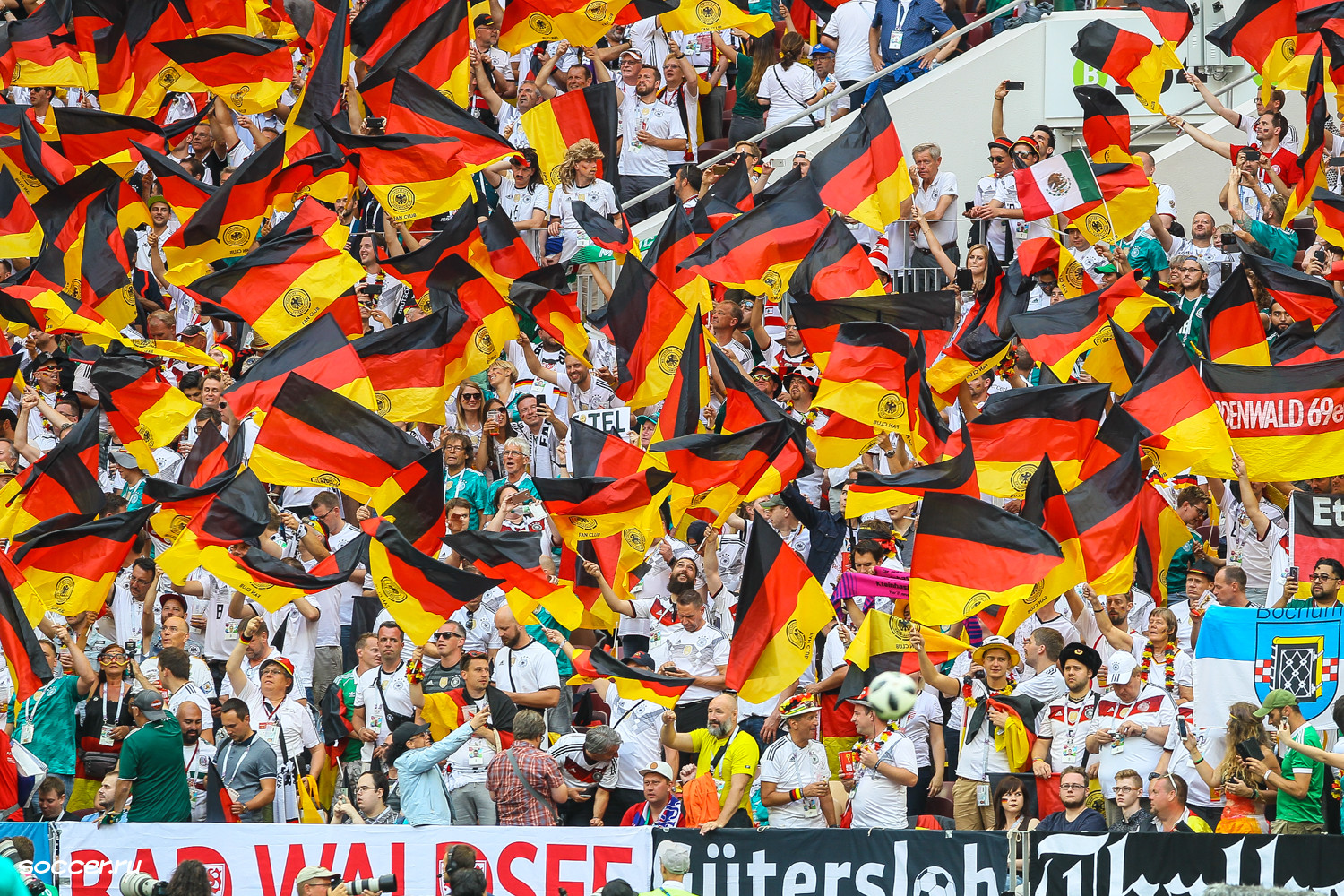
Fans der Nationalmannschaft bei der WM 2018

Am 29. März 2003 wurde der Fanclub Nationalmannschaft (Eigenschreibweise Fan Club Nationalmannschaft) gegründet. Dabei können Mitglieder z. B. Eintrittskarten zu Länderspielen während einer Vorverkaufsphase erwerben oder es können Treffen mit Nationalspielern gewonnen werden. Der Fanclub organisiert zudem Choreografien in den Stadien.

### Maskottchen
Zur Fußball-Weltmeisterschaft 2006 wurde mit Paule ein, dem DFB-Adler nachempfundenes, eigenes Maskottchen der deutschen Mannschaften eingeführt. Dieser wurde beim Testspiel Deutschland gegen die USA in Dortmund am 22. März 2006 offiziell vorgestellt.

### Fußballmuseum
Das Deutsche Fußballmuseum wurde am 23. Oktober 2015 als offizielles nationales Fußballmuseum des Deutschen Fußball-Bundes (DFB) in Dortmund eröffnet. Das Museum widmet sich in erlebnisorientierter Atmosphäre den Höhepunkten der deutschen Fußballgeschichte und der deutschen Nationalmannschaften.

## Auszeichnungen
- Sportler des Jahres von Deutschland – Mannschaft des Jahres: 1966, 1970, 1974, 1980, 1990, 1996, 2002, 2006, 2010, 2014
- Silbernes Lorbeerblatt: Mannschaften der Fußball-Weltmeisterschaften 1954, 2002, 2006, 2010, 2014
- Weltmannschaft des Jahres (La Gazzetta dello Sport): 1980, 1990, 2014
- Deutscher Fernsehpreis in der Kategorie Ehrenpreis der Stifter: 2010
- Laureus World Sports Awards/Mannschaft des Jahres: 2015

## Bilanzen

### FIFA-Weltrangliste

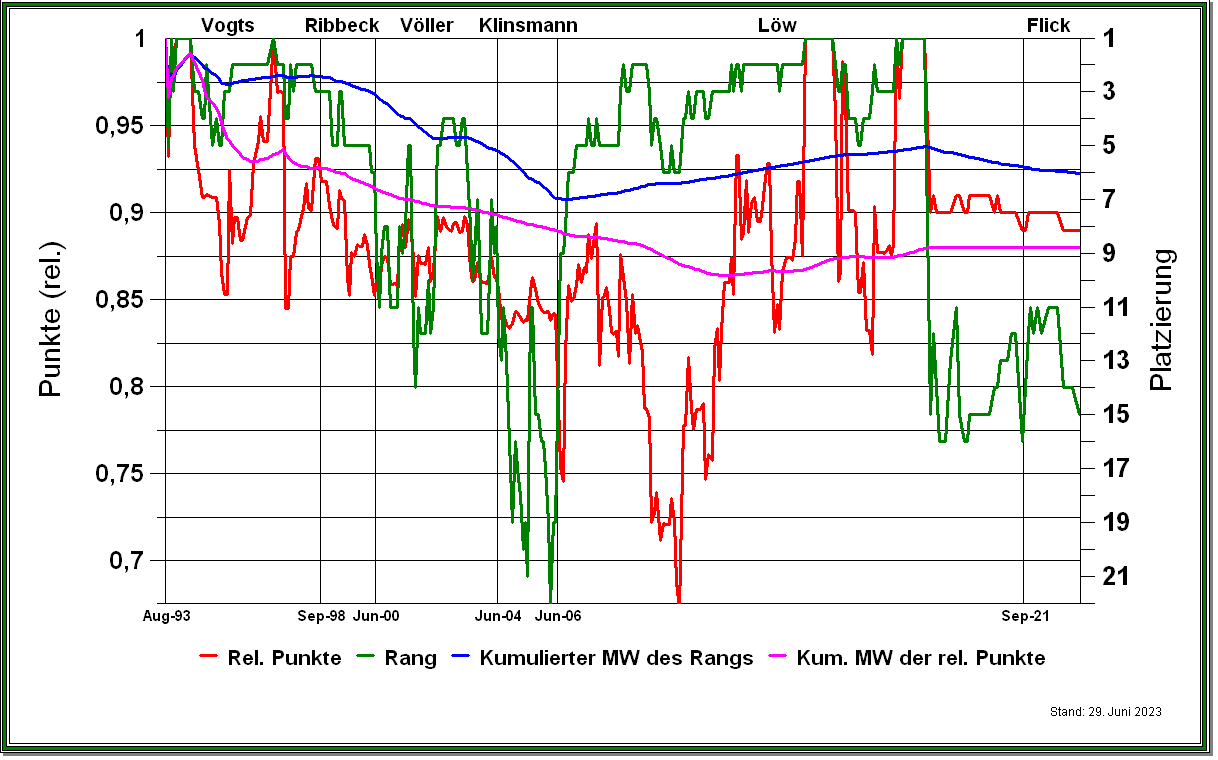
Platzierung und relative Punktzahl in der FIFA-Weltrangliste

Bei Einführung der FIFA-Weltrangliste im August 1993 belegte Deutschland den 1. Platz und konnte mit Unterbrechungen bis Juni 1994 mehrere Monate lang den ersten Platz belegen. Den ersten Rang mussten sich die Deutschen teilweise mit anderen Ländern teilen, da in der Anfangszeit die Rangliste wenig differenziert war. Nach dem Aus im Viertelfinale der WM 1994 fiel Deutschland auf Rang 3 zurück und pendelte in der Folgezeit zwischen Platz 5 und 2. Im Februar 1997 konnte noch einmal Platz 1 (gemeinsam mit Brasilien) belegt werden. In der kurzen Amtszeit Erich Ribbecks fiel die Mannschaft durch das Aus in der Vorrunde bei der EM 2000 aus den Top 10. Unter Rudi Völler oszillierte die Mannschaft zwischen Platz 14 (Oktober 2001) und Platz 5 (nach der WM 2002), fiel nach dem Vorrunden-Aus bei der EM 2004 aber wieder auf Platz 12 zurück.
Da unter Jürgen Klinsmann keine Qualifikationsspiele bestritten wurden und Freundschaftsspiele schwächer gewichtet werden, fiel die Mannschaft in seiner Ägide auf den bisher schlechtesten Platz im März 2006: Nach der 1:4-Niederlage in Italien rutschte Deutschland auf Platz 22 ab. Nach der erfolgreichen WM 2006 mit Platz 3 wurde die Ranglistenberechnung modifiziert und Deutschland erreichte Platz 9. Nach dem Vizeeuropameistertitel 2008 wurde im August wieder Platz 2 erreicht. Der Abstand zur spanischen Mannschaft, die seit der Europameisterschaft bis zum Confed Cup die Rangliste anführte, wurde aber in den folgenden Monaten größer. Bis zum Juli 2009 fiel Deutschland auf Rang 5 zurück. Im Mai 2010 erreichte die relative Punktzahl im Vergleich zum Spitzenreiter Brasilien mit 0,67 den bisher niedrigsten Wert. Durch den dritten Platz bei der WM 2010 stieg Deutschland im Juli 2010 auf Rang 4. Aufgrund der makellosen EM-Qualifikation und dem Erreichen des Halbfinales bei der Endrunde 2012 rückte die Nationalelf bis auf Platz 2 der Rangliste hinter Spanien vor.
Durch den Gewinn der Weltmeisterschaft im Juli 2014, bei der unter anderem die auf Platz 3 bis 5 stehenden Mannschaften besiegt wurden und der Weltranglistenführende Spanien bereits in der Vorrunde ausschied, konnte Deutschland erstmals nach 1997 wieder allein die Führung in der Weltrangliste übernehmen. Diese Führung wurde auch in den Folgemonaten verteidigt. Als am 19. Dezember 2014 auch die deutsche Fußballnationalmannschaft der Frauen Platz 1 in der Frauen-Rangliste erreichte, standen erstmals die Männer- und Frauennationalmannschaften eines Verbandes gleichzeitig auf dem ersten Rang. Im Juli 2015 verlor Deutschland nach einigen schwächeren Ergebnissen die Spitzenposition an Argentinien, das bei der Copa América 2015 Punkte sammelte. Im Dezember fiel die Mannschaft nach der Niederlage gegen Frankreich und dem abgesagten Spiel gegen die Niederlande auf den vierten Platz zurück und da Belgien schon im November erstmals Platz 1 erreichte und Spanien im Dezember Platz 3, war Deutschland bis zum April 2016 auch nur noch drittbeste europäische Mannschaft. Nach einer Niederlage gegen England und einem Sieg gegen Italien fiel die deutsche Mannschaft aufgrund der höher bewerteten Pflichtspielsiege südamerikanischer Mannschaften im April auf Platz 5 zurück, war aber nach zwei Remis der Spanier wieder zweitbeste europäische Mannschaft.
Ab Oktober 2016 war sie wieder beste europäische Mannschaft. Durch den Gewinn des Confed Cups 2017 kletterte die Mannschaft im Juli 2017 wieder auf Platz 1. Diesen Platz verlor sie im Folgemonat wieder an Brasilien, da die letzten beiden Spiele der WM 2014 nun schwächer gewichtet werden, konnte ihn aber einen Monat später nach zwei Siegen in der WM-Qualifikation zurückerobern. Die Spitzenposition hielt die Mannschaft bis zur WM. Nach der schwachen Leistung und dem damit verbundenen Vorrundenaus bei der Weltmeisterschaft 2018 in Russland, sackte die deutsche Nationalmannschaft von Platz 1 auf Platz 15 der FIFA-Weltrangliste (August 2018) ab. Bis Mai 2021 konnte sich die Mannschaft bis auf Platz 12 verbessern, rutschte aber durch das Achtelfinal-Aus bei der EM 2021 auf Platz 16 ab. Erst im November 2024 erreichte die Mannschaft wieder einen Platz in den Top-10.

### Länderspielbilanzen
Die folgende Übersicht stellt die Bilanzen der deutschen Nationalmannschaft nach Angaben des Deutschen Fußball-Bundes dar. In der Verlängerung entschiedene Spiele werden entsprechend ihrem Resultat, im Elfmeterschießen entschiedene Partien dagegen als Unentschieden gewertet. Bei einem Vergleich mit den Angaben der jeweiligen Fußballverbände ist zu beachten, dass viele von ihnen zwischen den Spielen gegen Deutschland und Westdeutschland unterscheiden (z. B. FA und KNVB) oder ihre Spiele gegen die DDR in ihre Bilanz gegen Deutschland miteinfließen lassen (z. B. FEMEXFUT).
Aus Gründen der Übersichtlichkeit sind hier nur Länder aufgeführt, deren jeweilige Nationalmannschaft schon mindestens zehnmal gegen Deutschland gespielt hat.
| Land               | Sp. | S  | U  | N  | Tor- verhältnis | Tor- differenz | wichtige Begegnungen |
| ------------------ | --- | -- | -- | -- | --------------- | -------------- | --- |
| Albanien           | 14  | 13 | 01 | 0  | 038:10          | +28            | WM-Qualifikation 1982, 1998, 2002; EM-Qualifikation 1968, 1972, 1984, 1996 |
| Argentinien        | 23  | 07 | 06 | 10 | 033:34          | −01            | WM-Vorrunde 1958, 1966; WM-Viertelfinale 2006, 2010; WM-Finale 1986, 1990, 2014; Konföderationen-Pokal Vorrunde 2005 |
| Belgien            | 26  | 20 | 01 | 05 | 060:29          | +31            | WM-Vorrunde 1934; WM-Achtelfinale 1994; EM-Qualifikation 1992, 2012; EM-Halbfinale 1972; EM-Finale 1980 |
| Brasilien          | 23  | 05 | 05 | 13 | 031:41          | −10            | WM-Halbfinale 2014; WM-Finale 2002; Konföderationen-Pokal Vorrunde 1999; Konföderationen-Pokal Halbfinale 2005 |
| Bulgarien          | 21  | 16 | 02 | 03 | 056:24          | +32            | WM-Qualifikation 1982; WM-Vorrunde 1970; WM-Viertelfinale 1994; EM-Qualifikation 1976, 1996 |
| Dänemark           | 29  | 16 | 05 | 08 | 057:38          | +19            | WM-Vorrunde 1986; EM-Vorrunde 1988, 2012; EM-Achtelfinale 2024; EM-Finale 1992 |
| England            | 39  | 13 | 09 | 17 | 049:76          | −27            | WM-Qualifikation 2002; WM-Achtelfinale 2010; WM-Viertelfinale 1970; WM-Zwischenrunde 1982; WM-Halbfinale 1990; WM-Finale 1966; EM-Vorrunde 2000; EM-Viertelfinale 1972; EM-Halbfinale 1996; EM-Achtelfinale 2021; UEFA NL-Gruppenphase 2022/23 |
| Finnland           | 23  | 16 | 06 | 01 | 082:19          | +63            | WM-Qualifikation 1938, 1982, 1990, 2002, 2010; EM-Qualifikation 2000 |
| Frankreich         | 35  | 11 | 08 | 16 | 050:53          | −03            | WM-Viertelfinale 2014, WM-Halbfinale 1982, 1986; WM-Spiel um Platz 3 1958; EM-Halbfinale 2016, EM-Vorrunde 2021, UEFA NL-Gruppenphase 2018/19, UEFA Spiel um Platz 3 2024/25                                                                   |
| Griechenland       | 10  | 07 | 03 | 0  | 023:10          | +13            | WM-Qualifikation 1962, 2002; EM-Qualifikation 1976; EM-Vorrunde 1980; EM-Viertelfinale 2012 |
| Irland             | 20  | 09 | 05 | 06 | 035:24          | +11            | WM-Qualifikation 2014; WM-Vorrunde 2002; EM-Qualifikation 2008, 2016 |
| Italien            | 39  | 10 | 14 | 15 | 052:57          | −05            | WM-Vorrunde 1962; WM-Zwischenrunde 1978; WM-Halbfinale 1970, 2006; WM-Finale 1982; EM-Vorrunde 1988, 1996; EM-Viertelfinale 2016; EM-Halbfinale 2012; UEFA NL-Gruppenphase 2022/23; UEFA NL-Viertelfinale 2024/25                              |
| Jugoslawien        | 25  | 14 | 04 | 07 | 046:31          | +15            | WM-Vorrunde 1990, 1998; WM-Viertelfinale 1954, 1958, 1962; WM-Zwischenrunde 1974; EM-Qualifikation 1968; EM-Halbfinale 1976 |
| Luxemburg          | 13  | 12 | 0  | 01 | 060:11          | +49            | Olympische Spiele Achtelfinale 1936; WM-Qualifikation 1934; EM-Qualifikation 1992 |
| Mexiko             | 13  | 05 | 06 | 02 | 026:13          | +13            | WM-Vorrunde 1978, 2018; WM-Achtelfinale 1998; WM-Viertelfinale 1986; Konföderationen-Pokal Spiel um Platz 3 2005; Konföderationen-Pokal Halbfinale 2017                                                                                        |
| Niederlande        | 48  | 18 | 18 | 12 | 090:79          | +11            | WM-Qualifikation 1990; WM-Achtelfinale 1990; WM-Zwischenrunde 1978; WM-Finale 1974; EM-Vorrunde 1980, 1992, 2004, 2012; EM-Halbfinale 1988; UEFA NL-Gruppenphase 2018/19, 2024/25; EM-Qualifikation 2020                                       |
| Nordirland         | 19  | 13 | 04 | 02 | 046:15          | +31            | WM-Qualifikation 1962, 1998, 2018; WM-Vorrunde 1958; EM-Qualifikation 1984, 2000, 2020; EM-Vorrunde 2016 |
| Norwegen           | 22  | 15 | 05 | 02 | 059:17          | +42            | Olympische Spiele Viertelfinale 1936; WM-Qualifikation 1954, 2018 |
| Österreich         | 41  | 25 | 06 | 10 | 090:59          | +31            | Olympische Spiele Achtelfinale 1912; WM-Qualifikation 1970, 1982, 2014; WM-Vorrunde 1982; WM-Zwischenrunde 1978; WM-Halbfinale 1954; WM-Spiel um Platz 3 1934; EM-Qualifikation 1984, 2012; EM-Vorrunde 2008                                   |
| Polen              | 22  | 13 | 07 | 02 | 034:13          | +21            | WM-Vorrunde 1978, 2006; WM-Zwischenrunde 1974; EM-Qualifikation 1972, 2016; EM-Vorrunde 2008, 2016 |
| Portugal           | 20  | 11 | 05 | 04 | 034:20          | +14            | WM-Qualifikation 1986, 1998; WM-Vorrunde 2014; WM-Spiel um Platz 3 2006; EM-Vorrunde 1984, 2000, 2012, 2021; EM-Viertelfinale 2008; Nations-League-Halbfinale 2025                                                                             |
| Rumänien           | 15  | 10 | 03 | 02 | 041:19          | +22            | WM-Qualifikation 2022; EM-Vorrunde 1984, 2000 |
| Schottland         | 18  | 09 | 05 | 04 | 031:24          | +07            | WM-Qualifikation 1970; WM-Vorrunde 1986; EM-Qualifikation 2004, 2016; EM-Vorrunde 1992, 2024 |
| Schweden           | 37  | 16 | 09 | 12 | 072:61          | +11            | WM-Qualifikation 1938, 1966, 1986, 2014; WM-Vorrunde 2018, WM-Achtelfinale 2006, WM-Viertelfinale 1934, WM-Zwischenrunde 1974, WM-Halbfinale 1958; EM-Halbfinale 1992                                                                          |
| Schweiz            | 54  | 36 | 09 | 09 | 143:70          | +73            | Erster Gegner (1908, 1920, 1950); Olympische Spiele Achtelfinale 1928; WM-Vorrunde 1962, 1966; WM-Achtelfinale 1938 (2 ×); EM-Vorrunde 2024 |
| Slowakei           | 11  | 08 | 0  | 03 | 025:12          | +13            | EM-Qualifikation 2008; EM-Achtelfinale 2016 |
| Sowjetunion        | 12  | 09 | 0  | 03 | 022:11          | +11            | WM-Halbfinale 1966; EM-Finale 1972 |
| Spanien            | 27  | 09 | 09 | 09 | 032:34          | –02            | WM-Vorrunde 1966, 1994, 2022; WM-Zwischenrunde 1982; WM-Halbfinale 2010; EM-Vorrunde 1984, 1988; EM-Viertelfinale 1976, 2024; EM-Finale 2008; UEFA NL-Gruppenphase 2020/21                                                                     |
| Tschechoslowakei   | 17  | 10 | 04 | 03 | 036:24          | +12            | WM-Qualifikation 1986; WM-Vorrunde 1958; WM-Viertelfinale 1990; WM-Halbfinale 1934; EM-Vorrunde 1980; EM-Finale 1976 |
| Türkei             | 22  | 14 | 04 | 04 | 054:19          | +35            | WM-Vorrunde 1954 (2 ×); EM-Qualifikation 1972, 1980, 1984, 2000, 2012; EM-Halbfinale 2008 |
| Ukraine            | 10  | 05 | 05 | 0  | 020:10          | +10            | WM-Qualifikation 1998, 2002; EM-Vorrunde 2016; UEFA NL-Gruppenphase 2020/21 |
| Ungarn             | 40  | 15 | 13 | 12 | 082:69          | +13            | Olympische Spiele Trostrunde Halbfinale 1912; WM-Vorrunde 1954; WM-Finale 1954; EM-Vorrunde 2021, 2024; UEFA NL-Gruppenphase 2022/23, 2024/25                                                                                                  |
| Uruguay            | 11  | 08 | 02 | 01 | 029:12          | +17            | Olympische Spiele Viertelfinale 1928; WM-Vorrunde 1986; WM-Viertelfinale 1966; WM-Spiel um Platz 3 1970, 2010 |
| Vereinigte Staaten | 12  | 08 | 0  | 04 | 026:18          | +08            | WM-Vorrunde 1998, 2014; WM-Viertelfinale 2002; Konföderationen-Pokal Vorrunde 1999 |
| Wales              | 17  | 09 | 06 | 02 | 026:10          | +16            | WM-Qualifikation 1990, 2010; EM-Qualifikation 1980, 1992, 1996, 2008 |

Anmerkungen:
1. ↑  Die ersten vier Spiele fanden gegen die Englische Fußballnationalmannschaft der Amateure statt und werden von der FA nicht mitgezählt, vgl. die Internetseite der FA. Die meisten kontinentaleuropäischen Fußballverbände, darunter auch der DFB, werten ihre Partien gegen die englische Amateurnationalmannschaft jedoch als offizielle Länderspiele, obwohl auch die FIFA sie nicht als solche zählt. Die FA und die FIFA zählen das Spiel am 10. Mai 1930 als erstes Länderspiel Englands gegen Deutschland. Die Bilanz gegen die englische A-Nationalnationalmannschaft ist mit 13 Siegen, 8 Remis und 14 Niederlagen fast ausgeglichen, gegen die englischen Amateure gab es ein Remis und drei Niederlagen.

Farblegende:
- positive Bilanz (mehr Siege als Niederlagen)
- ausgeglichene Bilanz
- negative Bilanz (mehr Niederlagen als Siege)

Besonderheiten:
- Der erste Sieg gegen Italien in einem Pflichtspiel gelang am 14. Juni 2022 in der UEFA Nations League 2022/23.
- Alle Spiele gegen Albanien waren Pflichtspiele. Es ist das einzige Land, gegen das bei mehr als 10 Spielen keine Freundschaftsspiele ausgetragen wurden.
- Gegen Argentinien und England, gegen die die Gesamtbilanz negativ ist, ist die Bilanz in Pflichtspielen positiv bzw. ausgeglichen.
- Der einzige Sieg in einem Pflichtspiel gegen Ungarn war lange das WM-Finale 1954. Erst bei der Vorrunde der Europameisterschaft 2024 konnte wieder ein Pflichtspielsieg gegen die Ungarn erlangt werden.

### Olympische Spiele
Die ersten großen Fußballturniere fanden bei den Olympischen Spielen statt, zunächst 1900 und 1904 als Demonstrationssportart mit Vereinsmannschaften, 1908 als offizielle olympische Sportart. Deutsche Mannschaften nahmen in diesen Jahren noch nicht teil. Insgesamt war man nur bei drei von sieben Turnieren für A-Nationalmannschaften dabei. Der DFB ist der einzige Verband, dessen Nationalmannschaft zwar Weltmeister wurde, der aber nie den Olympiasieger stellte. Bestes Abschneiden ist die Silbermedaille der Olympiaauswahl 2016, in der außer drei Spielern alle Spieler maximal 23 Jahre alt waren.
| Jahr | Austragungsort | Teilnahme bis … | Letzter Gegner | Ergebnis | Trainer   | Bemerkungen und Besonderheiten |
| ---- | -------------- | --------------- | -------------- | -------- | --------- | --- |
| 1908 | London         | keine Teilnahme | –              | –        |           | |
| 1912 | Stockholm      | Achtelfinale    | Österreich     | 1:5      | keiner    | höchster Sieg der Nationalmannschaft: 16:0 gegen Russland                                                                               |
| 1920 | Antwerpen      | keine Teilnahme | –              | –        |           | Deutschland war von den Spielen ausgeschlossen                                                                                          |
| 1924 | Paris          | keine Teilnahme | –              | –        |           | Deutschland nahm an den Spielen erneut nicht teil                                                                                       |
| 1928 | Amsterdam      | Viertelfinale   | Uruguay        | 1:4      | Otto Nerz | erstes Spiel gegen eine außereuropäische Mannschaft Hans Kalb und Richard Hofmann wurden als erste deutsche Spieler vom Platz gestellt. |
| 1936 | Berlin         | Viertelfinale   | Norwegen       | 0:2      | Otto Nerz | Ende der „Ära Nerz“ nach Niederlage gegen Norwegen                                                                                      |
| 1948 | London         | keine Teilnahme | –              | –        |           | Deutschland war von den Spielen ausgeschlossen                                                                                          |

### Weltmeisterschaften
| Platz | Spieler               | Jahr(e)   | Teiln. | Tore |
| ----- | --------------------- | --------- | ------ | ---- |
| 01    | Miroslav Klose        | 2002–2014 | 4      | 16   |
| 02    | Gerd Müller           | 1970–1974 | 2      | 14   |
| 03    | Jürgen Klinsmann      | 1990–1998 | 3      | 11   |
| 04    | Thomas Müller         | 2010–2022 | 4      | 10   |
| 04    | Helmut Rahn           | 1954–1958 | 2      | 10   |
| 06    | Karl-Heinz Rummenigge | 1978–1986 | 3      | 09   |
| 06    | Uwe Seeler            | 1958–1970 | 4      | 09   |
| 08    | Rudi Völler           | 1986–1994 | 3      | 08   |
| 09    | Hans Schäfer          | 1954–1962 | 3      | 07   |
| 10    | Helmut Haller         | 1962–1970 | 3      | 06   |
| 10    | Lothar Matthäus       | 1982–1998 | 5      | 06   |
| 10    | Max Morlock           | 1954      | 1      | 06   |

Die deutsche Nationalmannschaft ist nach Brasilien (fünf Titel) und mit Italien (auch vier Titel) die erfolgreichste Fußballnationalmannschaft der Welt. Bereits achtmal stand sie im Endspiel einer Fußball-Weltmeisterschaft. Viermal (1954, 1974, 1990 und 2014) konnte die deutsche Mannschaft den Weltmeistertitel gewinnen, viermal (1966, 1982, 1986 und 2002) ging sie als Vizeweltmeister vom Platz. Hinzu kommen vier dritte Plätze bei den WM-Endrunden 1934, 1970, 2006 und 2010 sowie ein vierter Platz 1958. Bei neunzehn Teilnahmen an Fußballweltmeisterschaften belegte sie demzufolge insgesamt dreizehnmal einen der ersten vier Plätze und übertrifft somit in dieser Hinsicht sogar Brasilien (fünfmal Weltmeister, zweimal Vizeweltmeister, zweimal Dritter, zweimal Vierter), obwohl dieses als einziges Land an allen einundzwanzig Fußball-Weltmeisterschaften teilnahm.
Mit Ausnahme der Turniere 1930 und 1950 hat die DFB-Auswahl an allen Weltmeisterschaften teilgenommen, wobei sie 1930 aufgrund der aufwändigen Reise nach Südamerika verzichtete und 1950 nach kriegsbedingtem Ausschluss noch nicht wieder zugelassen war. Der 1949 wiedergegründete DFB wurde erst nach der WM 1950 wieder in die FIFA aufgenommen.
Deutschland war fünfmal als Titelverteidiger oder Gastgeber direkt qualifiziert und hat in 14 WM-Qualifikationsturnieren bisher keine Auswärtsniederlage erlitten und pro Spiel die meisten Punkte geholt (2,56 in 102 Spielen auf Basis der Drei-Punkte-Regel, Stand: 11. Oktober 2021). Die erste von bisher drei Heimniederlagen erfolgte im Oktober 1985 gegen Portugal. Deutschland hat bisher 112 WM-Spiele bestritten, nur Brasilien hat mehr (114) WM-Spiele bestritten. Jedoch trafen die beiden Mannschaften erst zweimal bei Weltmeisterschaften aufeinander, zum ersten Mal im WM-Finale 2002. Brasilien (237) und Deutschland (232) sind die einzigen Mannschaften, die mehr als 200 WM-Tore erzielten. Allerdings kassierte Deutschland auch die meisten Gegentore bei Weltmeisterschaften (130). Unter den 15 Spielern, die mindestens 10 WM-Tore erzielten, befinden sich fünf Deutsche, je zwei Argentinien, Brasilianer und Franzosen – von denen nur Gabriel Batistuta und Just Fontaine nicht Weltmeister wurden. Ungarn, Peru, Polen und England stellen jeweils einen Spieler mit mindestens 10 WM-Toren – von denen keiner Weltmeister wurde.
Bei der WM 1974 nahm die Auswahl des DDR-Verbandes DFV ebenfalls teil. Zudem nahm eine Auswahlmannschaft des Saarlandes unter dem späteren Bundestrainer Helmut Schön an der Qualifikation für die WM 1954 teil.
Deutschland stellte mit Gerd Müller (1970), Miroslav Klose (2006) und Thomas Müller (2010) bereits dreimal die besten Torschützen einer Weltmeisterschaft, wobei die Mannschaft immer Dritter wurde, wenn sie den Torschützenkönig stellte. Miroslav Klose ist mit 16 WM-Toren bei vier Weltmeisterschaften auch insgesamt Rekordtorschütze. Thomas Müller ist der erste Torschützenkönig, dem bei der folgenden WM fünf Tore gelangen. Bis 2022 war der deutsche Rekordnationalspieler Lothar Matthäus auch gleichzeitig Rekordhalter mit den meisten WM-Spielen (25), den zweiten Platz belegte Miroslav Klose (24), dann wurden sie von Lionel Messi mit 26 Spielen übertroffen. Uwe Seeler war der erste Fußballer überhaupt, der mehr als 20 WM-Spiele bestritt.
| Jahr | Gastgeberland      | Teilnahme bis …  | Letzter Gegner                   | Platz     | Trainer           | Bemerkungen und Besonderheiten |
| ---- | ------------------ | ---------------- | -------------------------------- | --------- | ----------------- | --- |
| 1930 | Uruguay            | keine Teilnahme  | –                                | –         | –                 | Weltwirtschaftskrise; zu hoher Aufwand für die Reise nach Südamerika |
| 1934 | Italien            | Spiel um Platz 3 | Österreich                       | 3. Platz  | Otto Nerz         | Halbfinalniederlage gegen Tschechoslowakei |
| 1938 | Frankreich         | Achtelfinale     | Schweiz                          | 10. Platz | Sepp Herberger    | Nach dem „Anschluss Österreichs“ wurde eine „Großdeutsche Fußballnationalmannschaft“ aufgestellt. Diese scheiterte am ersten Gegner Schweiz nach Wiederholungsspiel.          |
| 1950 | Brasilien          | keine Teilnahme  | –                                | –         | –                 | Der DFB war infolge des Zweiten Weltkrieges aufgelöst worden; der Anfang 1950 wiedergegründete Verband wurde von der FIFA erst nach der WM wieder aufgenommen.                |
| 1954 | Schweiz            | Finale           | Ungarn                           | 1. Platz  | Sepp Herberger    | „Das Wunder von Bern“; „Geist von Spiez“ |
| 1958 | Schweden           | Spiel um Platz 3 | Frankreich                       | 4. Platz  | Sepp Herberger    | Halbfinalniederlage in der „Schlacht von Göteborg“ gegen Schweden |
| 1962 | Chile              | Viertelfinale    | Jugoslawien                      | 7. Platz  | Sepp Herberger    | Abschneiden führte zum Rücktritt von Herberger und Einführung des Profitums bzw. der Bundesliga                                                                               |
| 1966 | England            | Finale           | England                          | 2. Platz  | Helmut Schön      | „Wembley-Tor“ |
| 1970 | Mexiko             | Spiel um Platz 3 | Uruguay                          | 3. Platz  | Helmut Schön      | Halbfinalniederlage im „Jahrhundertspiel“ gegen Italien |
| 1974 | BR Deutschland     | Finale           | Niederlande                      | 1. Platz  | Helmut Schön      | Begegnung mit der DDR-Auswahl und das „Sparwasser-Tor“; „Nacht von Malente“; „Wasserschlacht von Frankfurt“                                                                   |
| 1978 | Argentinien        | Zwischenrunde    | Österreich, Niederlande, Italien | 6. Platz  | Helmut Schön      | „Schmach von Córdoba“ |
| 1982 | Spanien            | Finale           | Italien                          | 2. Platz  | Jupp Derwall      | „Nichtangriffspakt von Gijón“; „Nacht von Sevilla“ |
| 1986 | Mexiko             | Finale           | Argentinien                      | 2. Platz  | Franz Beckenbauer | „Suppenkasper-Affäre“ |
| 1990 | Italien            | Finale           | Argentinien                      | 1. Platz  | Franz Beckenbauer | Triumph des „Kaisers“ |
| 1994 | USA                | Viertelfinale    | Bulgarien                        | 5. Platz  | Berti Vogts       | „Stinkefinger-Affäre“ |
| 1998 | Frankreich         | Viertelfinale    | Kroatien                         | 7. Platz  | Berti Vogts       | Ausschreitungen deutscher Hooligans; später Rücktritt von Vogts |
| 2002 | Südkorea und Japan | Finale           | Brasilien                        | 2. Platz  | Rudi Völler       | erstes WM-Spiel gegen Rekordweltmeister Brasilien |
| 2006 | Deutschland        | Spiel um Platz 3 | Portugal                         | 3. Platz  | Jürgen Klinsmann  | „Weltmeister der Herzen“; „Sommermärchen“; Halbfinalniederlage gegen Italien                                                                                                  |
| 2010 | Südafrika          | Spiel um Platz 3 | Uruguay                          | 3. Platz  | Joachim Löw       | „Umgekehrtes Wembley-Tor“; Kantersieg gegen Argentinien; Halbfinalniederlage gegen Spanien                                                                                    |
| 2014 | Brasilien          | Finale           | Argentinien                      | 1. Platz  | Joachim Löw       | historischer 7:1-Halbfinal-Sieg gegen Gastgeber Brasilien („Mineiraço“) |
| 2018 | Russland           | Vorrunde         | Mexiko, Schweden, Südkorea       | 22. Platz | Joachim Löw       | Erstmals schied Deutschland bereits in der Vorrunde aus. |
| 2022 | Katar              | Vorrunde         | Japan, Spanien, Costa Rica       | 17. Platz | Hansi Flick       | Zum zweiten Mal in Folge schied Deutschland in der Vorrunde aus; als Zeichen gegen das Verbot der „One-Love“-Binde hielt das Team vor dem ersten Spiel die Hand vor den Mund. |

### Europameisterschaften
Deutsche EM-Torjäger
| Tore | Spieler                | Jahr (Tore)                            |
| ---- | ---------------------- | -------------------------------------- |
| 5    | Mario Gómez            | 2008 (0), 2012 (3), 2016 (2)           |
|      | Jürgen Klinsmann       | 1988 (1), 1992 (1), 1996 (3)           |
| 4    | Gerd Müller            | 1972 (4)                               |
|      | Dieter Müller          | 1976 (4)                               |
|      | Rudi Völler            | 1984 (2), 1988 (2), 1992 (0)           |
|      | Lukas Podolski         | 2004 (0), 2008 (3), 2012 (1), 2016 (0) |
|      | Kai Havertz            | 2021 (2), 2024 (2)                     |
| 3    | Klaus Allofs           | 1980 (3)                               |
|      | Karl-Heinz Riedle      | 1992 (3)                               |
|      | Michael Ballack        | 2004 (1), 2008 (2)                     |
|      | Miroslav Klose         | 2004 (0), 2008 (2), 2012 (1)           |
|      | Bastian Schweinsteiger | 2008 (2), 2012 (0), 2016 (1)           |
|      | Jamal Musiala          | 2024 (3)                               |

Stand: 29. Juni 2024
Die DFB-Auswahl ist mit drei Titeln (1972, 1980, 1996) aus sechs Endspielteilnahmen neben Spanien die erfolgreichste Nationalmannschaft.
Die bundesdeutsche Fußballnationalmannschaft konnte sich als einziges Team seit 1972 für alle Europameisterschaftsendrunden qualifizieren und ist damit die Mannschaft mit den meisten Teilnahmen.
Bei den ersten Turnieren 1960 und 1964 war man an einer Teilnahme noch nicht interessiert, da Bundestrainer Sepp Herberger sich durch die EM beim Aufbau für die WM gestört fühlte. Erst unter seinem Nachfolger Helmut Schön wollte sich die Mannschaft erstmals für die EM 1968 qualifizieren, scheiterte allerdings dabei. Bei der ersten gelungenen Qualifikation 1972 wurde gleich der erste Titel gewonnen.
Dreimal schied man in der Vorrunde aus (1984, 2000 und 2004), immer als Titelverteidiger und/oder Vizeweltmeister. Als Weltmeister wurde zweimal der zweite Platz bei der folgenden Europameisterschaft belegt (1976 und 1992). Nach dem Ausscheiden in der Vorrunde kam es jeweils zu Trainerwechseln. Im ersten Spiel der Endrunde der EM 2008 konnte Deutschland erstmals nach zwölf Jahren wieder ein Spiel bei einer Endrunde gewinnen; bei den Turnieren 2000 und 2004 war die Mannschaft sieglos geblieben.
Neben Gerd Müller (1972) konnten Dieter Müller (1976), Klaus Allofs (1980) und Karl-Heinz Riedle (1992) Torschützenkönig eines Turniers werden.
| Jahr | Gastgeberland           | Teilnahme bis …    | Letzter Gegner                    | Ergebnis      | Trainer           | Bemerkungen und Besonderheiten |
| ---- | ----------------------- | ------------------ | --------------------------------- | ------------- | ----------------- | --- |
| 1960 | Frankreich              | keine Teilnahme    | –                                 | –             | Sepp Herberger    | offizielle Bezeichnung: Europa-Nationenpokal |
| 1964 | Spanien                 | keine Teilnahme    | –                                 | –             | Sepp Herberger    | offizielle Bezeichnung: Europa-Nationenpokal |
| 1968 | Italien                 | nicht qualifiziert | Jugoslawien, Albanien             | –             | Helmut Schön      | einzige Nicht-Qualifikation aus sportlichen Gründen, durch eine Niederlage in Jugoslawien und ein 0:0 in Albanien („Schmach von Tirana“) |
| 1972 | Belgien                 | Finale             | Sowjetunion                       | 1. Platz      | Helmut Schön      | „beste deutsche Elf aller Zeiten“ |
| 1976 | Jugoslawien             | Finale             | Tschechoslowakei                  | 2. Platz      | Helmut Schön      | „Nacht von Belgrad“ |
| 1980 | Italien                 | Finale             | Belgien                           | 1. Platz      | Jupp Derwall      | Triumph für Jupp Derwall |
| 1984 | Frankreich              | Vorrunde           | Portugal, Rumänien, Spanien       | –             | Jupp Derwall      | Ende der Amtszeit von Trainer Derwall |
| 1988 | Deutschland             | Halbfinale         | Niederlande                       | Halbfinale    | Franz Beckenbauer | Niederlage gegen die Niederlande, kein Spiel um den dritten Platz |
| 1992 | Schweden                | Finale             | Dänemark                          | 2. Platz      | Berti Vogts       | Dänemarks Revanche nach der Niederlage bei EM 1988 |
| 1996 | England                 | Finale             | Tschechien                        | 1. Platz      | Berti Vogts       | erstes Golden Goal der EM-Geschichte durch Oliver Bierhoff |
| 2000 | Belgien und Niederlande | Vorrunde           | Rumänien, England, Portugal       | –             | Erich Ribbeck     | Ende der Amtszeit von Trainer Ribbeck |
| 2004 | Portugal                | Vorrunde           | Niederlande, Lettland, Tschechien | –             | Rudi Völler       | Ende der Amtszeit von Teamchef Völler |
| 2008 | Österreich und Schweiz  | Finale             | Spanien                           | 2. Platz      | Joachim Löw       | sechster Finaleinzug bei einer Europameisterschaft |
| 2012 | Polen und Ukraine       | Halbfinale         | Italien                           | Halbfinale    | Joachim Löw       | Deutschland als einzige Mannschaft mit 10 Siegen in 10 Qualifikationsspielen; erstmals drei Siege in der Gruppenphase; Weltrekord nach 15 Pflichtspielsiegen in Folge |
| 2016 | Frankreich              | Halbfinale         | Frankreich                        | Halbfinale    | Joachim Löw       | erstmaliger Erfolg gegen Italien bei einem großen Turnier durch einen Sieg im Elfmeterschießen im Viertelfinale |
| 2021 | Europa                  | Achtelfinale       | England                           | Achtelfinale  | Joachim Löw       | Deutschland stellte mit der Allianz Arena eine Spielstätte für drei Gruppenspiele und ein Viertelfinalspiel, musste sich aber selbst noch qualifizieren. Alle drei Gruppenspiele wurden in München ausgetragen. Die Niederlage im Achtelfinale gegen England war zugleich das 198. und letzte Länderspiel unter Bundestrainer Joachim Löw. |
| 2024 | Deutschland             | Viertelfinale      | Spanien                           | Viertelfinale | Julian Nagelsmann | Als Gastgeber automatisch qualifiziert. Nach Siegen gegen Schottland und Ungarn sowie einem Remis gegen die Schweiz gewann Deutschland das Achtelfinale gegen Dänemark. Das darauf folgende Viertelfinale verlor Deutschland jedoch gegen Spanien und konnte sich nicht für das Halbfinale qualifizieren.                                  |

### Konföderationen-Pokal
Die Nationalmannschaft nahm insgesamt dreimal, 1999 als amtierender Europameister, 2005 als Gastgeber, sowie 2017 als amtierender Weltmeister am von 1997 bis 2017 ausgetragenen FIFA-Konföderationen-Pokal teil. 1997 wurde als qualifizierter Europameister auf die Teilnahme verzichtet, da der Wettbewerb einerseits keinen großen Stellenwert besaß und andererseits die Vorbereitung auf die neue Bundesligasaison störte; 2003 hätte Deutschland als Vizeweltmeister nach dem Verzicht des qualifizierten Vizeeuropameisters Italien nachrücken sollen, verzichtete jedoch ebenfalls auf eine Turnierteilnahme. Bei der letzten Austragung im Jahr 2017 konnte Deutschland den Titel erstmals gewinnen.
| Jahr | Gastgeberland      | Teilnahme bis …                             | Letzter Gegner             | Ergebnis | Trainer          | Bemerkungen und Besonderheiten |
| ---- | ------------------ | ------------------------------------------- | -------------------------- | -------- | ---------------- | --- |
| 1997 | Saudi-Arabien      | nicht teilgenommen                          | –                          | –        |                  | Absage des DFB aus Termingründen |
| 1999 | Mexiko             | Vorrunde                                    | Brasilien, USA, Neuseeland | –        | Erich Ribbeck    | als Dritter der Vorrundengruppe ausgeschieden |
| 2001 | Südkorea und Japan | nicht qualifiziert                          | –                          | –        |                  | |
| 2003 | Frankreich         | nicht qualifiziert; als Nachrücker abgesagt | –                          | –        |                  | Nach Absage der qualifizierten Italiener (Vizeeuropameister) hätte Deutschland als Nachrücker (Vizeweltmeister) teilnehmen dürfen, sagte jedoch aus Termingründen ab. |
| 2005 | Deutschland        | Spiel um Platz 3                            | Mexiko                     | 3. Platz | Jürgen Klinsmann | im Halbfinale gegen den späteren Sieger Brasilien das Finale verpasst                                                                                                 |
| 2009 | Südafrika          | nicht qualifiziert                          | –                          | –        |                  | |
| 2013 | Brasilien          | nicht qualifiziert                          | –                          | –        |                  | |
| 2017 | Russland           | Finale                                      | Chile                      | 1. Platz | Joachim Löw      | erster Turniersieg durch Finalsieg gegen Chile |

### UEFA Nations League
| Jahr    | Ligen                 | Gegner                                                         | Trainer           | Ergebnis                                                                                                   |
| ------- | --------------------- | -------------------------------------------------------------- | ----------------- | --- |
| 2018/19 | Liga A – Gruppenphase | Niederlande, Frankreich                                        | Joachim Löw       | 3. Platz in Gruppe 1, insgesamt Platz 11 (sportlicher Abstieg); Klassenerhalt durch Aufstockung der Liga A |
| 2020/21 | Liga A – Gruppenphase | Spanien, Ukraine, Schweiz                                      | Joachim Löw       | 2. Platz in Gruppe 4, insgesamt Platz 8                                                                    |
| 2022/23 | Liga A – Gruppenphase | Italien, England, Ungarn                                       | Hansi Flick       | 3. Platz in Gruppe 3, insgesamt Platz 10                                                                   |
| 2024/25 | Liga A – Endrunde     | Niederlande, Ungarn, Bosnien-Herzegowina, Portugal, Frankreich | Julian Nagelsmann | 1. Platz in Gruppe 3, insgesamt Platz 4 (im Final-Four-Turnier ermittelt)                                  |

### Medaillenspiegel
| Wettbewerb                              | Gold | Silber | Bronze | Gesamt |
| --------------------------------------- | ---- | ------ | ------ | ------ |
| Olympische Spiele (1908–1948)           | 0    | 0      | 0      | 0      |
| Fußball-Weltmeisterschaft (seit 1930)   | 4    | 4      | 4      | 12     |
| Fußball-Europameisterschaft (seit 1960) | 3    | 3      | ref0   | 06     |
| Konföderationen-Pokal (1997–2017)       | 1    | 0      | 1      | 02     |
| Nations League (seit 2018/19)           | 0    | 0      | 0      | 0      |
| Gesamt                                  | 8    | 7      | 5      | 20     |

Anmerkungen:
1. ↑  Die deutsche Mannschaft schied dreimal im Halbfinale aus und es gab danach kein Spiel um den dritten Platz.

### Rivalitäten
Langjährige Rivalitäten der deutschen Fußballnationalmannschaft bestehen mit den Three Lions (siehe Deutsch-englische Fußballrivalität), der Squadra Azzurra (siehe Deutsch-italienische Fußballrivalität) und der Elftal (siehe Niederländisch-deutsche Fußballrivalität).

## Diskografie
Zwischen 1973 und 1994 nahm die deutsche Fußballnationalmannschaft jeweils im Vorfeld der WM-Turniere Musikalben und -singles auf. Zu hören waren die damals aktuellen Fußballnationalspieler mit zu dieser Zeit namhaften Interpreten wie Udo Jürgens oder Peter Alexander. Insgesamt erschienen sieben Alben und 14 Singles. Das erste und zugleich bekannteste Lied der Nationalmannschaft ist das von Jack White komponierte Fußball ist unser Leben.